# Texas
Texas o Tejas (pronunciado [ˈtexas] (escucharⓘ), /téjas/; pronunciación en inglés: /ˈtɛksɪs/) es uno de los cincuenta estados que, junto con Washington D. C., forman los Estados Unidos. Su capital es Austin y su ciudad más poblada es Houston. Está ubicado en la región Sur del país, división Centro Suroeste. Limita, al norte con Oklahoma —la mitad oriental de esta frontera la forma el río Rojo—; al noreste con Arkansas —de nuevo, parte de esta frontera la forma el río Rojo—; al este con el río Sabina —que lo separa de Luisiana—; al sureste con el golfo de México (océano Atlántico); al suroeste con el río Bravo, que lo separa a través de una larga frontera (unos 1800 km) de México (concretamente, de los Estados de Chihuahua, Coahuila, Nuevo León y Tamaulipas); y al oeste con Nuevo México.
Con 25 145 561 habitantes en el 2010, es el segundo estado más poblado del  país —por detrás de California—, y con 695 621 km², el segundo más extenso, por detrás de Alaska. Fue admitido en la Unión el 29 de diciembre de 1845, como el estado número 28.
El lema «seis banderas de Texas» proviene de las banderas que a lo largo de la historia han ondeado sobre el territorio. España fue el primer país europeo que, en el ámbito del virreinato de Nueva España, poseyó el territorio texano. Una fracción del territorio norte de Texas fue parte de Luisiana, territorio colonial francés, el cual fue comprado por los Estados Unidos en 1803. Tras la guerra de la Independencia de México en 1821, Texas pasó a ser territorio mexicano. En 1836 el territorio texano se independiza de México a consecuencia de una revolución iniciada por inmigrantes estadounidenses, proclamando unilateralmente la República de Texas. Posteriormente en 1845 se produce la anexión de Texas por parte de Estados Unidos como “Estado número 28”. Durante la guerra de secesión estadounidense en 1861, Texas fue uno los Estados miembros de los Estados Confederados de América. Con el final de la guerra de secesión en 1865 Texas volvió a formar parte de los Estados Unidos.
A principios de 1900, el descubrimiento de pozos de petróleo inició un auge económico en el Estado. Texas se ha diversificado económicamente. Cuenta con una creciente base en la alta tecnología, la investigación biomédica y la educación superior. Su PIB estatal es el segundo más alto de los Estados Unidos.
La capital de Texas es Austin, aunque la ciudad más poblada es Houston. La flor del estado es el lupino de Texas; el pájaro del estado es el cenzontle o sinsonte, la mascota es el armadillo, y la comida típica es el chili con carne.

## Toponimia
El origen de la palabra Texas proviene del idioma español según algunas referencias, aunque puede ser producto de dos explicaciones alternativas:
- Según la historiografía texana y anglosajona, puede venir del caddo táysha ['tajʃaʔ] que se traduce como «amigo» o «aliado». Los primeros españoles que exploraron estas tierras llamaron así a los hasinai: los texas, donde la x, en este caso, se pronunciaba como "j" siendo numerosos los documentos de la época en que se utilizan ambas grafías, texas y tejas, lo que descarta la opción "sh" en la pronunciación de este nombre.[8] La primera referencia a Tejas o Texas se encuentra en un documento sobre la expedición de Oñate de 1606 en que iban a buscar "el gran reyno de los Tejas". Después se conoció al territorio como "La provincia de los Tejas", para finalmente pasar a llamarse simplemente Texas o Tejas. Aunque un reciente estudio pone en duda esta versión del origen por las muchas dudas, malas interpretaciones y contradicciones que presenta, ya que es defendida por angloparlantes tratando de interpretar documentos españoles del siglo XVI y posteriores.[8]
- Otro posible origen de la palabra proviene del nombre de un árbol, el tejo, texo o texa (Taxus baccata), planta que existe en Europa pero no en América. Los españoles denominaron con este nombre al ciprés calvo de los pantanos –Taxodium distichum, en latín "el que se parece al tejo"–, muy común en el Este húmedo de Tejas, donde habitaba el grupo nativo Caddo, al que los españoles bautizaron en un inicio como "indios Tejas o Texas". El sabino, ciprés de Moctezuma, o ahuehuete –Taxodium mucronatum– es más común en México y el sur seco de Texas, a casi mil kilómetros de distancia (Río Grande), aunque en español los nombres «sabino», «sabina», «tejo» y «teja» (texo y texa hasta 1817) son sinónimos del mismo árbol. Ambos árboles, el Taxus europeo y el Taxodium americano, tienen un gran parecido, tanto físico como biológico, ambos segregan una toxina por sus hojas, siendo estas muy similares. Por otra parte, los ríos tejanos bautizados por españoles, tienen nombre religioso o descriptivo, normalmente de árbol: los ríos Nueces, Sabina, Palmas, Flores, son un ejemplo.[8]

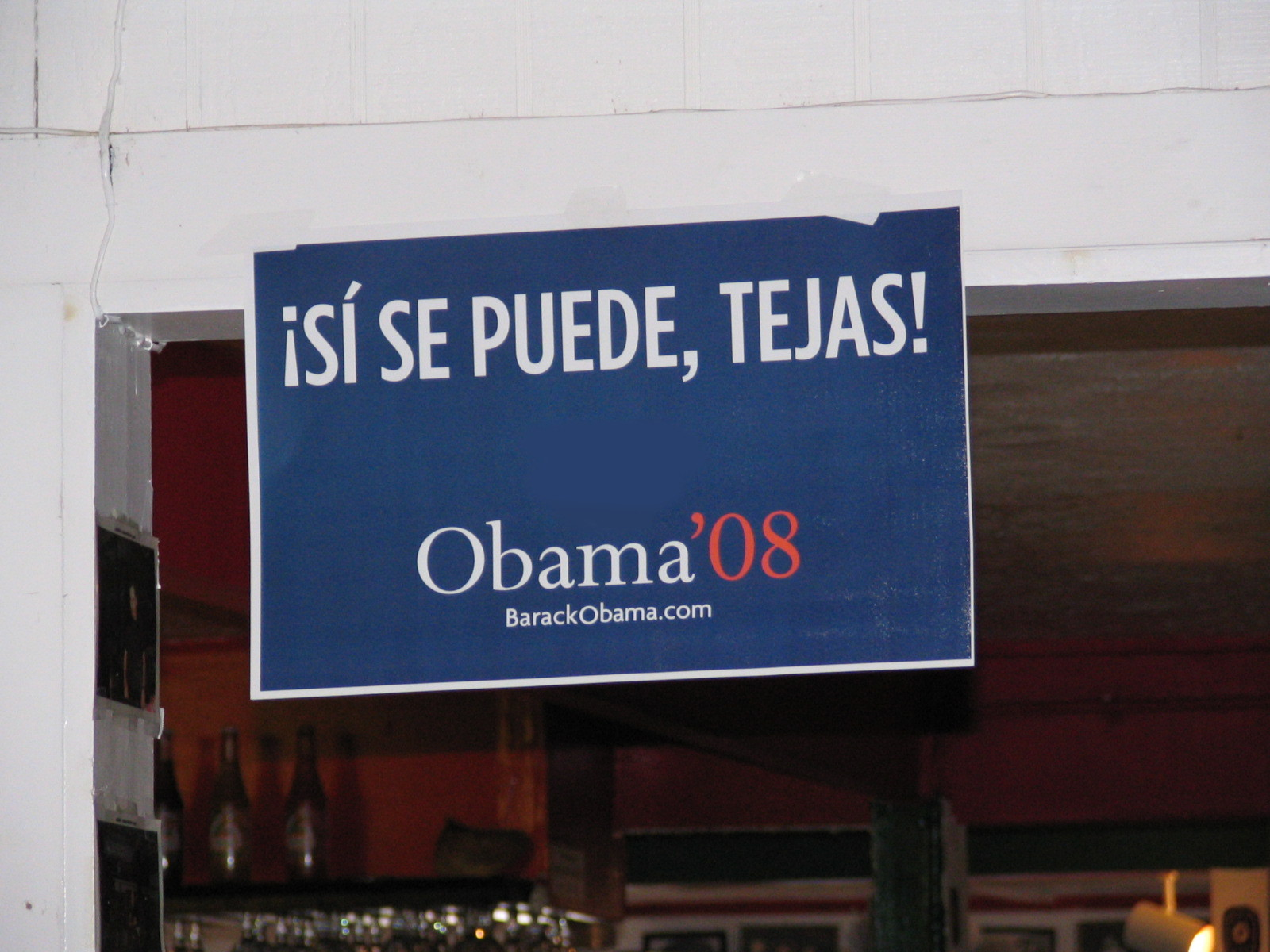
Rótulo electoral que emplea la grafía «Tejas».

La confusión sobre cómo se pronuncia en español la «x» de Texas tiene un origen complejo, ya que sonido y letra tomaron caminos separados. En el castellano del siglo XVI, la letra «x» se usaba para representar el sonido fricativo postalveolar sordo /ʃ/, el cual hoy suele escribirse «sh», como en inglés, p. ej. shame y ash. Así, las palabras que en el siglo XVI se escribían Texas, México y xabón, se pronunciaban *Teshas, *Méshico y *shabón. Posteriormente, y con notable rapidez, el sonido fricativo postalveolar sordo /ʃ/ (hoy escrito «sh») evolucionó, en todos los casos, en fricativo velar sordo /x/ (hoy escrito «j»). Es decir, todas las palabras que se escribían con «x» pasaron a pronunciarse con el sonido actual de la «j» en español (xabón⇒jabón). Por otro lado, la letra «x» pasó a representar el sonido /ks/, heredado del latín. No obstante, este cambio fonético no se vio reflejado de forma instantánea en la ortografía; en 1815, la Real Academia Española decretó que la letra «x» sería reemplazada por la letra «j» en palabras que tengan presente el nuevo sonido. De modo excepcional, hay algunas palabras que sufrieron la transición fonética de [ʃ] (sh) a [x] (j), pero cuya ortografía permaneció intacta. De ahí la actual pronunciación de topónimos como Texas y México, así como de nombres de pila y apellidos de grafía arcaica como Práxedis y Ximénez. De hecho, aún hoy las localidades texanas de Béxar y Mexía se pronuncian en inglés con una [h] para emular lo que hoy sería una "j" hispánica.
La Real Academia Española, a través de su Diccionario panhispánico de dudas, recomienda la grafía Texas; lo mismo es válido para el gentilicio, texano. La pronunciación correcta (en español) es [téjas], en la notación de la RAE, o /ˈtexas/, en la notación del AFI (véase “x”), y no *[téksas], lo cual es un error extendido en los medios de comunicación hoy en día. Lo mismo sucede con la palabra México, pronunciada [méjiko], según la notación de la RAE, y /'mexiko/, según la notación del AFI.

## Historia

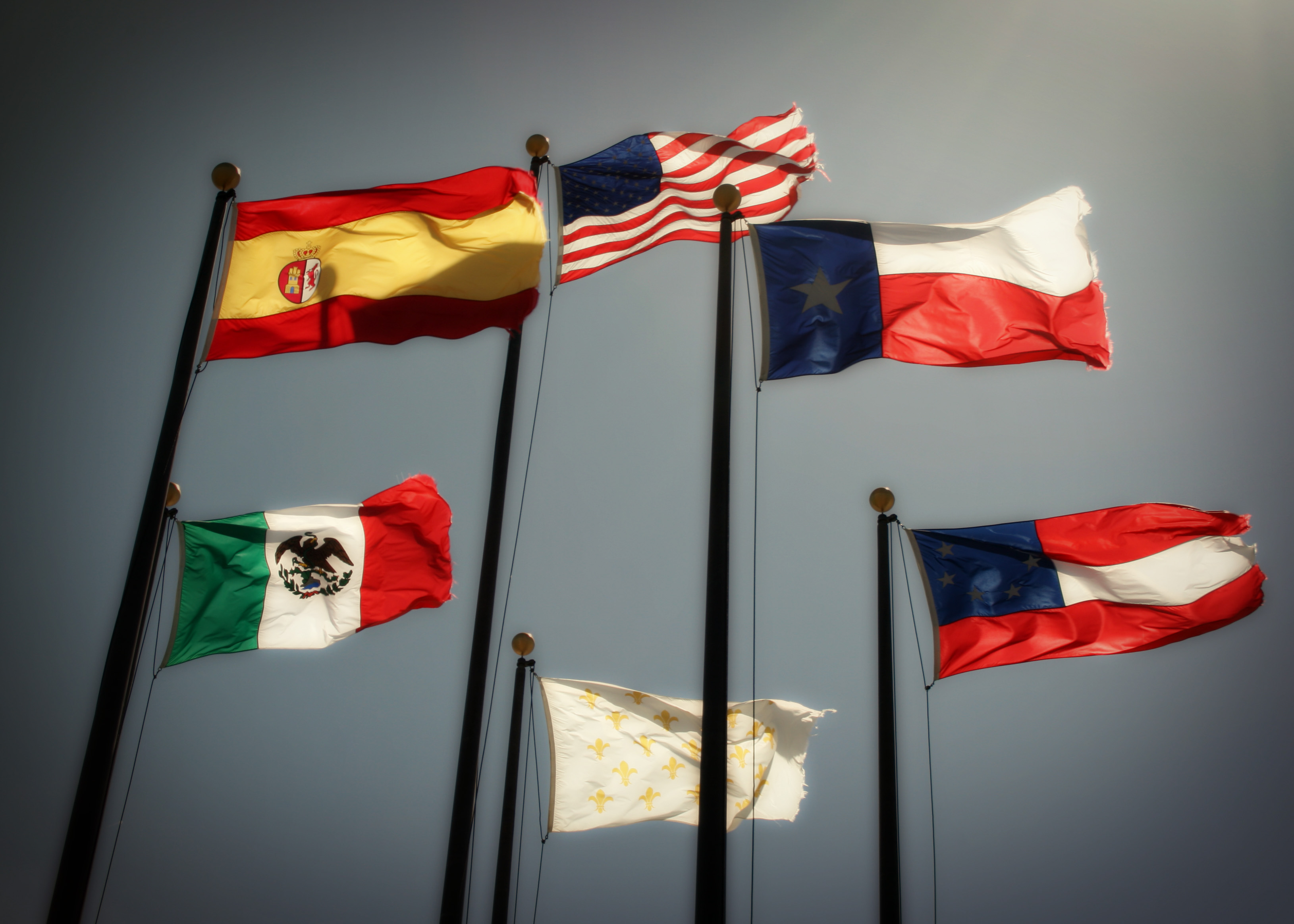
Banderas de las seis naciones que han tenido soberanía sobre una parte o el total del actual territorio tejano.

El explorador español Álvar Núñez Cabeza de Vaca y un número indeterminado de compañeros fueron los primeros europeos que desembarcaron en lo que hoy es territorio texano, en el extremo occidental de la Isla Galveston, el 6 de noviembre de 1528.
Texas ha visto flamear seis banderas sobre su tierra: la Flor de lis de Francia, y las banderas nacionales de España, de México, de la República de Texas, de los Estados Unidos de América y de los Estados Confederados de América. Sin embargo, la presencia francesa en Texas fue casi irrelevante, menor incluso a la exploratoria del español Álvar Núñez Cabeza de Vaca. La verdadera y primera potencia en asentarse en Texas fue el Virreinato de la Nueva España, con más de 150 años de historia texana a sus espaldas.

### Exploración y conquista española
Dos años después del paso de Alvar Núñez Cabeza de Vaca llegó a Texas otra expedición española, la de Francisco Vázquez de Coronado que en 1540 transitó por el norte del territorio buscando las siete ciudades de Cíbola. La expedición de Hernando de Soto, continuada por Luis de Moscoso tras la muerte del primero a orillas del río Misisipi, fue contemporánea a la de Coronado. No parece que De Soto llegase a Texas, pero sí lo hizo Moscoso en 1542, que trató de alcanzar la Nueva España atravesando el territorio tejano. Desconociendo la verdadera dimensión y distancia, terminó por dar la vuelta hacia el río Misisipi tras varios meses. No faltaron continuas expediciones pequeñas después de aquellos primeros intentos, todas procedentes de la Nueva España, que tenían la finalidad de conocer el territorio y a sus moradores. En 1606, Juan de Oñate volvería a pisar territorio tejano en una gran expedición que en dirección este trataba de encontrar la Gran Quivira y el Reyno de los Tejas, que se encontraba al este de ella.
No tenía España los recursos humanos necesarios para iniciar la conquista y población del territorio al norte del río Bravo, por lo que la actividad española durante el siglo XVII fue únicamente la de mantener contacto con las naciones indígenas amigas y controlar a las enemigas, principalmente los Apaches. En 1685 el explorador francés René Robert Cavelier de La Salle, en una expedición que acabó en desastre al no encontrar la desembocadura del río Misisipi por el que pretendía remontar, terminó encallando sus barcos en la Bahía de Matagorda, viéndose forzado a construir un débil asentamiento, con lo que pudo salvar del naufragio de su barco La Belle. El "fuerte", eran unas pocas casas con tejados de cuero y una precaria empalizada que los mantuviese a salvo de los indios Karankawa, los mismos con los que había tratado mucho antes Cabeza de Vaca.
El francés inició entonces varias excursiones por tierra con el fin de encontrar el río Misisipi, objetivo inicial de su viaje, donde pretendía fundar un asentamiento, y en una de esas excursiones resultó muerto por sus propios hombres. El virrey de la Nueva España, alertado por el testimonio de varios indios Tejas de que los franceses se habían asentado en la entonces llamada Bahía del Espíritu Santo, envió varias expediciones por tierra y por mar con el objetivo de echar a los franceses de lo que se tenía por territorio español desde hacía más de 100 años.
Las primeras expediciones no tuvieron éxito en la búsqueda, hasta que en la de 1689 capitaneada por Alonso de León el joven, se dio con los restos del fuerte francés. Los franceses que habían quedado en el fuerte habían muerto de viruela como indica el diario de aquella expedición y solo unos pocos supervivientes se encontraban desperdigados viviendo con diferentes tribus, siendo rescatados en ese momento por los soldados españoles que más tarde los llevarían a la Ciudad de México.

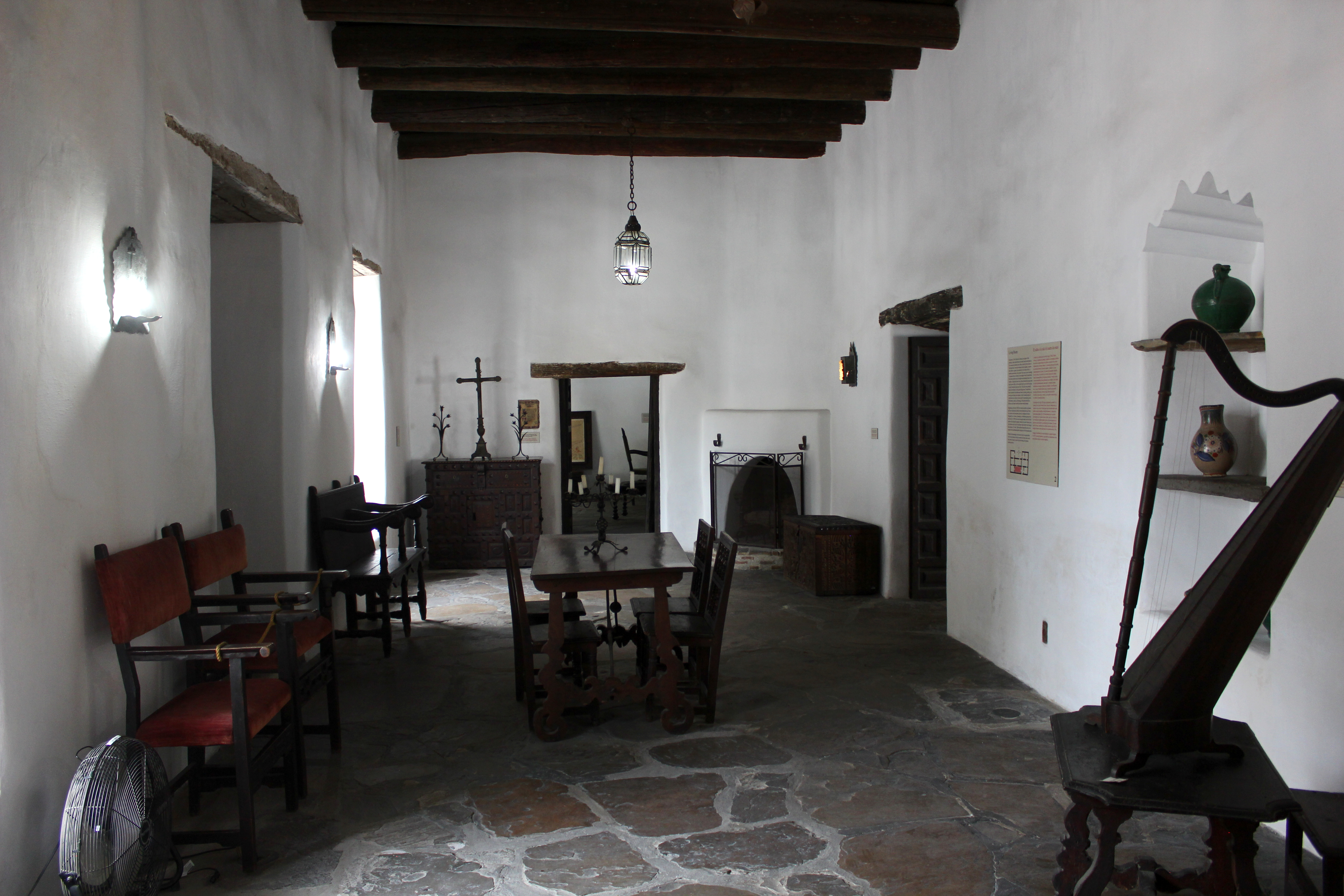
El Palacio del Gobernador Español en San Antonio, fue construido en 1749 cuando Texas era parte del Virreinato de Nueva España

Tras esto, la expedición se encaminó al Este, donde fundó varias misiones y un presidio en lo que hoy es la frontera entre los estados de Texas y Luisiana, lugar donde moraban los indios caddos, conocidos por los españoles como indios Tejas. No duró mucho la estancia: en 1693 tuvieron que abandonarse las misiones ante la animadversión generada entre los indios por una epidemia de viruela, probablemente del mismo brote que acabó con los franceses, que azotó aquellas tierras y a los indios, quienes vieron el origen de las muertes en la obsesión de los frailes franciscanos de bautizar a todos los moribundos, asociando el bautizo con la causa de la posterior muerte del nativo. Fray Damián de Massanet fue uno de los primeros en reconocer que lo que hoy es la ciudad de San Antonio, era un buen lugar para fundar una ciudad, algo que apoyaron tanto fray Francisco Espinosa como fray Antonio de San Buenaventura y Olivares en posteriores expediciones al territorio. Fue precisamente este último quien presionó a las autoridades, tanto virreinales como peninsulares, de la conveniencia de fundar un asentamiento y varias misiones en el lugar. Finalmente en 1716 se produjo el ansiado regreso de España a Texas. Una expedición llegó hasta Los Adaes en Luisiana y se refundaron las misiones abandonadas en 1693.
Ese mismo año se autorizó la fundación de una villa y el asentamiento de una misión y presidio en lo que hoy es San Antonio, hecho que se materializó en 1718. El 25 de abril llegó la expedición mandada por el gobernador Martín de Alarcón, quien el día 1 de mayo entregó la Misión de San Antonio de Valero a fray Olivares, muy probablemente una pequeña casa o jacal, construido con ladrillos de adobe.
El día 5 de mayo de 1718 tuvo lugar la fundación de la Villa de Béjar (Bexar), nombre que recibió en homenaje al duque de Béjar, padre del virrey Marqués de Valero, en la que se dejaron unos soldados con sus familias para su defensa, hechos que se recogen perfectamente en el diario de la expedición redactado por fray Francisco Celiz. Tiempo después y tras el cumplimiento de las misiones encargadas en los Adaes y el reconocimiento de la Bahía del Espíritu Santo, el gobernador y el grueso de los soldados regresaron a San Antonio dónde se conformó el Presidio de San Antonio de Béjar que, conviene recordar, no es un fuerte sino el conjunto de los soldados que "presiden" el territorio. En San Antonio nunca se construyó un fuerte.

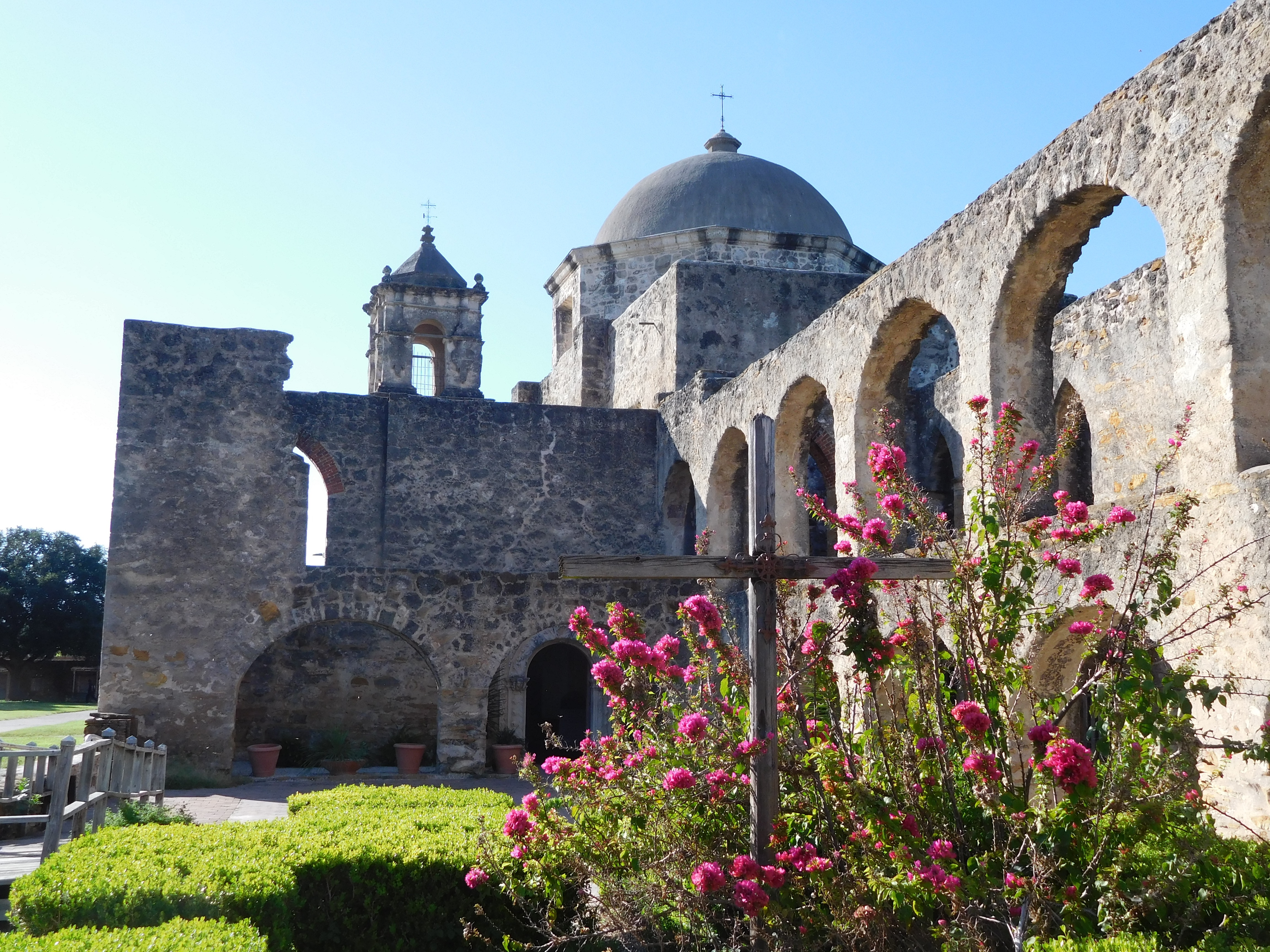
La Misión de San José y San Miguel de Aguayo fue fundada por los españoles en 1720.

### Exploración francesa
No existe una exploración francesa de Tejas o esta es mínima. Un error de navegación llevó al barco de la expedición La Salle a encallar y hundirse en la Bahía de Matagorda. Con lo que pudieron salvar del naufragio y la tablazón del barco construyeron un precario fuerte unos kilómetros en el interior de la costa, apenas cuatro casas de madera con tejados de cuero. La Salle junto a algunos hombres inició el viaje por tierra a la búsqueda del río Misisipi donde, unos años antes, había fundado un fuerte y adonde pretendía llegar en busca de ayuda. En el camino fue asesinado por sus propios hombres amotinados que siguieron camino hasta el río, de allí remontaron hasta las posesiones francesas en el norte y finalmente llegaron a Francia como relata Henri Joutel. Mientras tanto, los colonos que habían quedado en Tejas murieron en su mayoría debido a la viruela. Después, los indios karankawas, dominantes en la zona, saquearon las pertenencias de los franceses.
Los pocos supervivientes, fueron acogidos por los indios de la zona hasta la llegada de los españoles que los rescataron. La pérdida de esta expedición motivó que, durante siglos, los mapas franceses de Tejas tuviesen la leyenda "Indios Karankawas, Antropófagos", en la creencia que este había sido el fin de los colonos. Nada sustenta la teoría caníbal, ni los diarios de la expedición de Alonso de León el joven, ni el relato de Cabeza de Vaca que pasó mucho tiempo viviendo entre ellos, ni el hecho de que hubiese supervivientes viviendo entre los indios y no hubiesen sido canibalizados. El asentamiento francés perduró muy poco tiempo y no tuvo repercusión alguna sobre el territorio o sobre sus habitantes, fue meramente anecdótico. Más repercusión tuvo la actividad comercial que realizaron durante el siglo XVIII con los indios tejanos, principalmente por los problemas que causaron en la gobernación española de la provincia de los Tejas.[cita requerida]

### Llegada de colonos anglosajones

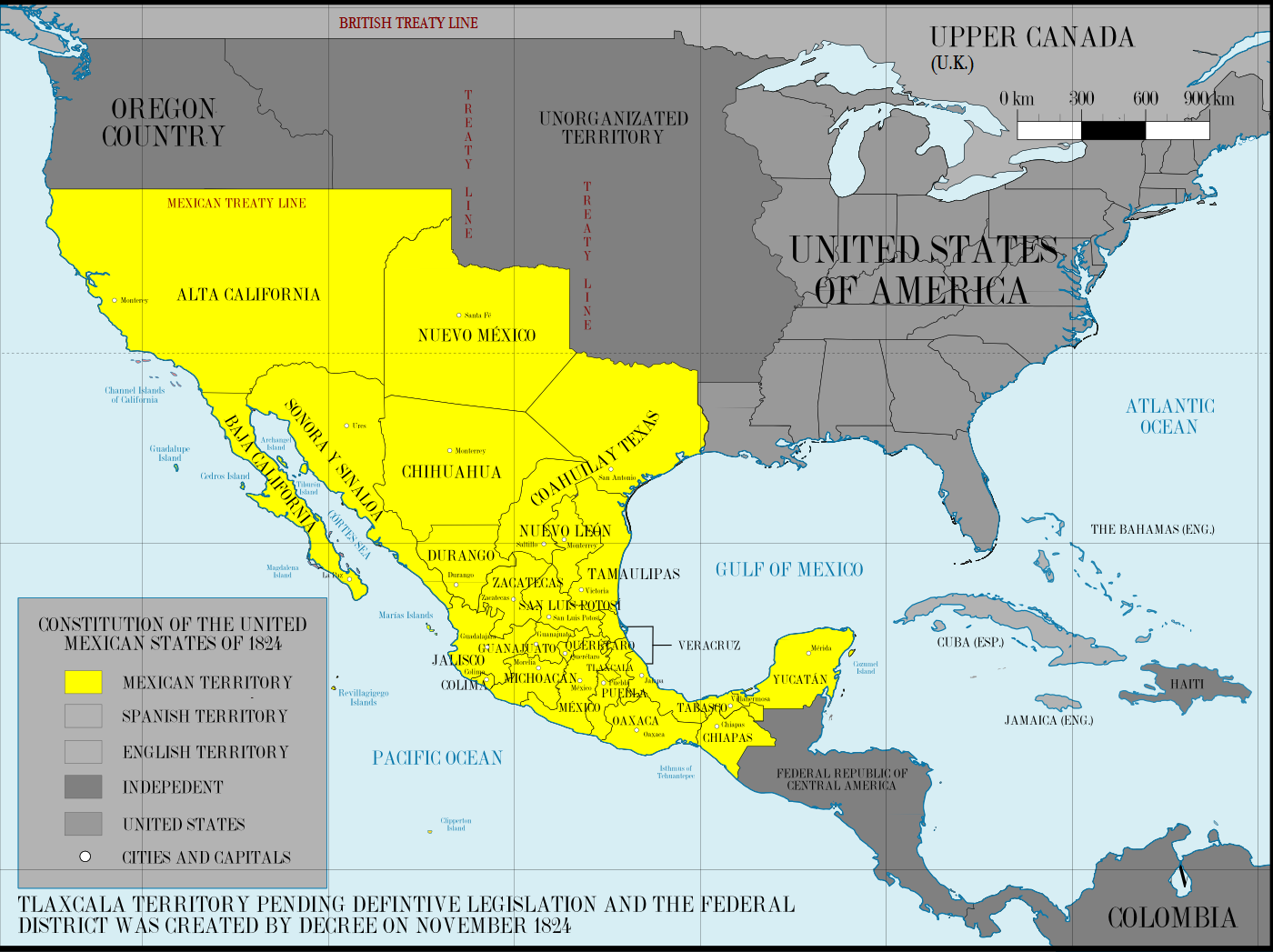
Mapa de México en 1824. Texas formaba parte de ese país tras la independencia de España

Colonos de origen estadounidense mayormente, fueron exiliados a la región de Tejas para proclamar el territorio como independiente, tras acto seguido los nativos tejanos originarios de México comenzaron a defender y reclamar su territorio, para esto se solicitó la ayuda de Antonio López de Santa Anna para enviar tropas y armamento al norte del territorio nacional debido a una invasión de los estadounidenses, pero gracias a los conflictos políticos internos por los que atravesaba México, varios rivales de Santa Anna impedían el avance de las tropas lo que ocasionó una derrota inminente y la baja de cientos nativos tejanos, así los anglotejanos sustrajeron la provincia de Tejas y con el tiempo parte de Coahuila y Tamaulipas extendiendo su frontera hasta el río Bravo.[cita requerida]

### Independencia de España como parte de México
Tras 1821, México se vuelve un país independiente y forma un imperio. El emperador Agustín de Iturbide permite que más colonos lleguen a Texas para poblarla, además de darles 7 años libres de impuesto y permitir la esclavitud.
Tras el fusilamiento de Iturbide y el establecimiento de la república, el presidente Guadalupe Victoria da las mismas concesiones que Iturbide, así que más y más colonos llegan, la mayoría de Estados Unidos.
Si bien durante el imperio de Iturbide, Texas tuvo cierta autonomía, con la república federal está unida a Coahuila formando el Estado de Texas y Coahuila. A pesar de que Stephen Austin pide al nuevo presidente, Antonio López de Santa Anna, que declare a Texas como Estado separado de Coahuila, Santa Anna mantiene que no cumple los requisitos para serlo.
Descontento regresa a Texas, donde organiza la rebelión, además los 7 años libre de impuestos habían caducado y el ejército mexicano había establecido fuertes y controles en la frontera, lo cual hizo estallar la revolución.

### Guerra de independencia texana

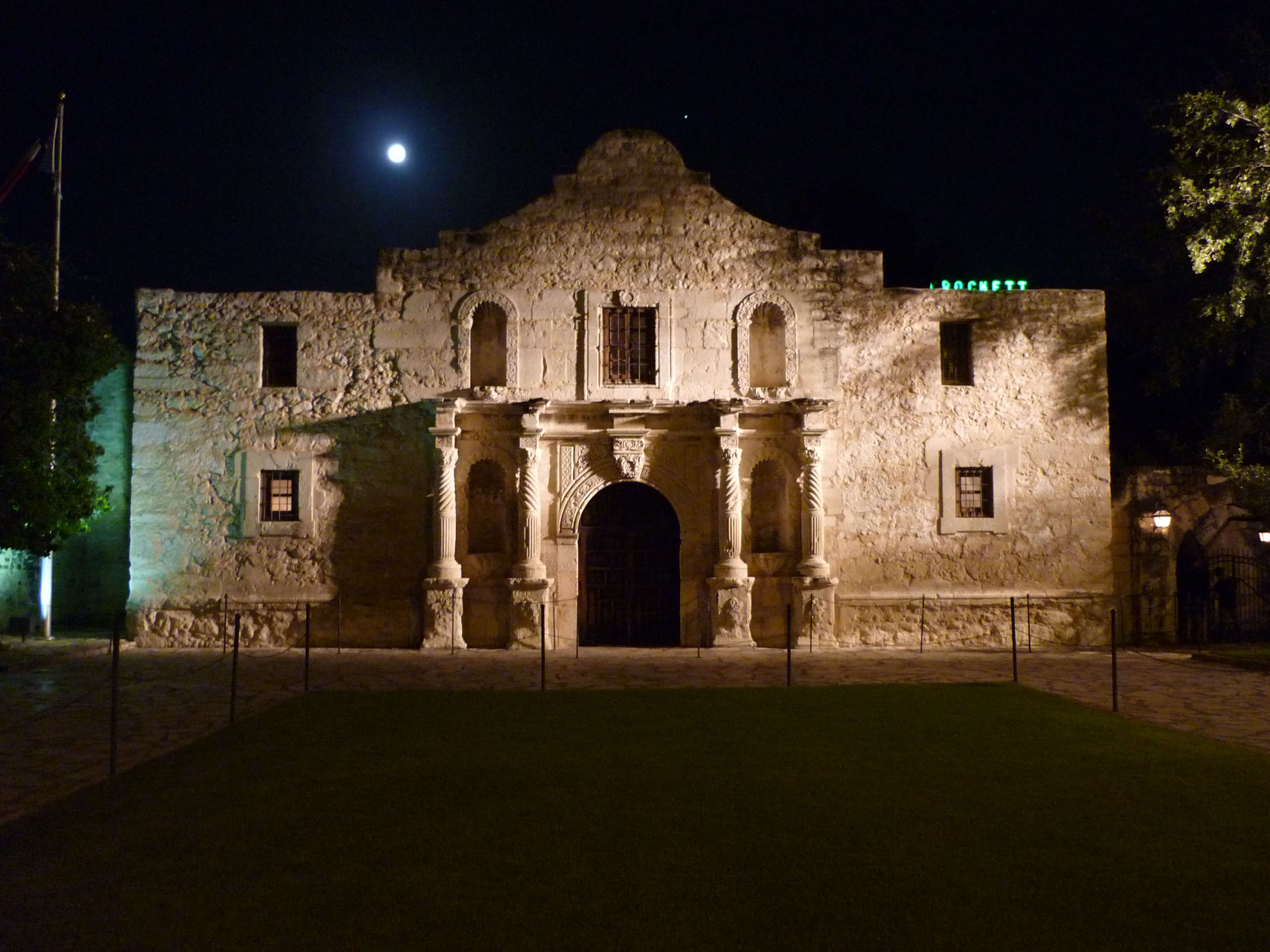
Capilla de la misión española de San Antonio de Valero llamada también después Fuerte El Álamo, famosa por el sitio mexicano a El Álamo de 1836

En 1836, los tejanos se sublevaron y formaron un ejército, a las órdenes del general Samuel Houston, quien tomó San Antonio y la Bahía del Espíritu Santo. Además, los texanos formaron un gobierno provisional con representantes en Washington, donde declaraban su independencia de México. Santa Anna ordenó una expedición para derrotar a los texanos, y tras seis meses de camino llegó a Texas, donde recuperó San Antonio y Espíritu Santo. Samuel Houston dividió en tres a su ejército: una parte se quedaba en la misión del Álamo, otra en la de Goliad y una última a su mando, en el norte.
Antonio López de Santa Anna ganó sin problemas El Álamo y Goliad, donde no dejó ni uno vivo, pero por un descuido fue derrotado en San Jacinto, por Houston, fue tomado prisionero, y obligado a firmar el Tratado de Velasco, en donde reconoce la independencia de Texas y se declara la frontera en el río Bravo.
En la batalla de San Jacinto el 21 de abril de 1836, sin embargo, Houston sorprendió a Antonio López de Santa Anna y a las fuerzas mexicanas durante su siesta de la tarde. Capturado, Santa Anna fue forzado a firmar el Tratado de Velasco, concediendo la independencia de Texas. Aunque Houston permaneció brevemente en Texas por efecto de las negociaciones, volvió a los Estados Unidos para ser tratado de una herida en el tobillo. Cabe aclarar que México nunca reconoció el tratado de Velasco. No había razón para aceptarlo, pues aunque firmado por el mismo Santa Anna, es reconocido por el derecho internacional que un Presidente en prisión pierde toda autoridad.

### La república de Texas

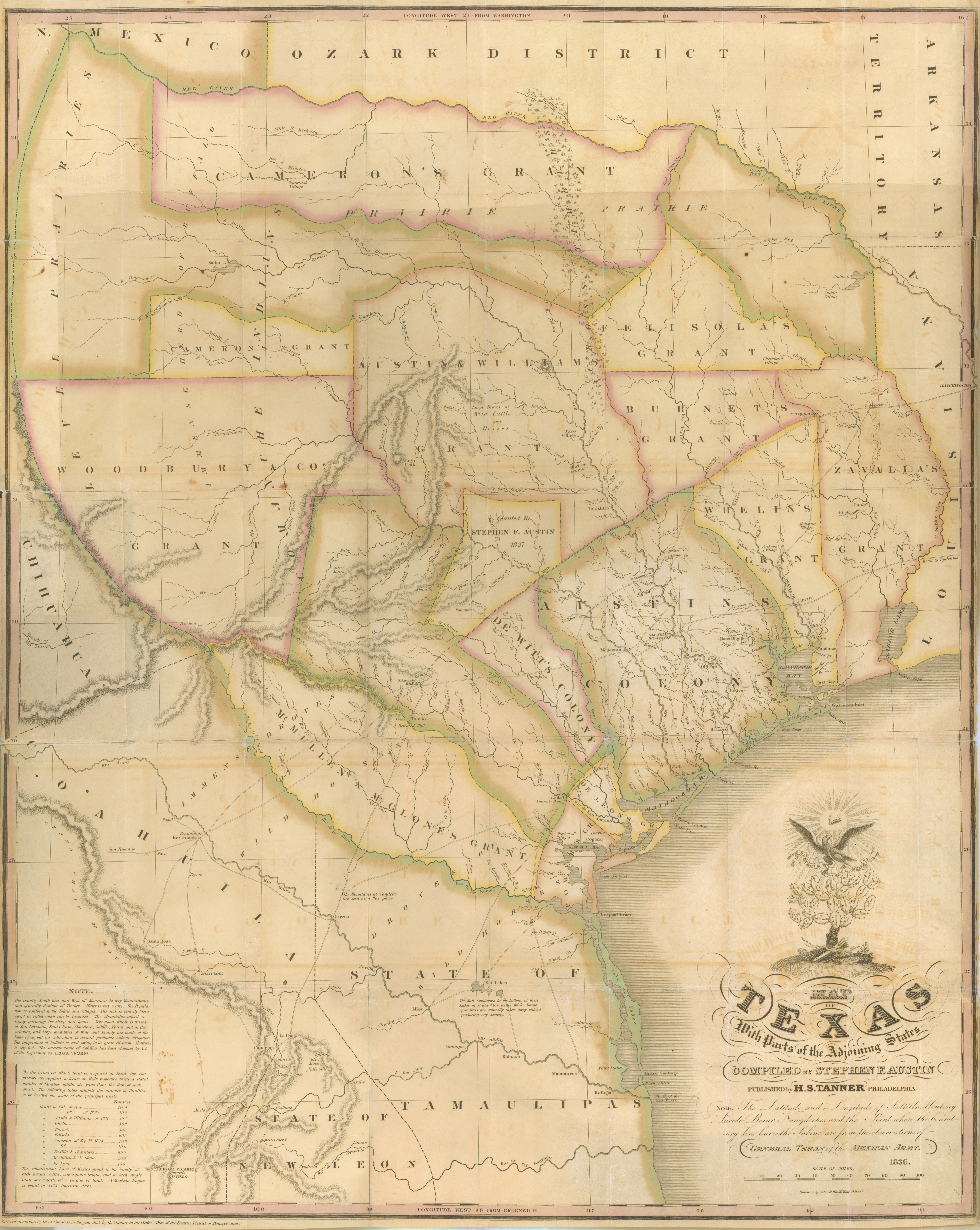
Mapa de Stephen F. Austin, 1836

Tras su independencia, Texas pretende anexarse a los Estados Unidos, pero el presidente Andrew Jackson les niega la anexión debido a que Texas es esclavista, así que forman una república; su primer presidente es Samuel Houston quien establece la capital en Austin, además de lograr el reconocimiento de Francia y Reino Unido, Houston ordena invadir el territorio de Nuevo México (en aquel entonces mexicano) pero son derrotados en Santa Fe. También crea una marina que es enviada a apoyar a los rebeldes de Yucatán que también buscan la independencia de México. Pero también fracasan.

### Unión con Estados Unidos y guerra de 1847
En 1845, finalmente el presidente James K. Polk declara la anexión de Texas a Estados Unidos, pero México no reconoce esto y reclama Texas como territorio suyo, además, Texas reclama que la frontera es en el río Bravo, pero México sólo reconoce una frontera en el río Nueces, esto lleva a una guerra en la que México pierde la mitad de su territorio contra Estados Unidos en 1847.

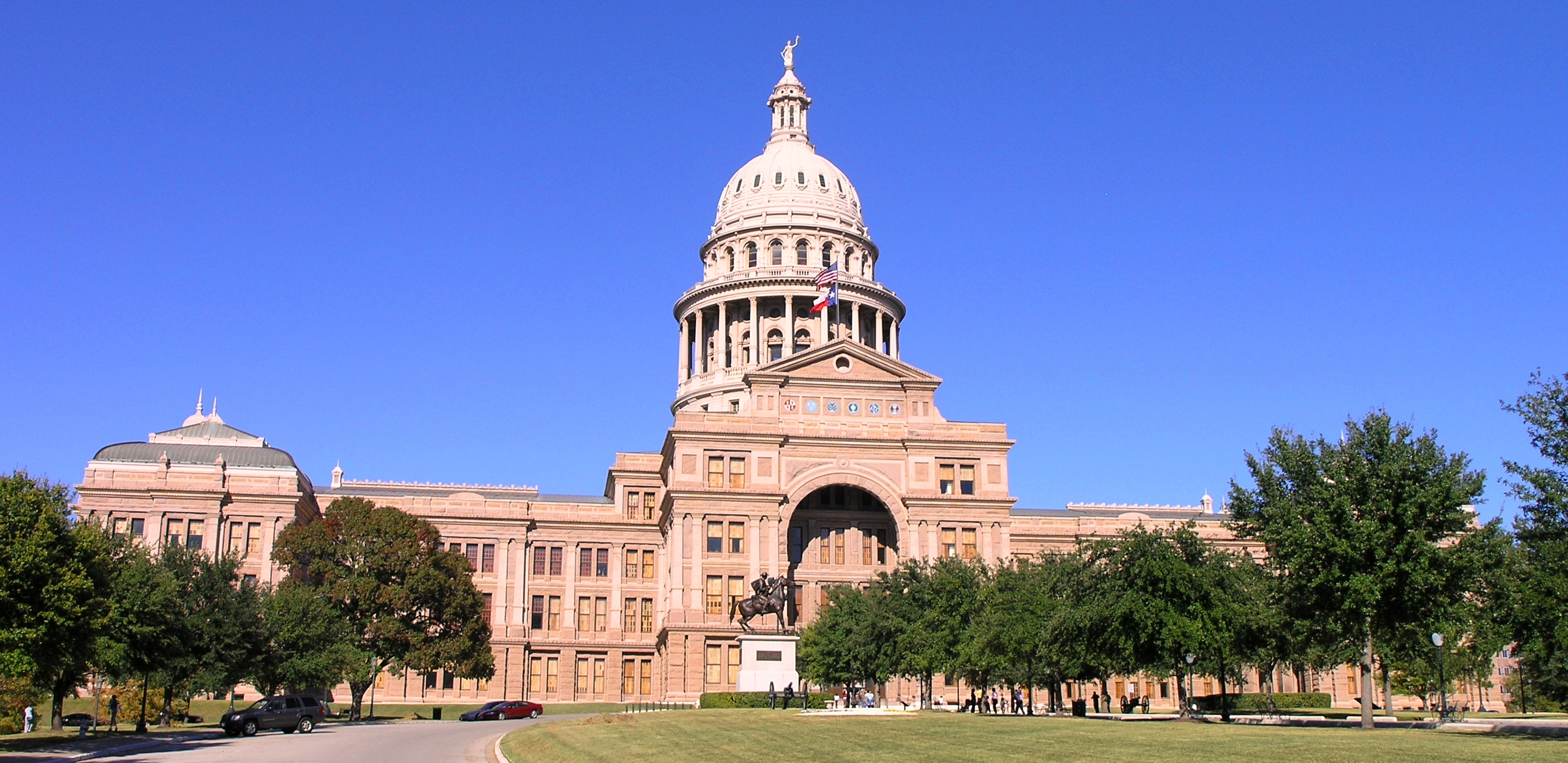
Capitolio de Texas

### Guerra Civil
Texas se unió a los Estados Confederados de América en 1861 en contra de la voluntad del gobernador Samuel Houston, debido a que era un Estado esclavista y por lo tanto fue uno de los once Estados rebeldes que se declararon independientes de la Unión. Durante la Guerra de Secesión, los regimientos tejanos atacaron sin éxito el territorio de Nuevo México y más tarde fueron derrotados por una invasión federal procedente de Colorado.

### Posguerra y reconstrucción
Después de la guerra, Texas fue sometido a la ley marcial federal para imponer la reconstrucción. Sin embargo, todos los esfuerzos federales para asegurar los derechos legales de los negros, antes esclavizados, fracasaron, y los texanos anglosajones asesinaron a muchos de los nativos tejanos mexicanos y afrodescendientes que intentaron organizarse políticamente. Como otros Estados del sur de EE. UU., Texas se hizo un Estado dominado por completo por el partido demócrata.

### SigloXXy principios delsigloXXI
En la década de 1930, Texas subió en importancia por causa del descubrimiento y explotación del petróleo. La población creció a saltos a causa de la inmigración de otros Estados y también la llegada de muchos inmigrantes de México y otros países hispanohablantes. Este aumento de poder político y económico dio un importante papel a tejanos como Lyndon Johnson y George W. Bush, quienes llegaron a ser presidentes de EE. UU. Desde la presidencia de Richard Nixon, la dominación demócrata de Texas cesó, y empezó un movimiento republicano hasta hoy, siendo en la actualidad el centro del poder republicano en EE. UU. No obstante, en las ciudades más importantes del Estado el voto demócrata sigue siendo mayoritario.
Desde 2010 ha comenzado a incrementarse y a tener forma un movimiento separatista que reivindica la nacionalidad y la soberanía de Tejas (independentismo texano).

### Los indígenas en Texas
Los indígenas que vivieron alguna vez dentro de las fronteras del Texas actual incluyen a los pueblos apache, atakapa, caddo, comanche, cheroqui, kiowa, tonkawa, wichita, y karankawa de Galveston. Actualmente, hay tres pueblos indios federalmente reconocidos que residen en Texas: el alabama-coushatta, el kickapoo y el pueblo de Ysleta Del Sur. La mayor parte de estos grupos indígenas fueron exterminados o diezmados después de la anexión a los Estados Unidos de América.

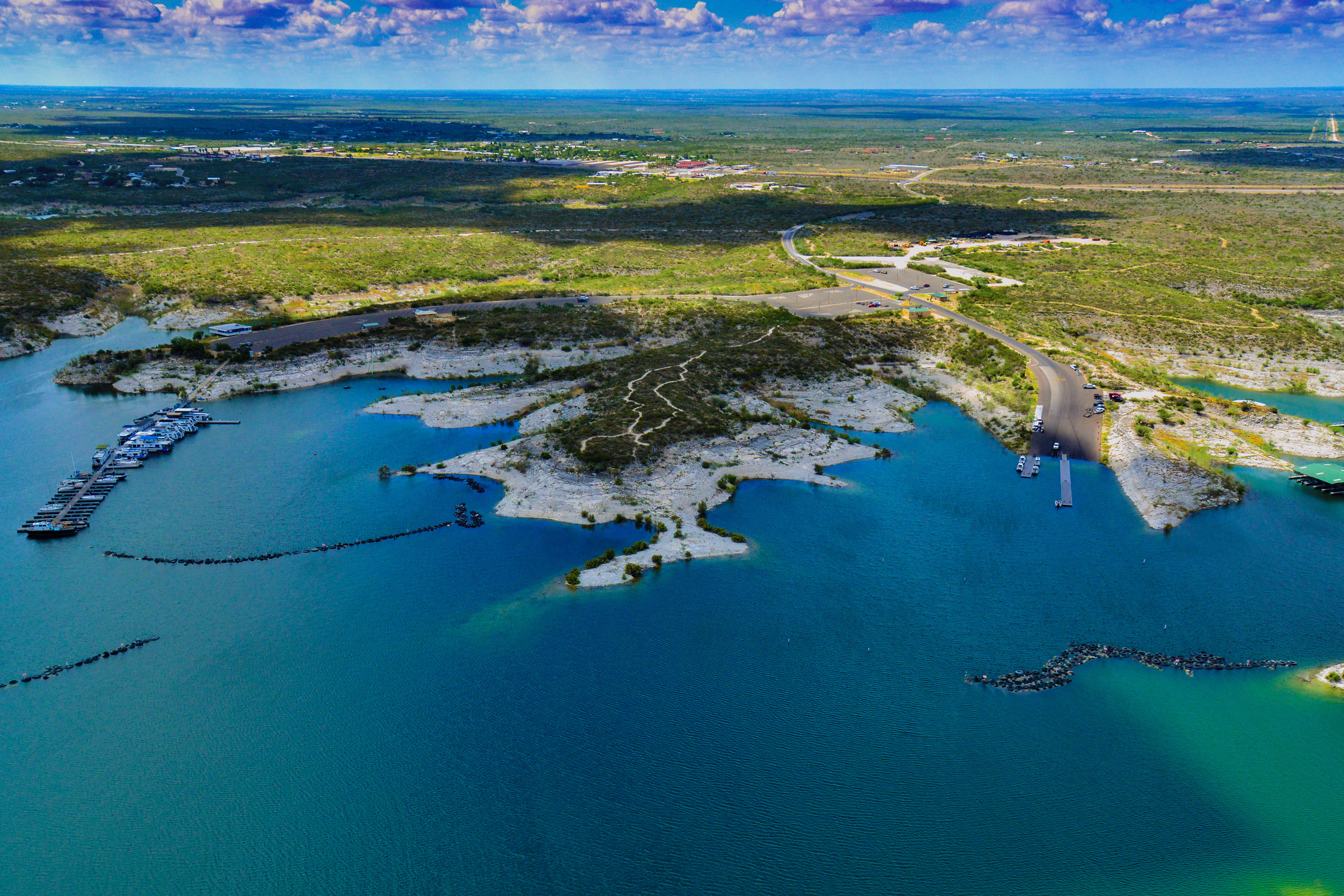
El Lago Amistad en Texas

## Geografía
Texas es el segundo estado más grande de Estados Unidos, después de Alaska, y el mayor de los estados contiguos, con una superficie de 696.200 km². Por su área es más grande que Países como España o Ucrania y aunque es un 10 % más grande que Francia, casi el doble que Alemania o Japón y más del doble que el Reino Unido, sólo ocupa el 27.º puesto mundial entre las subdivisiones de países por tamaño. Si fuera un país independiente, Texas sería el 39.º más grande.
Texas se encuentra en la parte centro-sur de Estados Unidos. Tres de sus fronteras están definidas por ríos. El Río Grande forma una frontera natural con los estados mexicanos de Chihuahua, Coahuila, Nuevo León y Tamaulipas al sur. El río Rojo forma una frontera natural con Oklahoma y Arkansas al norte. El río Sabine forma una frontera natural con Luisiana al este. El Panhandle de Texas tiene una frontera oriental con Oklahoma a 100° O, una frontera septentrional con Oklahoma a 36°30′ N y una frontera occidental con Nuevo México a 103° O. El Paso se encuentra en el extremo occidental del estado a 32° N y el Río Grande.

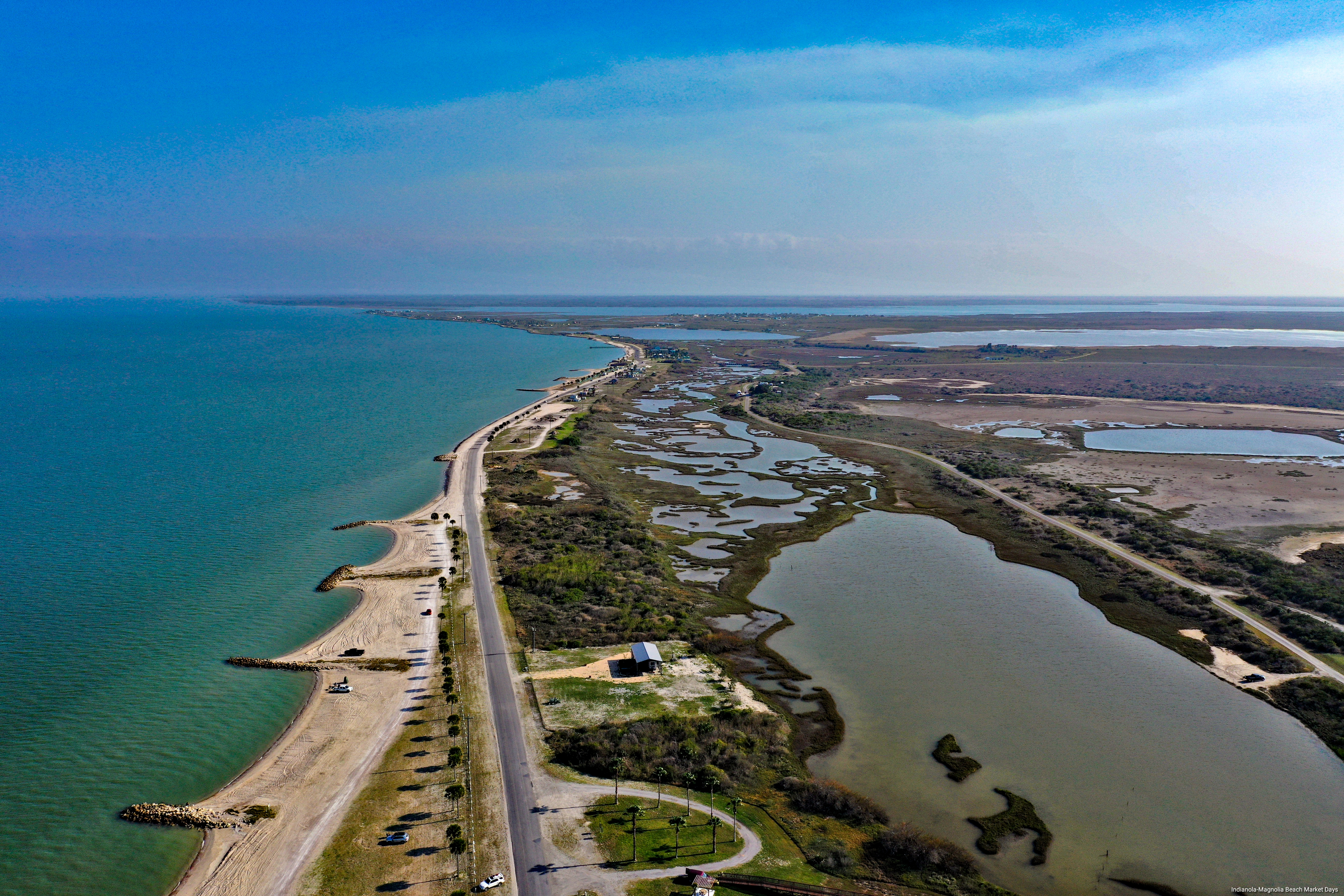
Bahía de Matagorda

Con 10 regiones climáticas, 14 regiones edafológicas y 11 regiones ecológicas distintas, la clasificación regional se vuelve problemática por las diferencias en suelos, topografía, geología, precipitaciones y comunidades vegetales y animales. Un sistema de clasificación divide Texas, en orden de sureste a oeste, en: Llanuras Costeras del Golfo, Tierras Bajas Interiores, Grandes Llanuras y Provincia de la Cuenca y la Cordillera.
La región de las Llanuras Costeras del Golfo rodea el golfo de México en la sección sureste del estado. La vegetación de esta región consiste en espesos bosques de pinos. La región de las Tierras Bajas Interiores está formada por tierras boscosas de suaves ondulaciones a colinas y forma parte de un bosque más extenso de pinos y frondosas. La región de Cross Timbers y Caprock Escarpment forman parte de las tierras bajas del interior.
La región de las Grandes Llanuras en el centro de Texas se extiende a través del panhandle del estado y Llano Estacado hasta la zona montañosa del estado cerca de Lago Vista y Austin. Esta región está dominada por la pradera y la estepa. La región del "Lejano Oeste de Texas" o "Trans-Pecos" es la provincia de la Cuenca y la Cordillera. Esta zona, la más variada de las regiones, incluye Sand Hills, la meseta de Stockton, valles desérticos, laderas montañosas boscosas y praderas desérticas.
Texas tiene 3.700 arroyos con nombre y 15 ríos principales, siendo el Río Grande el mayor. Otros ríos importantes son el Pecos, el Brazos, el Colorado y el Río Rojo. Aunque Texas tiene pocos lagos naturales, los tejanos han construido más de cien embalses artificiales.
El tamaño y la singular historia de Texas hacen que su adscripción regional sea discutible; puede considerarse con justicia un estado del Sur, del Suroeste o de ambos. La enorme diversidad geográfica, económica y cultural del propio estado impide clasificar fácilmente a todo el estado en una región reconocida de Estados Unidos. Los extremos más notables van desde el este de Texas, que a menudo se considera una extensión del sur profundo, hasta el extremo oeste de Texas, que suele considerarse una región del sur.

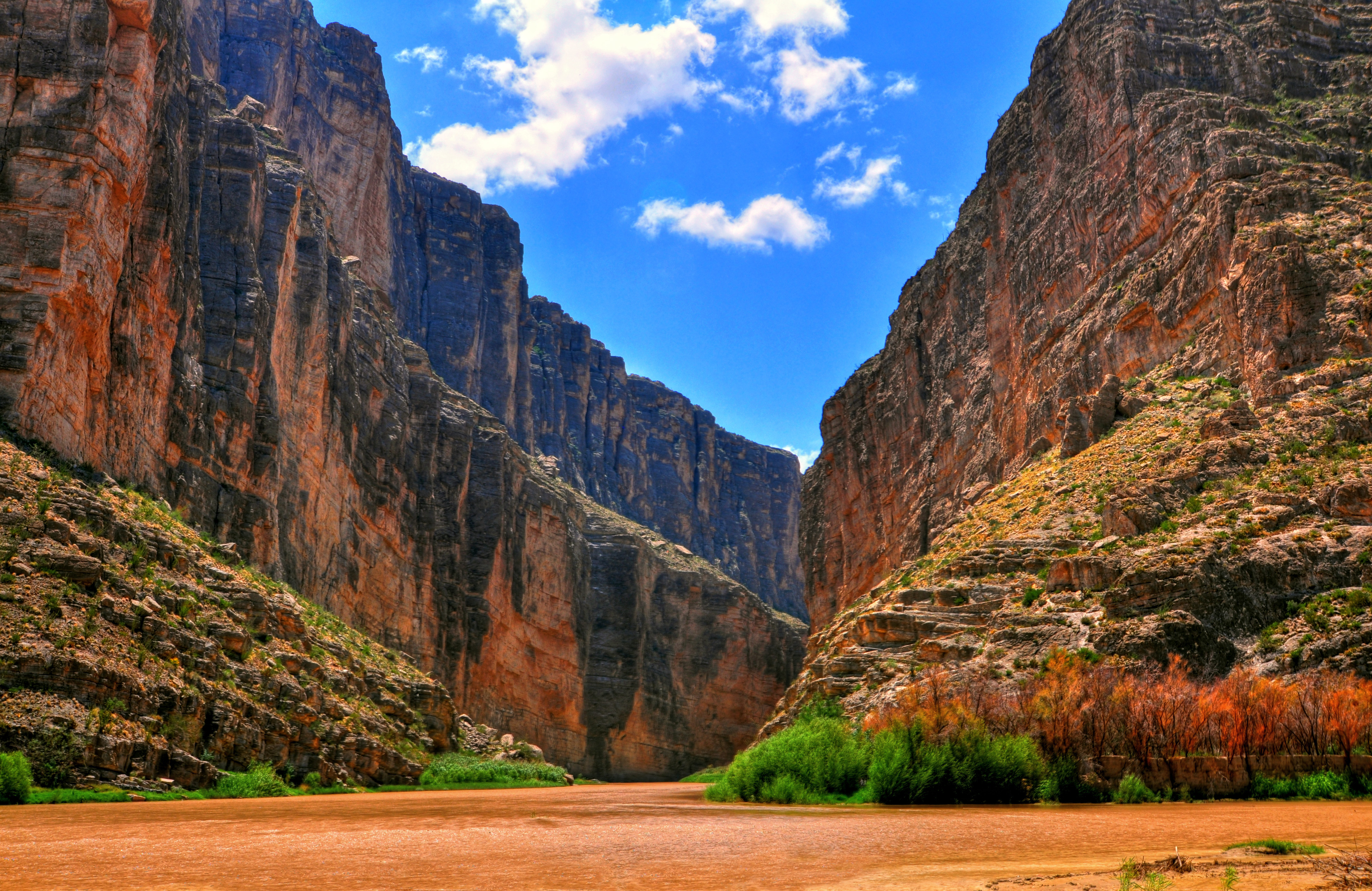
El Cañón de Santa Elena en el Río Bravo

### Geología
Texas es la parte más meridional de las Grandes Llanuras, que terminan al sur contra la plegada Sierra Madre Occidental de México. La corteza continental forma un cratón mesoproterozoico estable que cambia a través de un amplio margen continental y una corteza de transición hacia la verdadera corteza oceánica del golfo de México. Las rocas más antiguas de Texas datan del Mesoproterozoico y tienen unos 1.600 millones de años.
Estas rocas ígneas y metamórficas precámbricas subyacen en la mayor parte del estado y están expuestas en tres lugares: Llano, Van Horn y las montañas Franklin, cerca de El Paso. Las rocas sedimentarias recubren la mayoría de estas rocas antiguas. Los sedimentos más antiguos se depositaron en los flancos de un margen continental fracturado, o margen pasivo, que se desarrolló durante el Cámbrico.
Este margen existió hasta que Laurasia y Gondwana colisionaron en el subperíodo Pensilvanio para formar Pangea. Se trata de la cresta enterrada de la zona de colisión continental de los Montes Apalaches y los Montes Ouachita en el Pennsylvaniense. Esta cresta orogénica está hoy enterrada bajo la tendencia Dallas-Waco-Austin-San Antonio.

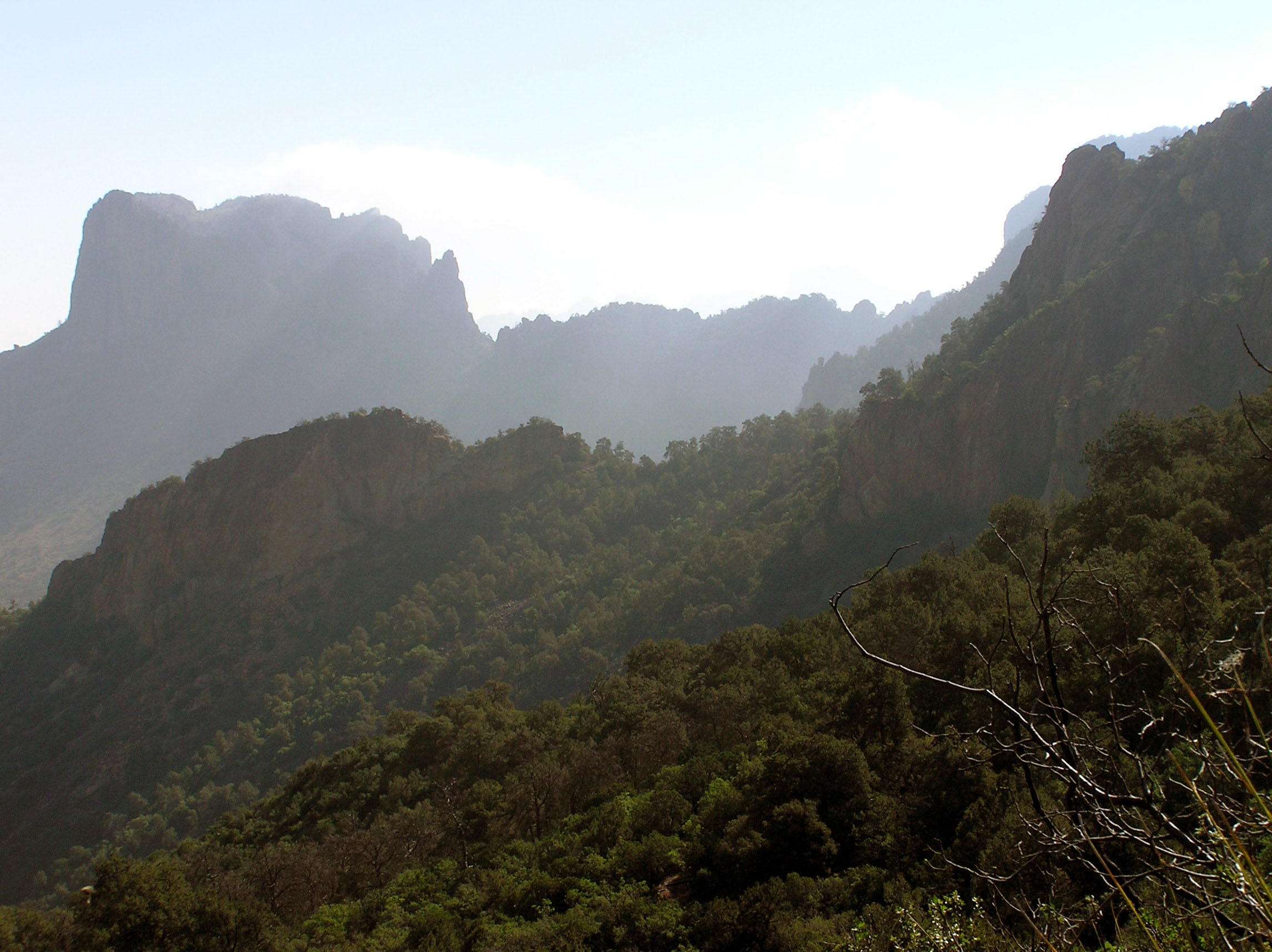
Pico Casa Grande en la Sierra de Chisos, Texas

Las montañas de finales de la era paleozoica colapsaron cuando el rifting del Jurásico comenzó a abrir el golfo de México. Pangea comenzó a desintegrarse en el Triásico, pero la expansión del fondo marino para formar el golfo de México no se produjo hasta mediados y finales del Jurásico. La línea de costa se desplazó de nuevo hacia el margen oriental del Estado y comenzó a formarse el margen pasivo del Golfo.
En la actualidad, entre 14 y 19 km de sedimentos están enterrados bajo la plataforma continental de Texas y gran parte de las reservas de petróleo que quedan en Estados Unidos se encuentran aquí. Al principio de su formación, la incipiente cuenca del golfo de México estaba restringida y el agua de mar a menudo se evaporaba por completo para formar gruesos depósitos de evaporita de edad jurásica. Estos depósitos de sal formaron diapiros de domos salinos, y se encuentran en el este de Texas, a lo largo de la costa del Golfo.
Los afloramientos del este de Texas consisten en sedimentos cretácicos y paleógenos que contienen importantes depósitos de lignito eoceno. Los sedimentos del Mississippiano y del Pennsylvaniano en el norte; los del Pérmico en el oeste; y los del Cretácico en el este, a lo largo de la costa del Golfo y en la plataforma continental de Texas contienen petróleo. Las rocas volcánicas del Oligoceno se encuentran en el extremo oeste de Texas, en la zona del Big Bend. Un manto de sedimentos del Mioceno conocido como la formación Ogallala en la región de las llanuras altas occidentales es un importante acuífero. Situado lejos de un límite activo de placas tectónicas, Texas no tiene volcanes y tiene pocos terremotos.

### Clima

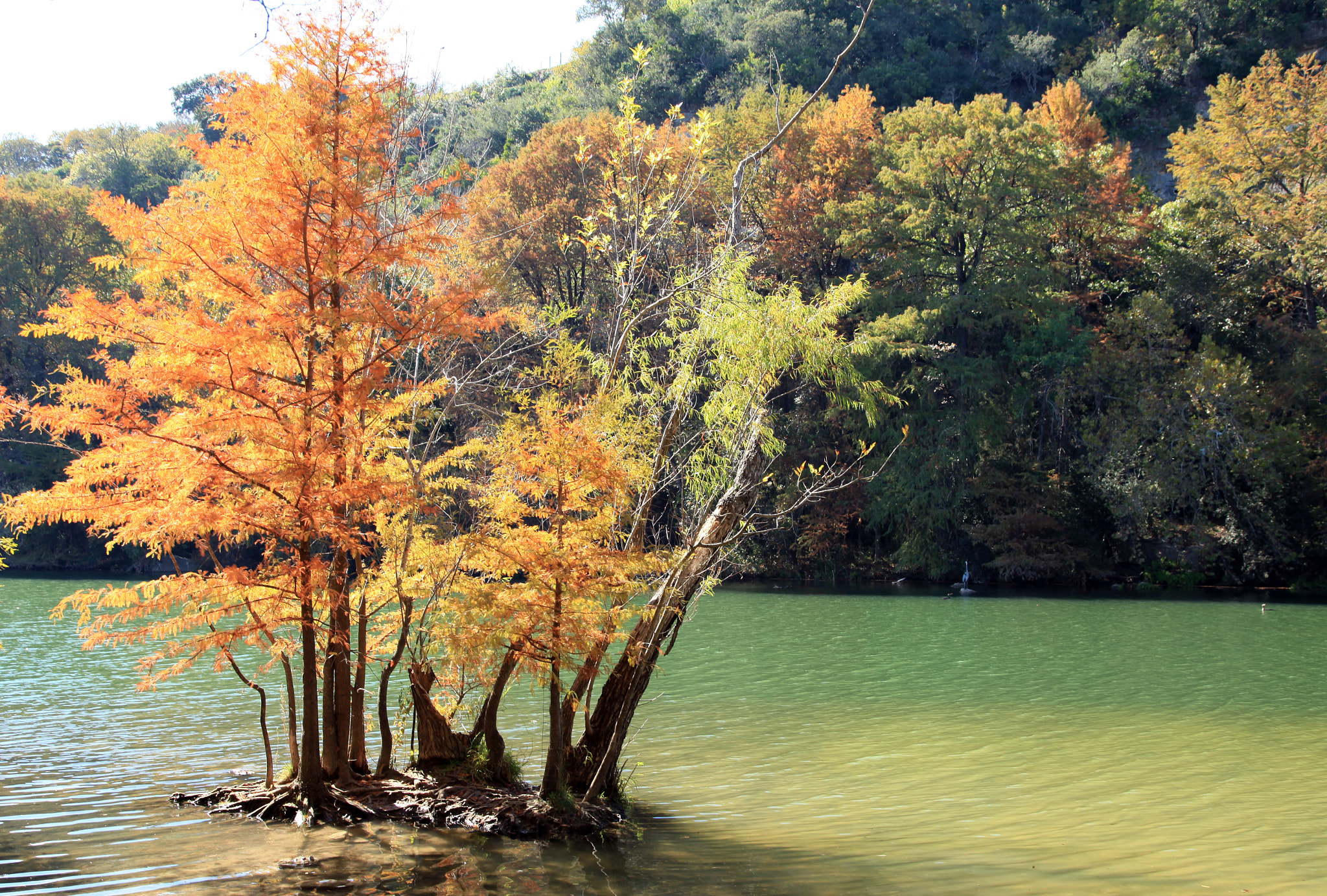
Paisaje de otoño en Austin, Texas

El gran tamaño de Texas y su ubicación en la intersección de múltiples zonas climáticas confieren al estado un clima muy variable. El Panhandle del estado tiene inviernos más fríos que el norte de Texas, mientras que la costa del Golfo tiene inviernos suaves. Texas presenta grandes variaciones en los patrones de precipitaciones. El Paso, en el extremo occidental del estado, registra una media anual de 220 mm (8,7 pulgadas) de precipitaciones, mientras que algunas zonas del sureste de Texas alcanzan una media anual de 1.600 mm (64 pulgadas) Dallas, en la región centro-norte, registra una media anual más moderada de 940 mm (37 pulgadas).
La nieve cae varias veces cada invierno en el Panhandle y las zonas montañosas del oeste de Texas, una o dos veces al año en el norte de Texas, y una vez cada pocos años en el centro y este de Texas. Al sur de San Antonio o en la costa sólo nieva en contadas ocasiones. Cabe destacar la tormenta de nieve de Nochebuena de 2004, cuando cayeron 150 mm de nieve hasta el sur de Kingsville, donde la temperatura máxima media en diciembre es de 65 °F.
Las temperaturas máximas en los meses de verano oscilan entre los 26 °C (80 °F) en las montañas del oeste de Texas y en la isla de Galveston hasta los 38 °C (100 °F) en el valle del Río Grande, pero en la mayoría de las zonas de Texas las temperaturas máximas se sitúan en torno a los 32 °C (90 °F).

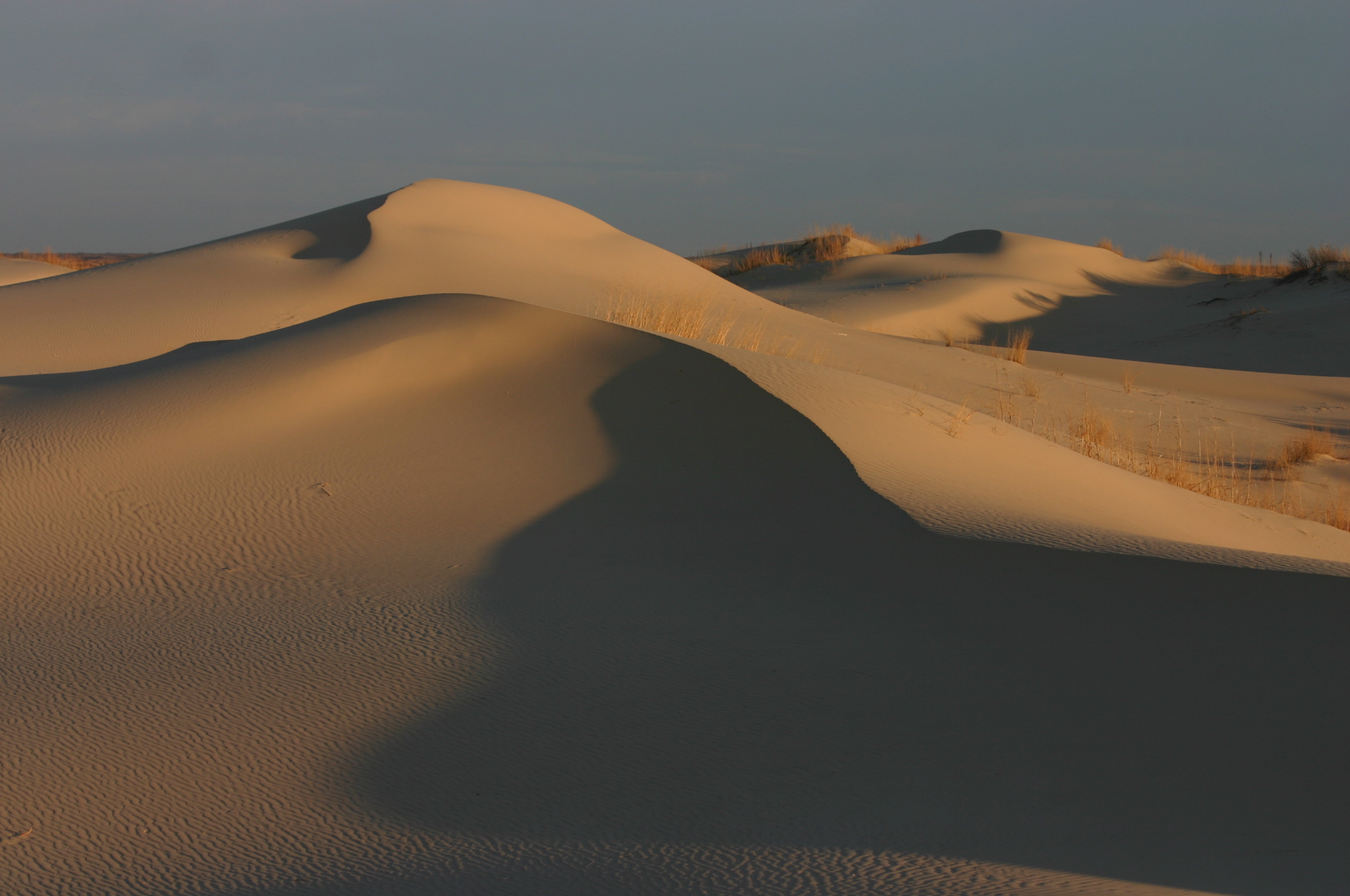
Dunas de arena de Monahans en Texas

Las temperaturas nocturnas de verano oscilan entre los 14 °C (50 °F) en las montañas del oeste de Texas y los 27 °C (80 °F) en Galveston.
Las tormentas eléctricas azotan Texas con frecuencia, especialmente las zonas este y norte del estado. El Callejón del Tornado cubre la parte norte de Texas. Este estado es el que más tornados sufre de Estados Unidos, con una media de 139 al año. Los tornados suelen producirse en los meses de abril, mayo y junio.
Algunos de los huracanes más destructivos de la historia de EE. UU. han afectado a Texas. Un huracán en 1875 mató a unas 400 personas en Indianola, seguido de otro huracán en 1886 que destruyó la ciudad. Estos acontecimientos permitieron a Galveston tomar el relevo como principal ciudad portuaria. El huracán de Galveston de 1900 devastó la ciudad, matando a unas 8.000 personas o posiblemente hasta 12.000. Esto la convierte en la ciudad natural más mortífera del mundo. Esto lo convierte en el desastre natural más mortífero de la historia de EE. UU.

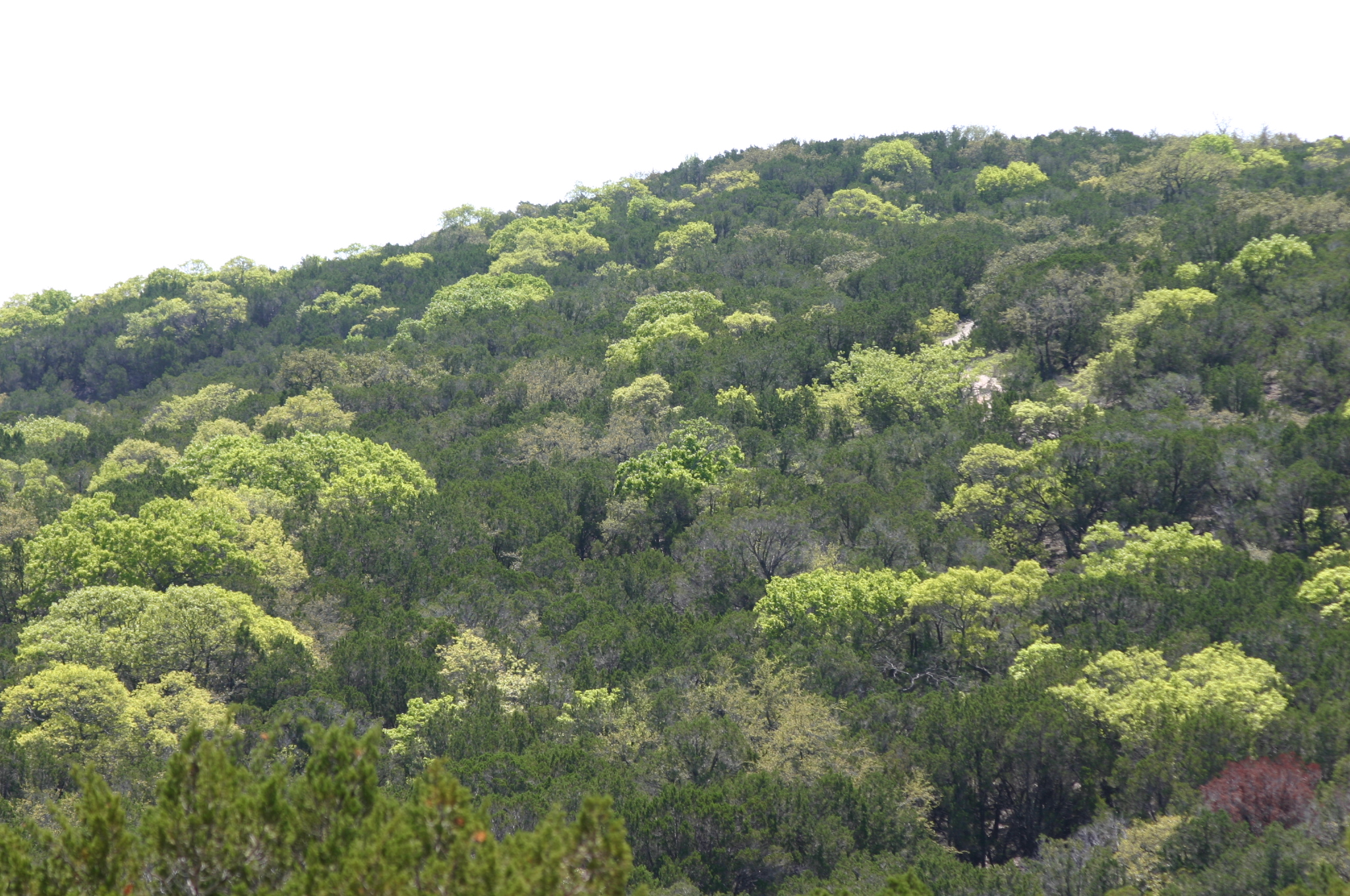
Un bosque de Texas en primavera

En 2017, el huracán Harvey tocó tierra en Rockport como huracán de categoría 4, causando importantes daños allí. La tormenta se detuvo sobre tierra durante mucho tiempo, lo que le permitió dejar caer cantidades de lluvia sin precedentes sobre el área metropolitana de Houston y los condados circundantes. El resultado fueron inundaciones generalizadas y catastróficas que anegaron cientos de miles de hogares. En última instancia, Harvey se convirtió en el huracán más costoso del mundo, causando unos daños estimados en 198.600 millones de dólares, superando el coste del huracán Katrina.
Otros huracanes devastadores de Texas fueron el huracán de Galveston de 1915, el huracán Audrey de 1957, que mató a más de 600 personas, el huracán Carla de 1961, el huracán Beulah de 1967, el huracán Alicia de 1983, el huracán Rita de 2005 y el huracán Ike de 2008. Las tormentas tropicales también han causado daños: Allison en 1989 y de nuevo en 2001, Claudette en 1979 y la tormenta tropical Imelda en 2019.
No existe una barrera física sustancial entre Texas y la región polar. Aunque es inusual, es posible que las masas de aire ártico o polar penetren en Texas, como ocurrió durante la tormenta invernal norteamericana del 13 al 17 de febrero de 2021. Normalmente, los vientos predominantes en Norteamérica empujarán las masas de aire polar hacia el sureste antes de que lleguen a Texas. Debido a que tales intrusiones son raras y, quizás, inesperadas, pueden dar lugar a crisis como la crisis eléctrica de Texas de 2021.

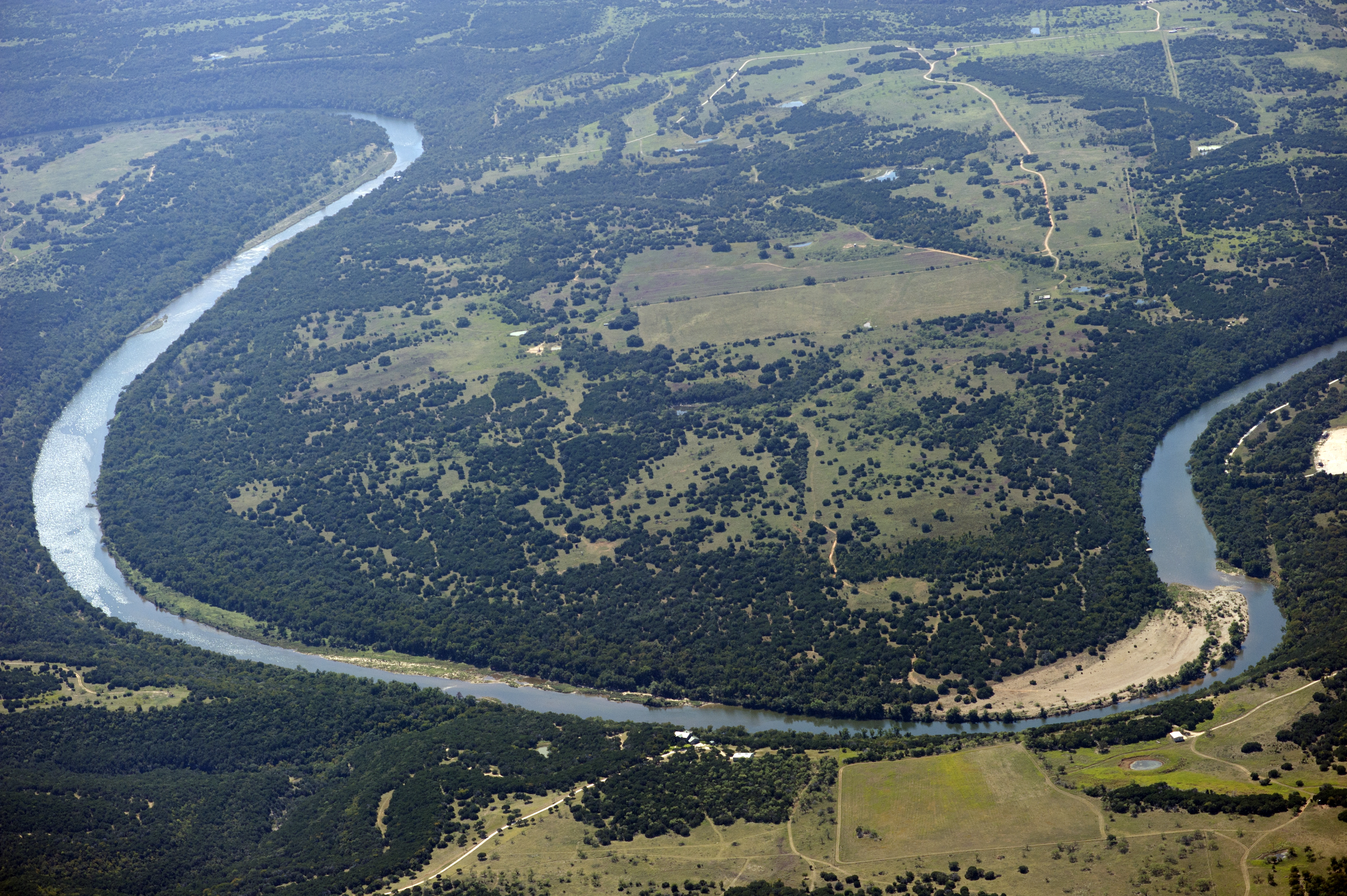
El río Brazos en Texas

### Hidrografía
Unos 3.700 ríos y 15 sistemas fluviales con una longitud combinada de 307.385 km riegan Texas. La mayoría de los ríos tienen una orientación noroeste/sureste. El Río Grande tiene una gran importancia económica y demográfica. Nace en las Montañas Rocosas, en el estado de Colorado, y recorre 3.034 km, de los cuales 2.018 km son la frontera entre Estados Unidos y México. Su caudal medio es de 160 m3/s. En Texas, su principal afluente es el Pecos (1.490 km en total desde Nuevo México). Con 607.000 km², la cuenca del Río Grande es una de las mayores del oeste de Estados Unidos y se extiende hasta el norte de México. Forma un pequeño delta arenoso en su desembocadura en el golfo de México.
El Brazos es el mayor río de Texas, con 2.060 km, lo que lo convierte en el undécimo mayor de Estados Unidos. Su cuenca abarca unos 116.000 km². El río Colorado nace cerca de Lamesa, atraviesa la ciudad de Austin y recorre unos 1.380 km. Otros ríos de Texas son el Sabine (893 km), el Trinity (885 km), el Neches (669 km) y el Río Nueces (507 km), todos los cuales desembocan en el golfo de México. El Estado también está atravesado por varios afluentes del Misisipi: el río Rojo forma la frontera norte de Texas. Tiene 2.190 km de longitud, de los cuales 1.030 km forman la frontera con Texas. El río Canadian desemboca en el Arkansas, afluente del Misisipí, y atraviesa el panhandle tejano. Por último, en el árido Oeste, algunos ríos son temporales.

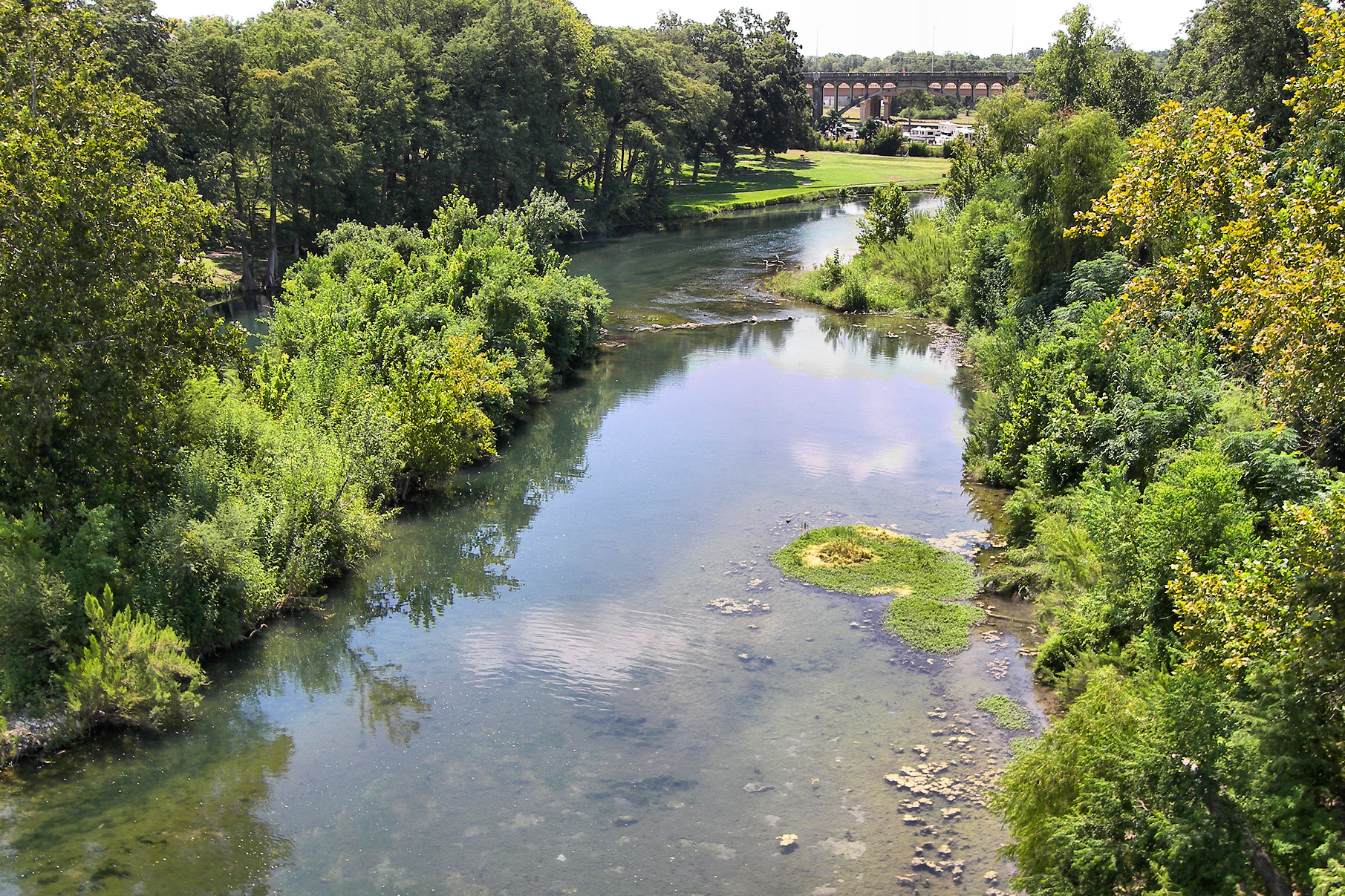
El Río Guadalupe de Texas

El lago Caddo es el mayor de Texas: está situado al este y mide 103 km². Hay varios lagos embalsados en el río Colorado, como el lago Buchanan (90,4 km²) y el lago Travis (77 km²). En total, hay más de 180 lagos y embalses artificiales, situados principalmente en el este. El Sam Rayburn Reservoir es uno de los mayores: tiene 5,9 km de longitud y 463 km² de superficie. La filtración de agua en el terreno calcáreo de Texas ha dado lugar a la formación de cuevas y cavernas en varias zonas, incluido el terreno kárstico de la meseta Edwards (Inner Space Cavern, Natural Bridge Cavern, Wonder Cave). El acuífero Edwards abarca aproximadamente 10.300 km²y abastece de agua a más de dos millones de personas. El agua reaparece al pie de la meseta en forma de resurgencias que han permitido el establecimiento de numerosas ciudades. También hay una capa freática fósil en el borde del Llano Estacado, que utilizan los agricultores.

## Demografía

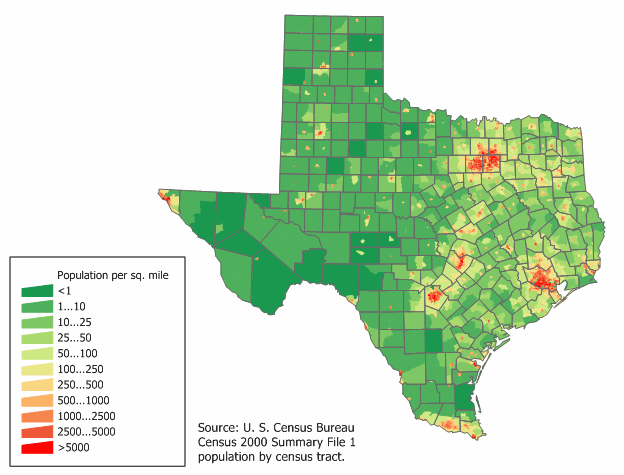
Densidad de población en Texas.

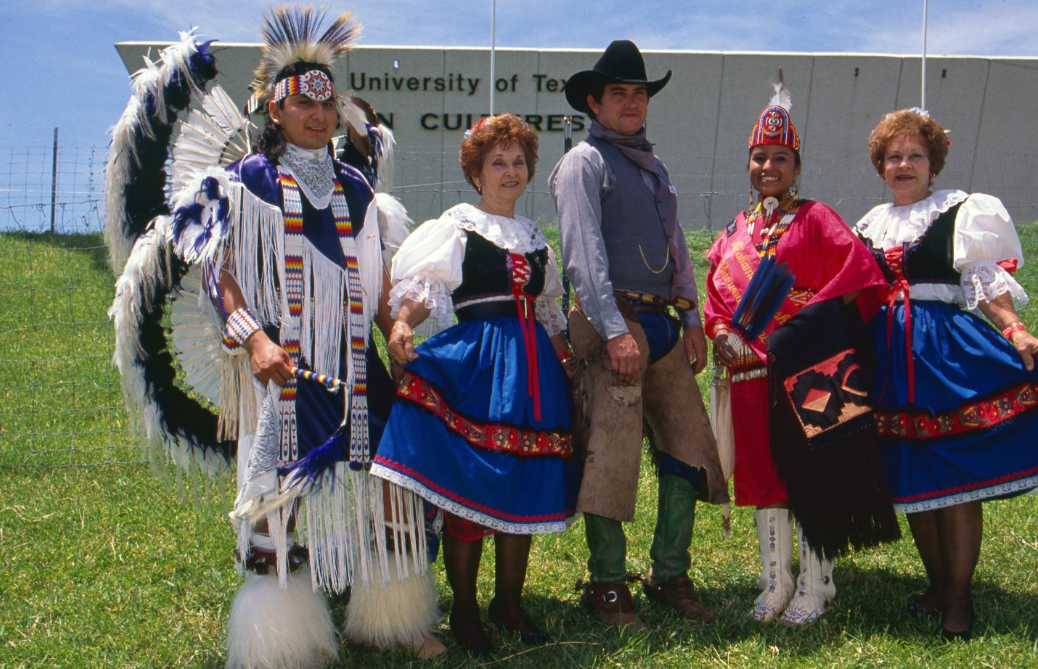
Texas ha sido formada por varias culturas como la mexicana, española, alemana, inglesa, afroamericana y nativa americana, influenciado por su territorio en el oeste y sur

| Gráfica de evolución demográfica de Texas entre 1850 y |
|                                                        |

### Raza y etnia
| Raza y etnia         | Solo  | Solo | Total | Total |
| -------------------- | ----- | ---- | ----- | ----- |
| Hispano o Latino     | —     |      | 40,2% | 40.2  |
| Blanco no hispano    | 39,7% | 39.7 | 39,8% | 39.8  |
| Negros               | 11,8% | 11.8 | 12,8% | 12.8  |
| Asiáticos            | 5,4%  | 5.4  | 6,1%  | 6.1   |
| Nativos              | 0,3%  | 0.3  | 1,4%  | 1.4   |
| Isleños del Pacífico | 0,1%  | 0.1  | 0,2%  | 0.2   |
| Otro                 | 0,4%  | 0.4  | 1,0%  | 1     |

Según los datos del censo de 2008, el Estado tejano cuenta con una población de 24 326 974 habitantes. Esto lo convierte en el segundo Estado más poblado de la nación solo por detrás de California. La distribución racial es la siguiente: 84,14 % blanco; 12,09 % negro; 3,62 % asiático; 0,17 % nativo hawaiano o isleños del Pacífico; y 1,1 % amerindio u oriundo de Alaska. De estos el 40,2 % son de origen hispano. Texas es uno de los cuatro estados estadounidenses en los que no son mayoría las personas de origen europeo (los otros son California, Nuevo México y Hawái). La población de origen latino/hispano es el grupo étnico más numeroso y de más rápido crecimiento. En 2010, el 49% de todos los nacimientos fueron hispanos; el 35% eran blancos no hispanos; El 11,5% eran negros no hispanos y el 4,3% eran asiáticos o isleños del Pacífico. Según datos de la Oficina del Censo de EE. UU. publicados en febrero de 2011, por primera vez en la historia reciente, la población blanca de Texas está por debajo del 50% (45%) y los hispanos aumentaron al 38%. Entre 2000 y 2010, la población total creció un 20,6%, pero los hispanos y latinoamericanos crecieron un 65%, mientras que los blancos no hispanos crecieron sólo un 4,2%. Texas tiene la quinta tasa más alta de nacimientos de adolescentes en la nación y una pluralidad de ellos son de hispanos o latinos. A partir de 2022, los hispanos y latinos de cualquier raza reemplazaron a la población blanca no hispana como la mayor proporción de la población del estado.
Los grupos de origen nacional más numerosos de Texas son: mexicano (25,3 %), alemán (10,9 %), afroamericano (10,5 %), inglés (7,2 %), y escocés-irlandés (7,2 %).

### Idiomas
Texas no tiene declarado ningún idioma oficial, si bien el más hablado es el inglés, empleado por el 66,24 % de la población. En segundo lugar está el español, debido a que Texas fue parte integrante del Virreinato de la Nueva España durante buena parte de su historia, y de México durante unas décadas tras su independencia. El idioma español está en alza debido a la importante inmigración de mexicanos e hispanos de otros países. Actualmente el castellano lo habla el 29,40 % de la población.
El gobierno, a través de la sección 2054.116 del Código Gubernamental, ordena que las agencias estatales proporcionen la información en sus páginas web en español. Por otra parte, el resto de los idiomas registrados por los habitantes del estado, un total de 143, los habla menos del 1 % de la población.
El Paso es la única ciudad de Texas donde el 66,5 % de la población habla español.

### Religión

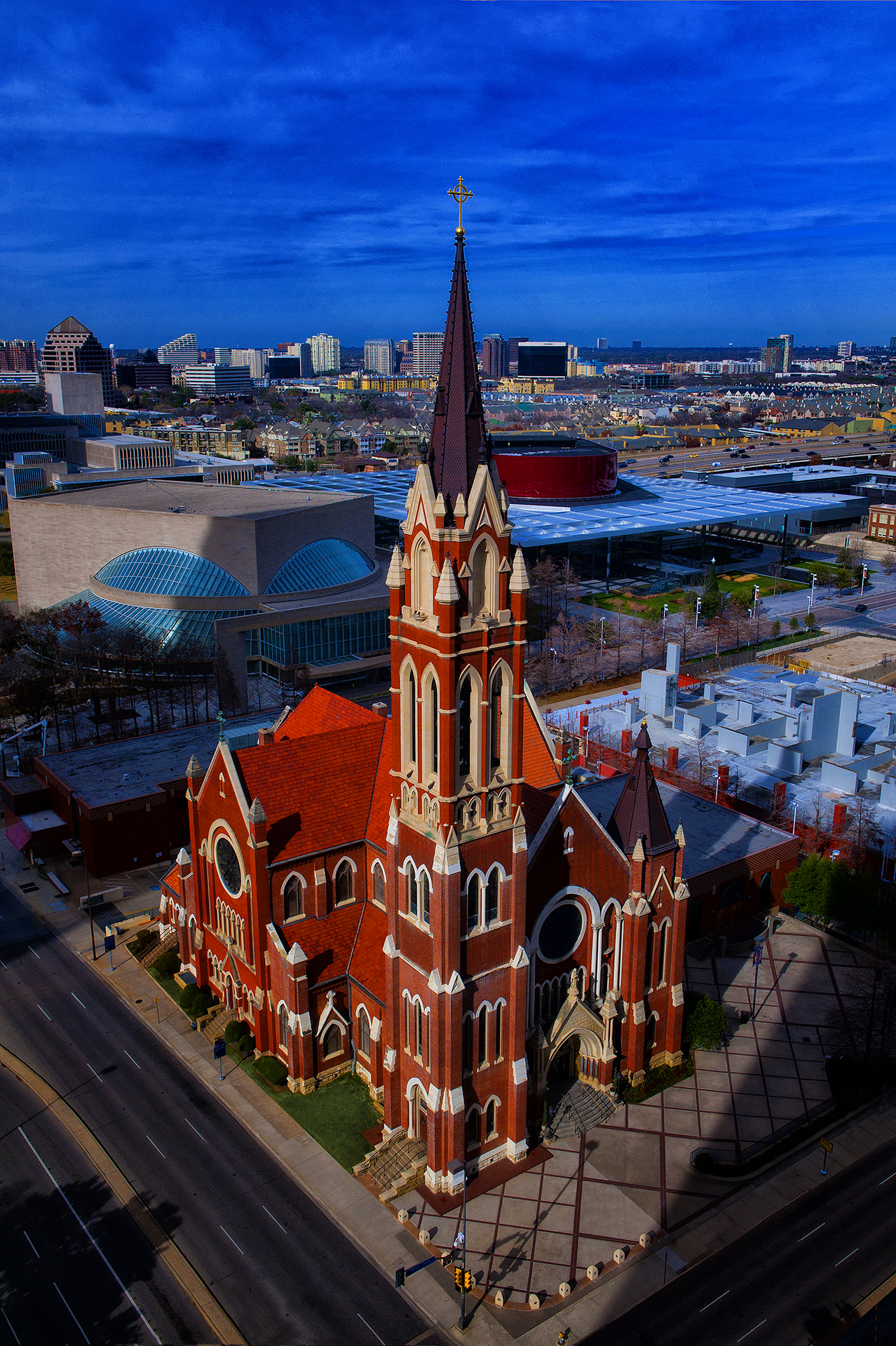
Catedral Santuario de Nuestra Señora de Guadalupe en Dallas

La mayoría de la población de Texas ha sido y sigue siendo predominantemente cristiana, influenciada por el colonialismo europeo y la labor misionera de españoles que trajeron a la Iglesia Católica con ellos y protestantes de diversas denominaciones estadounidenses (75,5 %). La gran población cristiana de Texas también está influenciada por su ubicación dentro del llamado Cinturón Bíblico. Los siguientes grupos más numerosos son los irreligiosos (20 %), el judaísmo (1 %), el islam (1 %), el budismo (1 %) y el hinduismo, y otras religiones con menos del 1 % cada una.
La mayor confesión cristiana en 2014 ha sido la Iglesia Católica, según el Pew Research Center, con el 23 % de la población, aunque los protestantes de diversas ramas en conjunto representaban la mitad de la población cristiana total en 2014; en otro estudio del Public Religion Research Institute en 2020, el número de miembros de la Iglesia Católica aumentó hasta abarcar el 28 % de la población que se identifica con una creencia religiosa o espiritual. [Las mayores jurisdicciones católicas de Texas son la archidiócesis de Galveston-Houston -la primera y más antigua diócesis de la Iglesia latina en Texas, las diócesis de Dallas, Fort Worth y la archidiócesis de San Antonio.

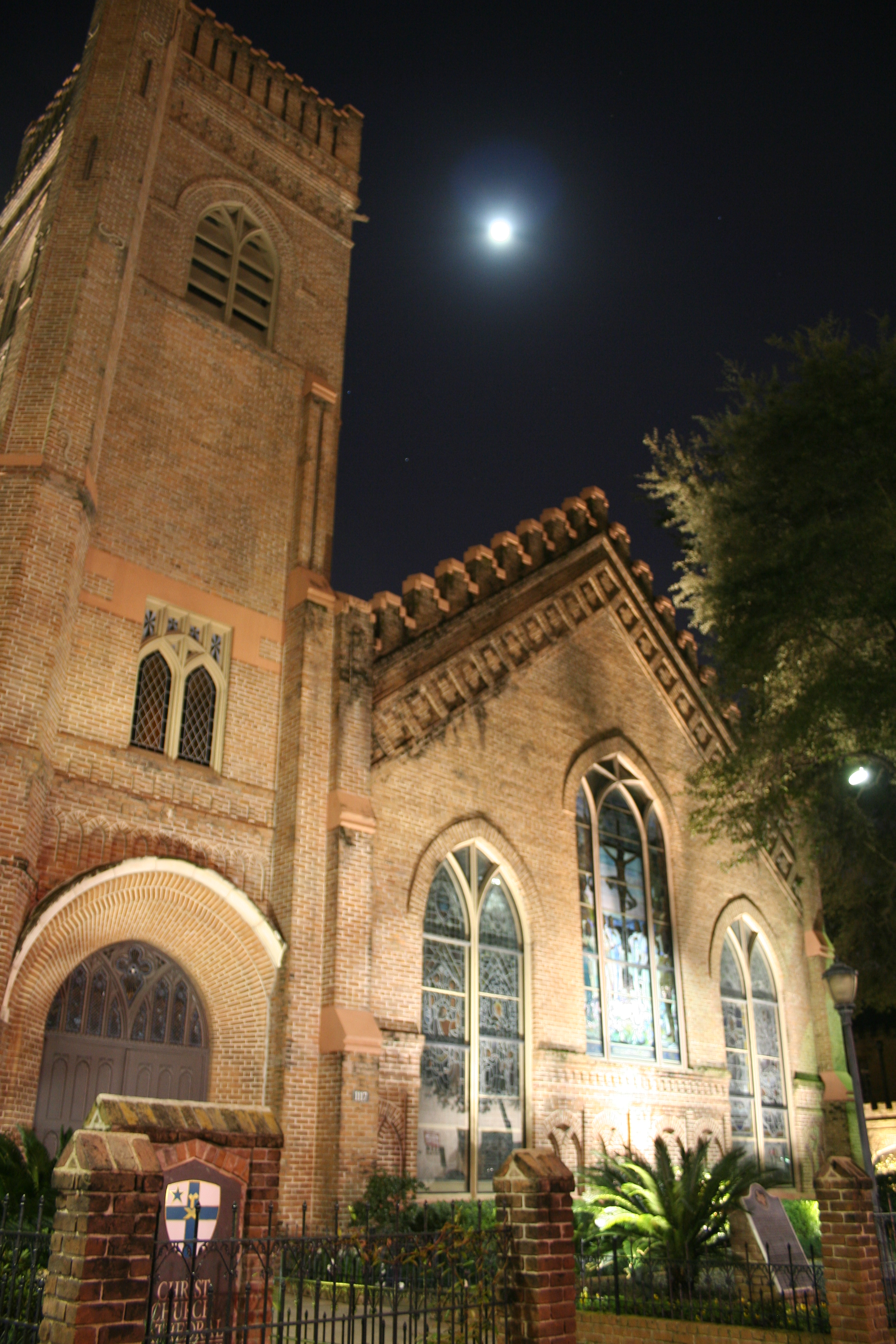
Catedral Episcopal de Houston (Christ Church)

Entre los cristianos protestantes, que en conjunto descendieron al 47 % de la población en un estudio separado del Public Religion Research Institute, el protestantismo evangélico predominantemente blanco descendió al 14 % de la población cristiana protestante. Por el contrario, los protestantes de la rama principal representaban el 15 % de la población protestante del estado. Las iglesias protestantes dominadas por hispanos o latinos y el protestantismo históricamente negro o afroamericano crecieron hasta un 13 % colectivo de la población protestante.
Por el contrario, los protestantes evangélicos representaban en conjunto el 31 % de la población en el estudio de 2014 del Pew Research Center, y los bautistas eran la tradición evangélica más numerosa (14 %); según el estudio de 2014, constituían el segundo grupo protestante mayoritario por detrás de los metodistas (4 %). Los cristianos no confesionales e interconfesionales eran el segundo grupo evangélico más numeroso (7 %), seguidos de los pentecostales (4 %). Los bautistas evangélicos más numerosos en el estado eran la Convención Bautista del Sur (9 %) y los bautistas independientes (3 %). Las Asambleas de Dios fueron la mayor denominación evangélica pentecostal en 2014. Entre los protestantes de línea principal, la Iglesia Metodista Unida fue la denominación más grande (4 %) y las Iglesias Bautistas Americanas de EE. UU. constituyeron el segundo grupo protestante de línea principal más grande (2 %).
Según el Pew Research Center en 2014, las mayores confesiones cristianas históricamente afroamericanas eran la Convención Nacional Bautista (EE. UU.) y la Iglesia de Dios en Cristo. Los metodistas negros y otros cristianos representaban menos del 1% cada uno del grupo demográfico cristiano. Otros cristianos representaban el 1% del total de la población cristiana, y los ortodoxos orientales y orientales formaban menos del 1% de la población cristiana de todo el estado. La Iglesia de Jesucristo de los Santos de los Últimos Días es el mayor grupo cristiano no trinitario de Texas, junto con los Testigos de Jehová.
Las religiones no cristianas representaban el 4% de la población religiosa en 2014, y el 5% en 2020 según el Pew Research Center y el Public Religion Research Institute. Los fieles de muchas otras religiones residen predominantemente en los centros urbanos de Texas. El judaísmo, el islam y el budismo estaban empatados como la segunda religión más grande en 2014 y 2020.
En 1990, la población islámica era de unos 140.000 habitantes, mientras que cifras más recientes sitúan el número actual de musulmanes entre 350.000 y 400.000 en 2012. La población judía era de unos 128.000 habitantes en 2008. En 2020, la población judía superaba los 176.000 habitantes. En 2004 vivían en Texas unos 146.000 fieles de religiones como el hinduismo y el sijismo. Texas es el quinto estado con mayor población musulmana del país. De los no afiliados, se calcula que un 2 % eran ateos y un 3 % agnósticos.

### Ciudades

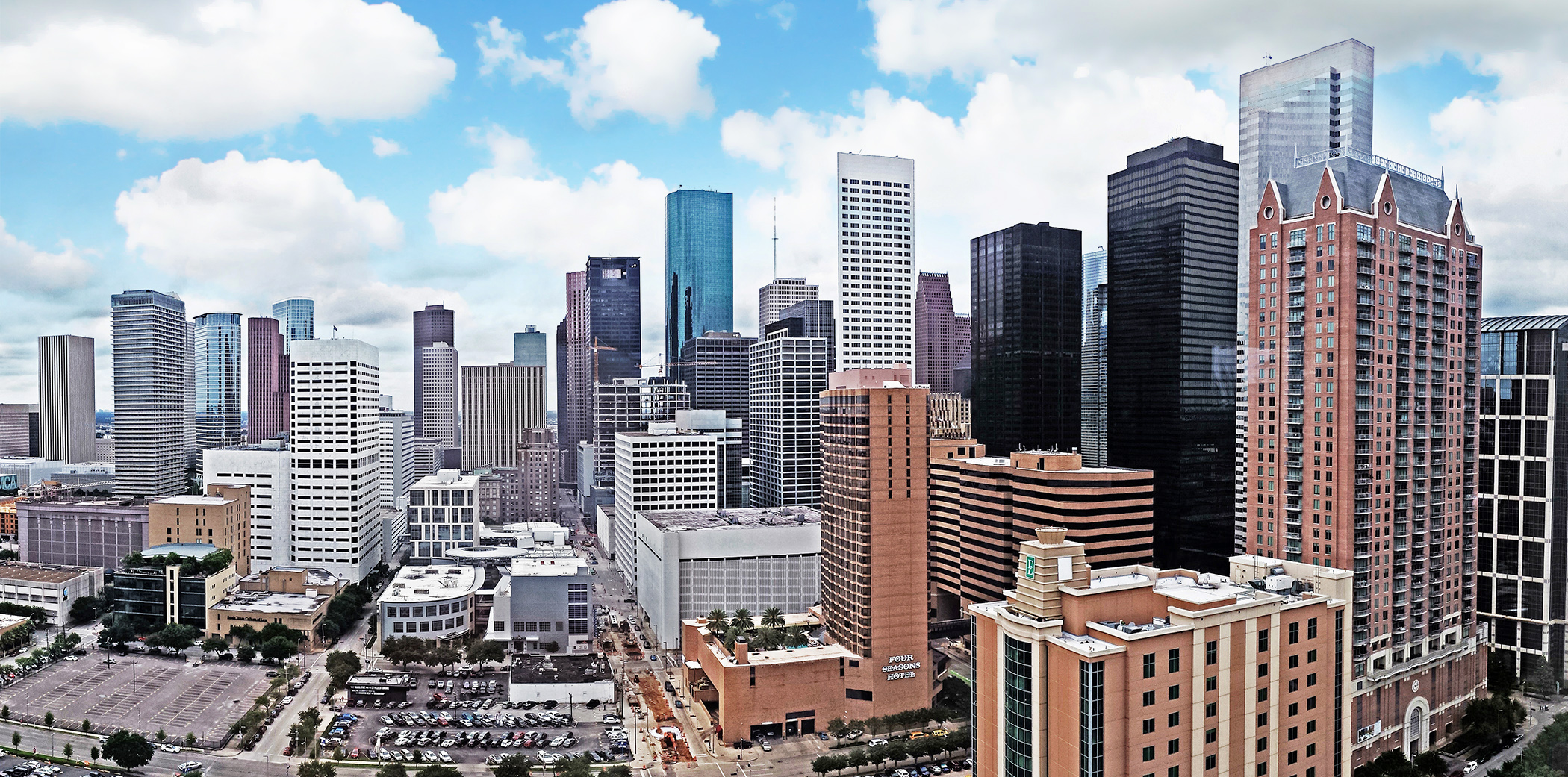
Houston.

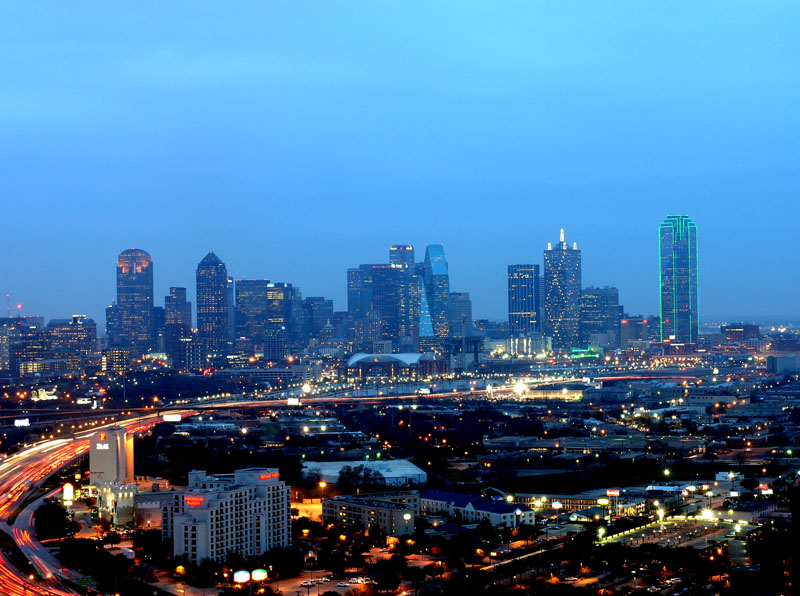
Dallas.

Texas es el único estado de Estados Unidos que tiene tres ciudades con más de un millón de habitantes en la lista de las diez ciudades más pobladas de la nación: Houston, San Antonio y Dallas. Austin y Fort Worth están entre las 20 más pobladas. Las 10 ciudades más grandes de Texas según el censo de 2010 son:
| Posición | Ciudad         | Población |
| -------- | -------------- | --------- |
| 1        | Houston        | 2.099.451 |
| 2        | San Antonio    | 1.327.408 |
| 3        | Dallas         | 1.197.816 |
| 4        | Austin         | 790.390   |
| 5        | Fort Worth     | 741.206   |
| 6        | El Paso        | 649.121   |
| 7        | Arlington      | 365.438   |
| 8        | Corpus Christi | 305.215   |
| 9        | Plano          | 259.841   |
| 10       | Lubbock        | 229.573   |

### Áreas metropolitanas
El área metropolitana de Dallas-Fort Worth es la 4.ª más poblada de la nación, después de las de Nueva York, Los Ángeles y Chicago, y la 3.ª en extensión de superficie tras Nueva York y Los Ángeles. Esta conurbación incluye 4 de las 10 ciudades más pobladas del Estado. Las 10 áreas metropolitanas más grandes de Texas según los datos del censo de 2006 son:

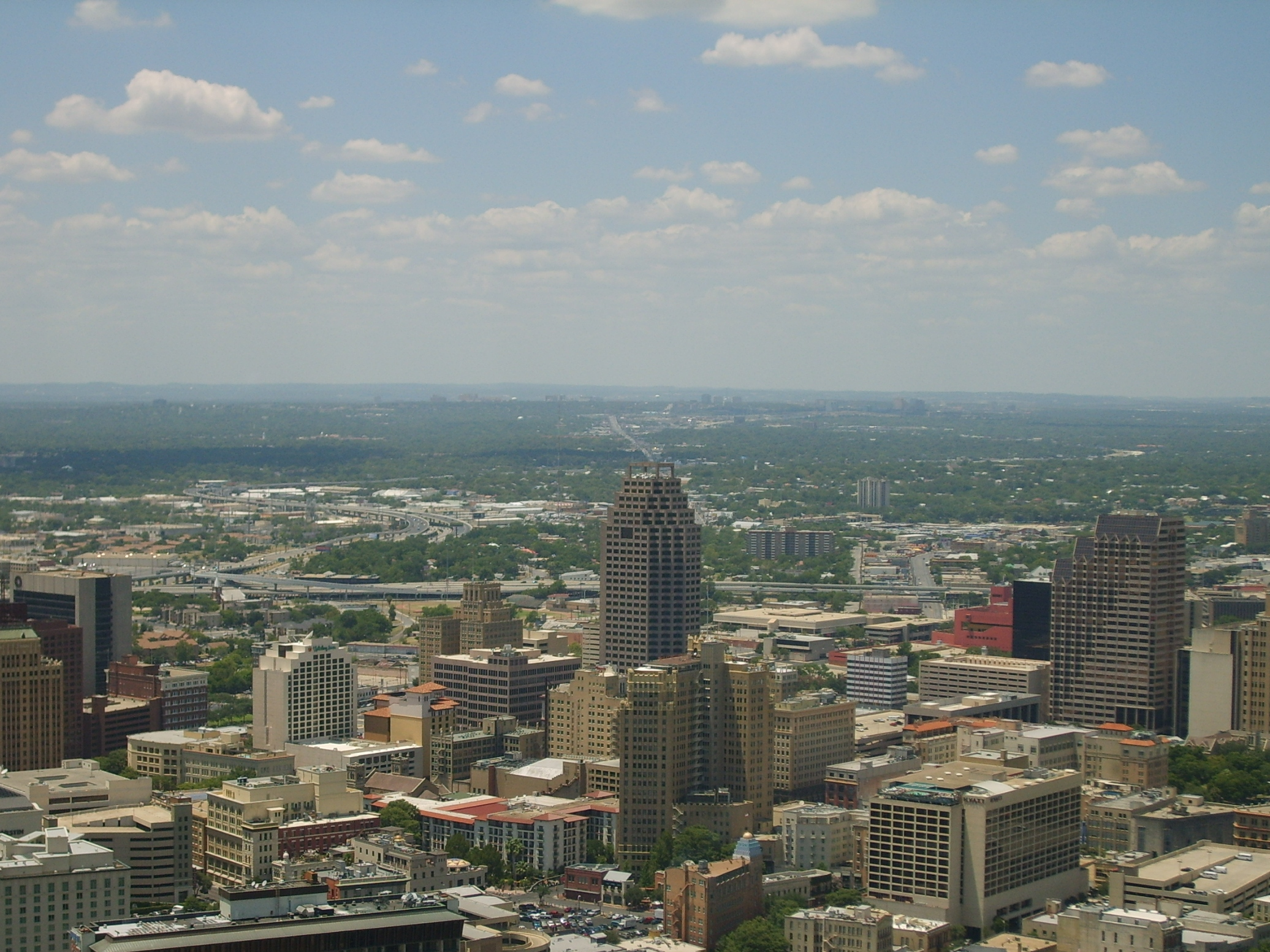
San Antonio.

| Posición | Área metropolitana       | Población |
| -------- | ------------------------ | --------- |
| 1        | Dallas–Fort Worth        | 6.477.315 |
| 2        | Gran Houston             | 5.946.800 |
| 3        | Gran San Antonio         | 2.142.508 |
| 4        | Austin                   | 1.716.291 |
| 5        | El Paso                  | 800.647   |
| 6        | McAllen–Edinburg–Mission | 774.769   |
| 7        | Corpus Christi           | 416.095   |
| 8        | Brownsville–Harlingen    | 396.371   |
| 9        | Killeen–Temple           | 379.231   |
| 10       | Beaumont–Port Arthur     | 378.477   |

### Zonas metropolitanas transnacionales

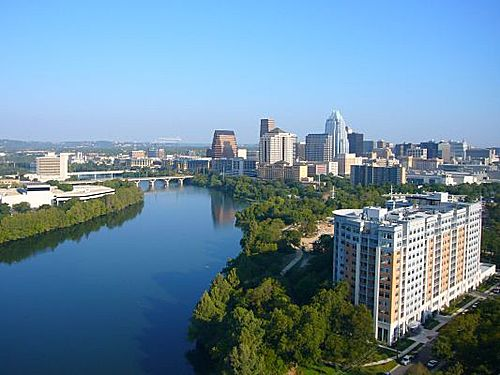
Austin.

Las zonas metropolitanas que se localizan en la frontera con México también forman conurbaciones transnacionales con una interacción económica y demográfica profunda.
| Posición | Nombre de Frontera            | Población |
| -------- | ----------------------------- | --------- |
| 1        | Ciudad Juárez—El Paso         | 2.525.583 |
| 2        | Reynosa—McAllen               | 1.647.351 |
| 3        | Heroica Matamoros—Brownsville | 1.136.995 |
| 4        | Nuevo Laredo—Laredo           | 775.481   |
| 5        | Piedras Negras—Eagle Pass     | 208.948   |
| 6        | Acuña—Del Río                 | 200.367   |

### Sanidad
El sector médico crece con fuerza en Texas. El Centro Médico de Texas, al suroeste de Houston, es el centro médico más grande del planeta. También es la sede del Centro de Ciencias Médicas de la Universidad de Texas, que prepara a estudiantes de medicina y residentes extranjeros e incluye al M.D. Anderson Cancer Center, líder mundial en la investigación y tratamiento del cáncer. El complejo médico también alberga el Escuela de Medicina de Baylor, de medicina privada.

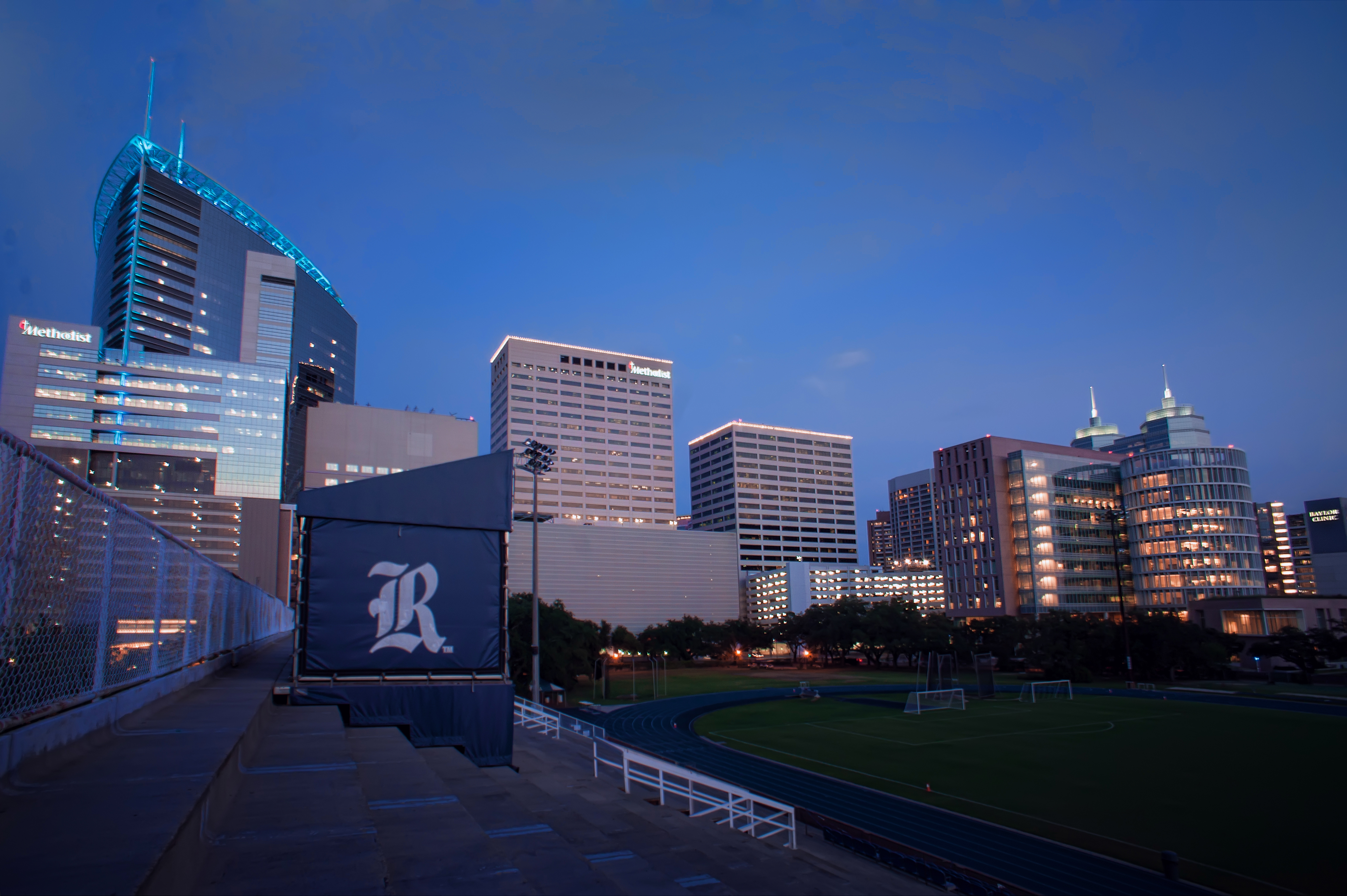
Centro Médico de Texas

El sistema médico de la Universidad de Texas también ha abierto sucursales en Dallas, San Antonio y Galveston. El Centro Médico del Sur de Texas en San Antonio es uno de los más importantes del Estado. Además, el Texas College of Osteopathic Medicine, el Texas A&M Health Science Center y la Texas Tech University Health Sciences Center en Lubbock y El Paso proveen al Estado de nueve centros de investigación médica de gran importancia para el país y por ende, del mundo.
En 2017, Texas prohíbe a los seguros médicos cubrir los gastos por aborto en Texas, incluyendo aquellos embarazos que sean producto de violación o incesto. Texas tiene la tasa de mortalidad materna más alta del mundo desarrollado, y la tasa de muertes de mujeres texanas por complicaciones relacionadas con el embarazo se duplicó de 2010 a 2014, hasta situarse en 23,8 por cada 100.000, una tasa sin parangón en ningún otro estado de Estados Unidos o país económicamente desarrollado.

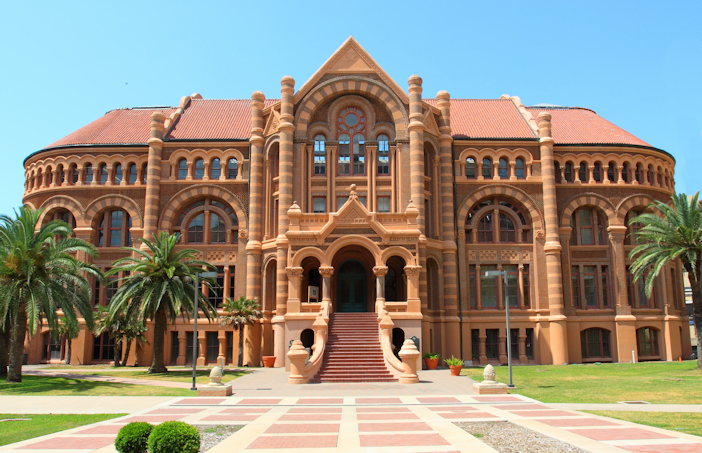
El edificio Ashbel Smith parte de la Rama Médica de la Universidad de Texas

En mayo de 2021, la asamblea legislativa del estado aprobó la Ley del Latido del Corazón de Texas, que prohibía el aborto a partir de las seis semanas de embarazo, salvo para salvar la vida de la madre. La Ley permite a los ciudadanos demandar a los proveedores de abortos y a cualquier otra persona que colabore en un aborto, excepto a la mujer a la que se practica el aborto. La ley se aplica a los embarazos causados por incesto o violación, aunque una cláusula prohíbe a los autores hacerla cumplir con demandas civiles. El 25 de agosto de 2022 entró en vigor otra ley que convertía el aborto en cualquier fase del embarazo en un delito punible con cadena perpetua.
Texas cuenta con numerosos centros médicos de investigación de élite. El estado cuenta con 15 facultades de medicina, cuatro facultades de odontología, y dos facultades de optometría. Texas tiene dos laboratorios de bioseguridad de nivel 4 (BSL-4): uno en la rama médica de la Universidad de Texas (UTMB) en Galveston, y el otro en la Fundación del Suroeste para la Investigación Biomédica en San Antonio, el primer laboratorio BSL-4 de propiedad privada de EE. UU.
El Centro Médico de Texas, en Houston, alberga la mayor concentración de instituciones de investigación y asistencia sanitaria del mundo, con más de 50 instituciones miembros. El Centro Médico de Texas es el que realiza más trasplantes de corazón del mundo. El Centro Oncológico M. D. Anderson de la Universidad de Texas, en Houston, es una institución académica de gran prestigio centrada en la atención, investigación, educación y prevención del cáncer.
Las instalaciones del South Texas Medical Center de San Antonio ocupan el sexto lugar en cuanto a impacto de la investigación en medicina clínica en EE. UU. El Centro de Ciencias de la Salud de la Universidad de Texas es otra institución educativa y de investigación de gran prestigio en San Antonio.
Tanto la Asociación Americana del Corazón como el Centro Médico Southwestern de la Universidad de Texas tienen su sede en Dallas[390], cuya facultad de medicina es la que cuenta con más premios Nobel de medicina del mundo.

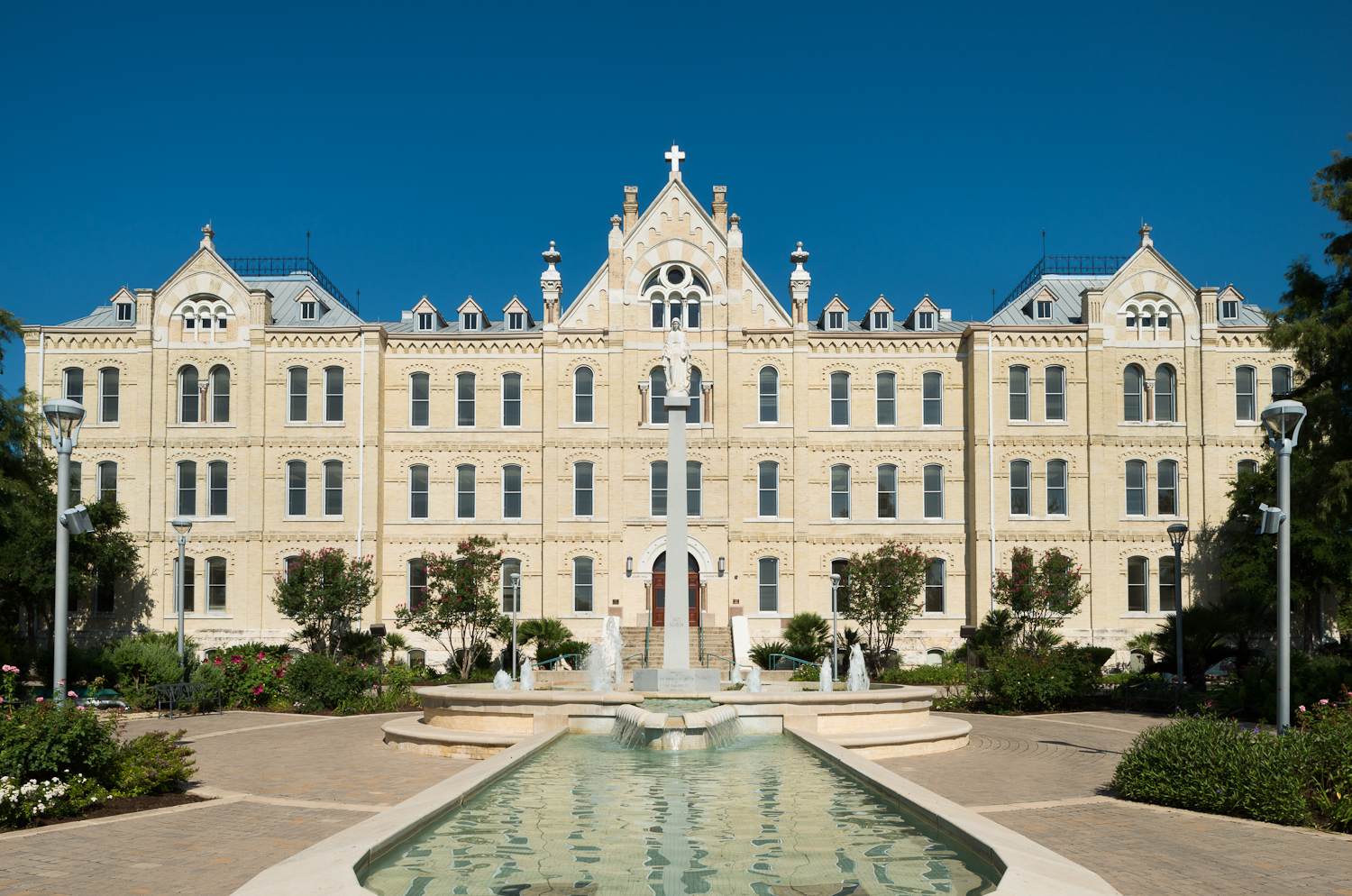
Universidad de Santa María en San Antonio, Texas

### Educación
El segundo presidente de la República de Texas, Mirabeau B. Lamar, es considerado por algunas fuentes el ''Padre de la Educación en Texas''. Durante su mandato, el estado reservó tres leguas de tierra en cada condado para equipar las escuelas públicas. Otras 50 leguas de tierra reservadas para el sostenimiento de dos universidades se convertirían más tarde en la base del Fondo Universitario Permanente del estado. Las medidas de Lamar sentaron las bases para un sistema escolar público en todo Texas.
Entre 2006 y 2007, Texas gastó 7.275 dólares por alumno, situándose por debajo de la media nacional de 9.389 dólares. La proporción alumno/profesor era de 14,9, por debajo de la media nacional de 15,3. Texas pagó a los instructores 41.744 dólares, por debajo de la media nacional de 46.593 dólares. La Agencia de Educación de Texas (TEA) administra los sistemas escolares públicos del estado. Texas tiene más de 1000 distritos escolares; todos los distritos, excepto el Distrito Escolar Municipal de Stafford, son independientes del gobierno municipal y muchos traspasan los límites de las ciudades. Los distritos escolares tienen potestad para gravar con impuestos a sus residentes y para ejercer el dominio eminente sobre propiedades privadas. Debido a la financiación equitativa de los distritos escolares impuesta por los tribunales, el estado cuenta con un sistema de redistribución de impuestos denominado "plan Robin Hood". Este plan transfiere los ingresos por impuestos sobre la propiedad de los distritos escolares ricos a los pobres. La TEA no tiene autoridad sobre las actividades de las escuelas privadas o a domicilio.

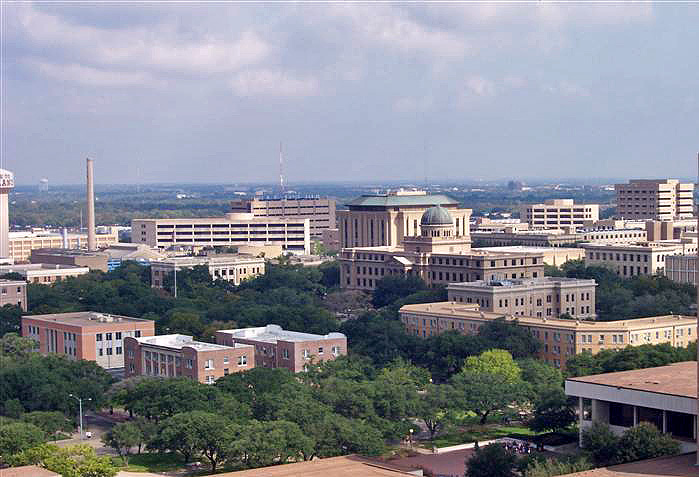
Universidad de Texas A&M.

Los alumnos de Texas realizan las Evaluaciones de Preparación Académica del Estado de Texas (STAAR) en primaria y secundaria. STAAR evalúa el logro de los estudiantes de lectura, escritura, matemáticas, ciencias y estudios sociales habilidades requeridas en virtud de las normas de educación de Texas y la Ley Que Ningún Niño Se Quede Atrás. La prueba sustituyó a la Evaluación de Conocimientos y Habilidades de Texas (TAKS) en el curso escolar 2011-2012.
Generalmente prohibido en Occidente en general, el castigo corporal escolar no era inusual en las zonas más conservadoras y rurales del estado,   calculándose que 28.569 estudiantes de escuelas públicas habían sido azotados al menos una vez en el curso, según datos del gobierno para el año escolar 2011-2012. La tasa de castigo corporal escolar en Texas sólo es superada por Misisipi, Alabama y Arkansas.
Las dos universidades más prestigiosas del estado son la Universidad de Texas en Austin y la Universidad A&M de Texas, clasificadas como la 21 y la 41 mejores universidades del país según el último informe del Center for World University Rankings de 2020, respectivamente. Algunos observadores. también incluyen a la Universidad de Houston y a la Universidad Tecnológica de Texas como universidades emblemáticas de primer nivel junto con la UT Austin y la A&M. La Junta Coordinadora de Educación Superior de Texas (THECB) clasifica las universidades públicas del estado en tres niveles distintos.
El plan alternativo de acción afirmativa de Texas, la Ley 588 de la Cámara de Representantes de Texas, garantiza la admisión automática en las universidades financiadas por el Estado a los estudiantes de Texas que se hayan graduado entre el 10% de los mejores de su promoción. Esto no se aplica a la Universidad de Texas en Austin, que admite automáticamente a los estudiantes de Texas que se hayan graduado entre el 6% de los mejores de su promoción. El proyecto de ley fomenta la diversidad demográfica al tiempo que intenta evitar los problemas derivados del caso Hopwood contra Texas (1996).

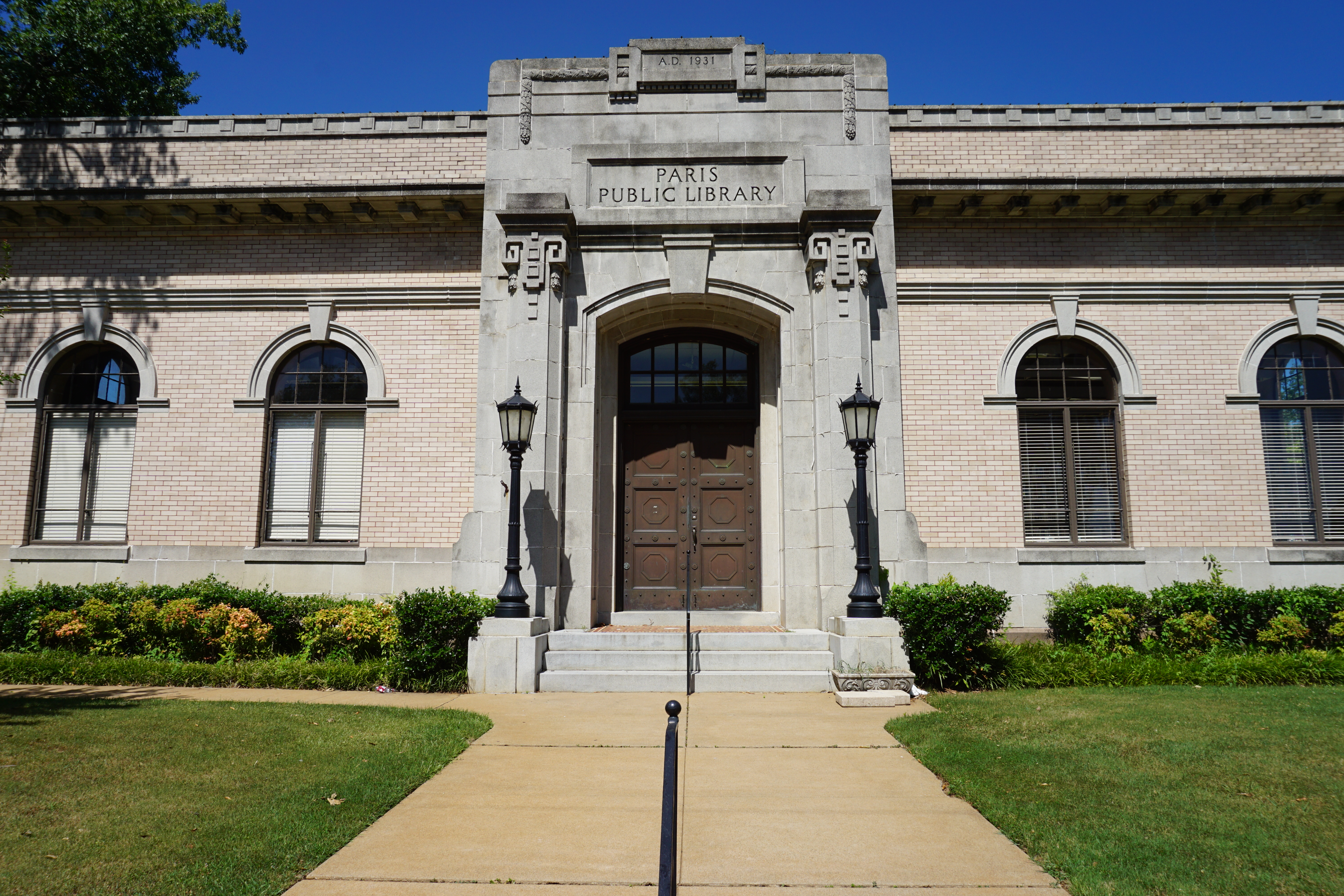
Biblioteca pública de Paris en Texas

Treinta y seis (36) universidades públicas separadas y distintas existen en Texas, de las cuales 32 pertenecen a uno de los seis sistemas universitarios estatales. El descubrimiento de minerales en las tierras del Fondo Universitario Permanente, en particular petróleo, ha ayudado a financiar el rápido crecimiento de los dos sistemas universitarios más grandes del estado: el Sistema de la Universidad de Texas y el Sistema A&M de Texas. Los otros cuatro sistemas universitarios: el Sistema de la Universidad de Houston, el Sistema de la Universidad del Norte de Texas, el Sistema Estatal de Texas y el Sistema Tecnológico de Texas no están financiados por el Fondo Universitario Permanente.
La Fundación Carnegie clasifica cuatro de las universidades de Texas como instituciones de investigación de primer nivel: La Universidad de Texas en Austin, la Universidad A&M de Texas, la Universidad de Houston y la Universidad Tecnológica de Texas. La Universidad de Texas en Austin y la Universidad A&M de Texas son las universidades insignia del Sistema Universitario de Texas y del Sistema Universitario A&M de Texas, respectivamente. Ambas fueron creadas por la Constitución de Texas y participan en el Fondo Universitario Permanente.

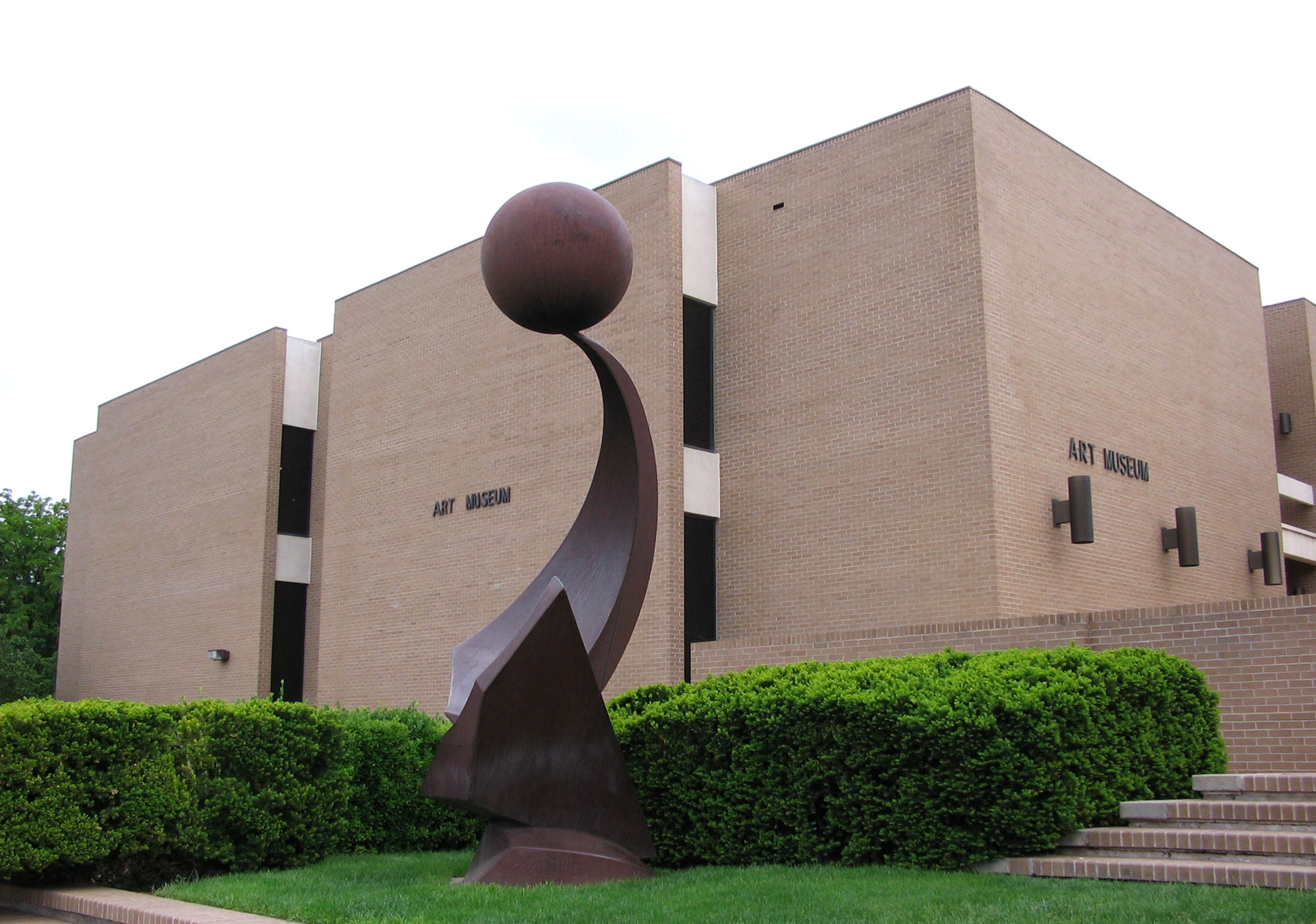
Museo de Arte del Amarillo College en Amarillo, Texas

El estado ha tratado de ampliar el número de universidades insignia elevando algunas de sus siete instituciones designadas como "universidades de investigación emergentes". Las dos que se espera que surjan en primer lugar son la Universidad de Houston y la Universidad Tecnológica de Texas, probablemente en ese orden según los debates en la Cámara de Representantes de la 82 Legislatura de Texas.
El estado alberga varias instituciones privadas de enseñanza superior, desde facultades de artes liberales hasta universidades de investigación de primer nivel reconocidas a escala nacional. La Rice University de Houston es una de las principales universidades de enseñanza e investigación de Estados Unidos y está clasificada como la 17.ª mejor universidad del país por U.S. News & World Report.
La Trinity University, una universidad privada de artes liberales situada en San Antonio, ha ocupado durante 20 años consecutivos el primer puesto entre las universidades del oeste de Estados Unidos que conceden principalmente licenciaturas y algunos másteres. Entre las universidades privadas se encuentran la Abilene Christian University, el Austin College, la Baylor University, la University of Mary Hardin-Baylor y la Southwestern University.
Las universidades de Texas albergan tres bibliotecas presidenciales: La Biblioteca Presidencial George Bush en la Universidad A&M de Texas, la Biblioteca y Museo Lyndon Baines Johnson en la Universidad de Texas en Austin, y la Biblioteca Presidencial George W. Bush en la Universidad Metodista del Sur.
- Universidad Cristiana de Abilene
- Universidad Amberton
- Angelo State University
- Universidad Bautista de Arlington
- Art Institute of Dallas
- Austin College

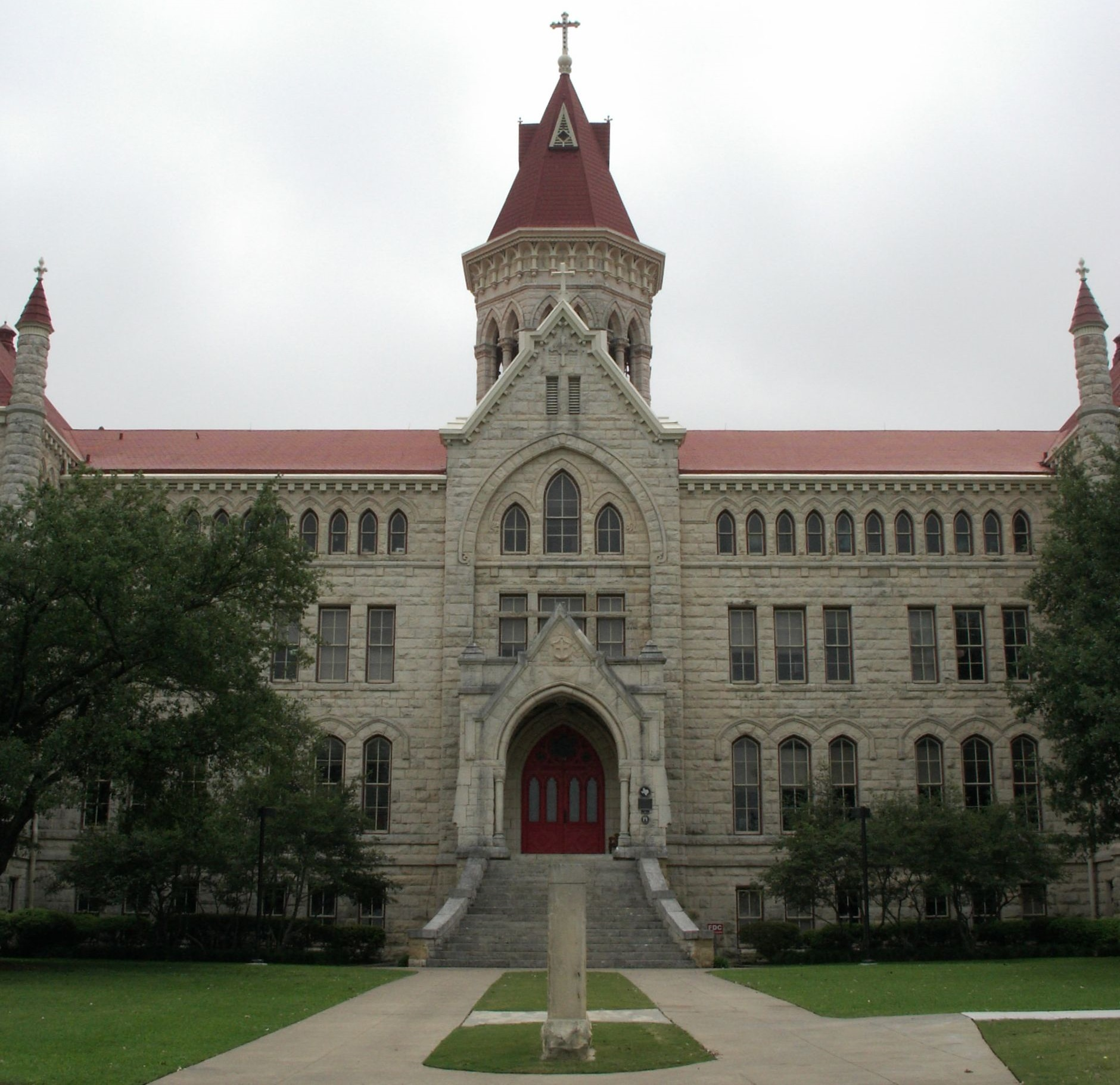
La Universidad de San Eduardo (St Edwards) en Austin

- Austin Presbyterian Theological Seminary
- Baylor College of Medicine
- Universidad Baylor
- College of Saint Thomas More
- Concordia University, Austin
- Criswell College
- Dallas Baptist University
- Dallas Christian College
- Dallas Theological Seminary
- DeVry University, Dallas
- DeVry University, Houston
- East Texas Baptist University
- Episcopal Theological Seminary of the Southwest
- Hardin-Simmons University
- Universidad Bautista de Houston
- Howard Payne University
- Huston-Tillotson College
- Institute for Christian Studies
- ICI University
- Jarvis Christian College
- Lamar University
- Colegio Comunitario de Laredo
- LeTourneau University
- Lee College
- Lubbock Christian University
- McMurry University
- Midwestern State University
- Northwood University
- Our Lady of the Lake University
- Paul Quinn College
- Universidad Rice
- St. Edward's University
- Saint Mary's University of San Antonio
- Sam Houston State University
- Schreiner College
- Universidad Metodista del Sur
- South Texas College of Law
- Southwestern Adventist University
- Southwestern Assemblies of God University
- Southwestern Baptist Theological Seminary
- Southwestern Christian College
- Southwestern University
- Stephen F. Austin State University
- Sul Ross State University
- Sistema Universitario Texas A&M
  - Baylor College of Dentistry
  - Universidad Internacional de Texas A&M, Laredo
  - Universidad de Texas A&M, College Station
  - Texas A&M University–Commerce
  - Texas A&M University - Corpus Christi
  - Universidad de Texas A&M en Galveston
  - Texas A&M University Health Science Center
  - Texas A&M University - Kingsville
  - Universidad de Prairie View A&M
  - Tarleton State University
  - Texas A&M University-Texarkana
  - Universidad Internacional de Texas A&M
  - West Texas A&M University
- Texas Christian University
- Texas College
- Texas Lutheran University
- Texas Southern University
- Texas State University-San Marcos
- Texas Tech University
- Texas Tech University Health Sciences Center
- Texas Wesleyan University
- Universidad de la Mujer de Texas
- Trinity University
- University of Central Texas
- Universidad de Dallas
- University of Houston System
  - Universidad de Houston
  - University of Houston Clear Lake
  - Universidad de Houston-Downtown
  - University of Houston Victoria
- University of Mary Hardin-Baylor
- Universidad del Norte de Texas
- University of North Texas Health Science Center
- University of Saint Thomas
- University of Texas System
  - University of Texas at Arlington
  - Universidad de Texas en Austin
  - Universidad de Texas–Pan American
  - Universidad de Texas en Dallas
  - Universidad de Texas en El Paso
  - University of Texas-Pan American
  - University of Texas of the Permian Basin
  - University of Texas at San Antonio
  - University of Texas at Tyler
  - University of Texas Health Science Center at Houston
  - University of Texas Health Science Center at Laredo
  - University of Texas Health Science Center at San Antonio
  - University of Texas Health Center at Tyler
  - University of Texas M. D. Anderson Cancer Center
  - Centro Médico de la Universidad de Texas en Galveston
  - Centro Oncológico de la Universidad de Texas enDallas
- University of the Incarnate Word
- Wayland Baptist University
- Wiley College
- Easfield College

## Economía

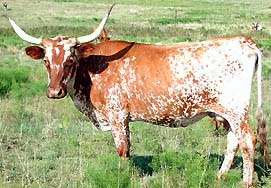
Longhorn texano, descendiente de las reses introducidas por los españoles.

La economía de Texas se encuentra entre las de mayor crecimiento económico y es la segunda más grande del país, superada únicamente por California. Su PIB total en 2021 se situaba en US$ 1.153.100 millones y su PIB per cápita era de US$ 64,470 (24 más alto del país). La abundancia de recursos naturales, su variada orografía y la diversidad de población le proporcionan un peso económico fundamental en la economía de los Estados Unidos. Si Texas fuese una nación independiente, sería la decimoquinta economía más grande del mundo.
- Agricultura, ganadería y pesca: Texas es un gran productor agrícola gracias a su inmensa superficie y la fertilidad de sus suelos. Los cultivos más importantes son el algodón, los cereales, las sandías, uvas y melocotones. Asimismo, posee la mayor cabaña ovina y caprina del país y una importante industria pesquera en las aguas del Golfo de México.

- Minería y energía: Los recursos más preciados de su subsuelo son el petróleo y el gas natural, aunque posee importantes depósitos de carbón al norte (en la frontera con Oklahoma), sal, arena y gravas. Texas tiene el mayor consumo per cápita de energía en la nación y un servicio eléctrico liberalizado. Sus reservas de petróleo se sitúan en los 8000 millones de barriles (aproximadamente un tercio de las reservas totales de petróleo de los Estados Unidos) y su capacidad de refinamiento se sitúa en torno a los 4,6 millones de barriles diarios. También produce una cuarta parte del gas natural en los Estados Unidos. Muchas compañías petroleras tienen su sede en Houston. Destaca también por su liderazgo en energía renovable: produce la mayor parte de la energía eólica y tiene el mayor potencial para el desarrollo de la energía solar de la nación.

- Industria: El centro espacial Lyndon B. Johnson y el Instituto de Investigación Biomédica son dos de los logros más importantes de la industria tejana. La zona urbana de Austin es a menudo llamada el Silicon Valley de Texas, puesto que allí se encuentran los cuarteles generales de Dell, mientras que el área metropolitana de Dallas posee una alta concentración de empresas en tecnología de la información, tales como Texas Instruments y EDS.

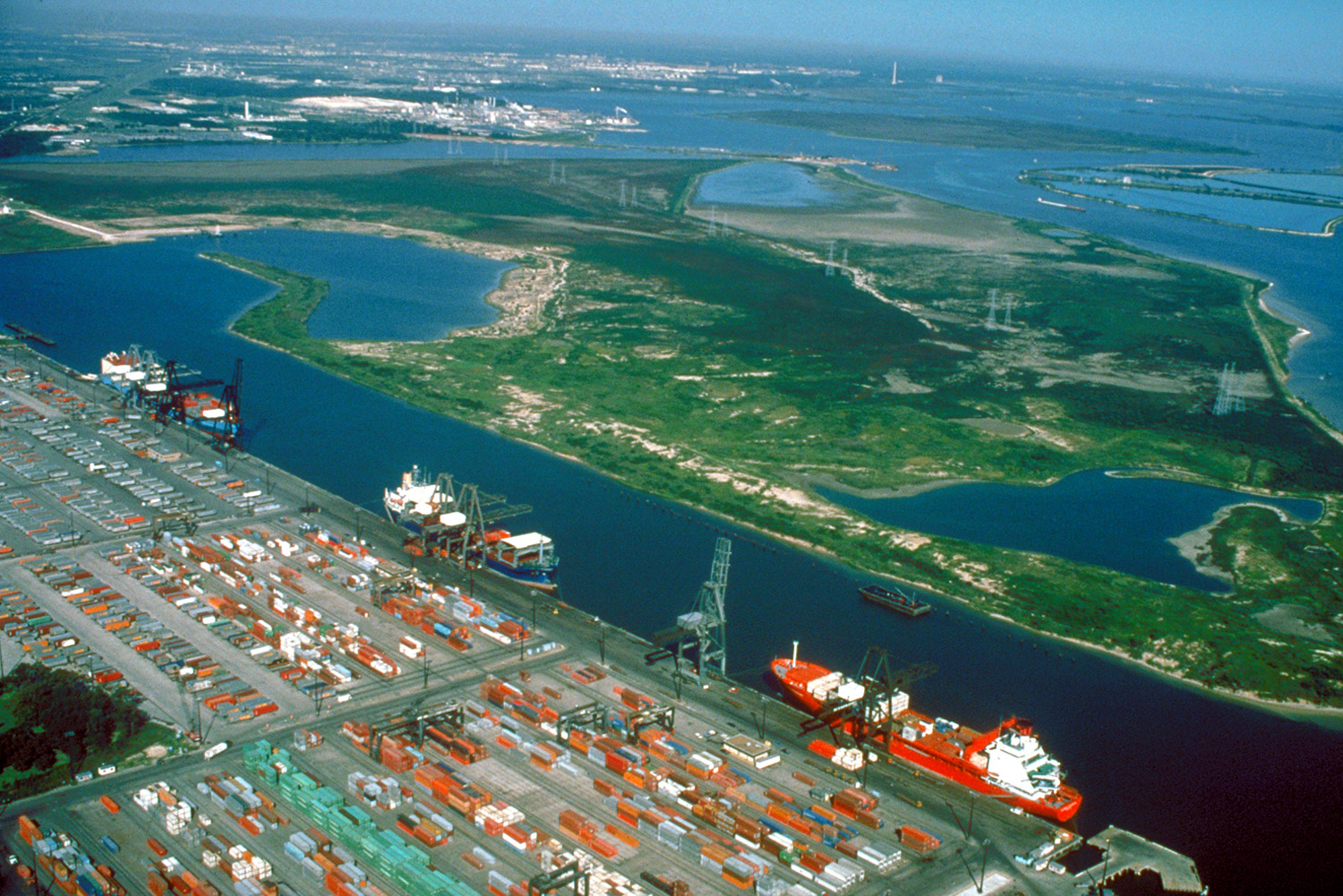
Puerto de Houston.

Seis compañías de las primeras 50 de la lista Fortune 500 y otras 57 más dentro de la misma se encuentran en Texas, constituyéndose, junto con California en el Estado con mayor número de empresas dentro de la lista. La mayoría de las mismas están relacionadas con actividades terciarias, tales como AT&T, Landry's Restaurants, Kimberly-Clark, Blockbuster, Whole Foods Market, Tenet Healthcare, entre otras.
- Comercio: La influencia de Texas estimula una gran actividad comercial. Texas ostenta el récord de ser el mayor exportador de bienes entre todos los Estados de Estados Unidos (superando los US$ 192,200 millones). El área metropolitana de Dallas-Fort Worth es el segundo centro comercial más grande del país, más grande que cualquier otra área metropolitana de Norteamérica. Su socio comercial es México, que absorbe un tercio de las exportaciones con la entrada en vigor del NAFTA.

- Turismo y entretenimiento: Por su larga historia y escenarios naturales, Texas posee una fuerte industria turística. Los lugares más visitados del Estado son las ciudades de San Antonio y El Paso (por su amplia cultura hispánica); Fort Worth (por sus atracciones de western); Galveston, Corpus Christi, Dallas y Houston (esta última clasificada como uno de los mejores lugares para celebrar una convención dentro de los Estados Unidos).

El área metropolitana de Austin comprende buena parte de la cinematografía tejana. El conglomerado multimedia Clear Channel se sitúa en San Antonio, mientras Pi Studios y TimeGate Studios se encuentran en Houston. Blockbuster Video y Cinemark Theatres en el área metropolitana Dallas-Fort Worth son otras industrias destacadas.
Sus bajas tasas impositivas por parte de gobiernos republicanos han atraído empresas e inversiones, dadas las facilidades fiscales.

### Energía

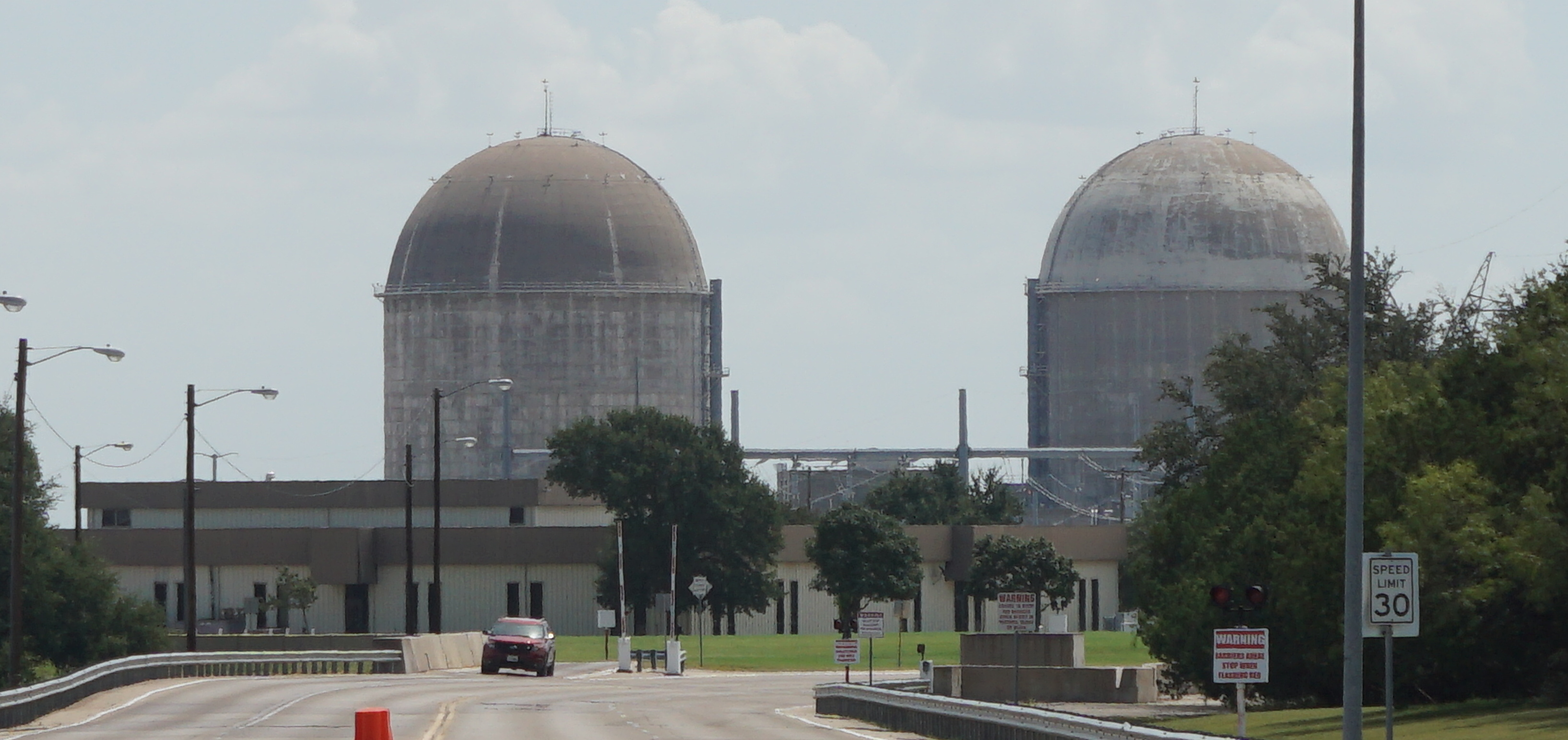
Central nuclear de Comanche Peak

Desde el descubrimiento de petróleo en Spindletop, la energía ha sido una fuerza política y económica dominante en el estado. Si Texas fuera su propio país, sería el sexto mayor productor de petróleo del mundo, según un estudio de 2014.
La Comisión de Ferrocarriles de Texas, contrariamente a su nombre, regula la industria del petróleo y el gas del estado, los servicios públicos de gas, la seguridad de los oleoductos, la seguridad en la industria del gas licuado de petróleo y la minería de superficie de carbón y uranio. Hasta la década de 1970, la comisión controlaba el precio del petróleo gracias a su capacidad para regular las reservas de petróleo de Texas. Los fundadores de la Organización de Países Exportadores de Petróleo (OPEP) utilizaron la agencia de Texas como uno de sus modelos para el control de los precios del petróleo.
A partir del 1 de enero de 2021, Texas tiene reservas probadas recuperables de petróleo de unos 15.600 millones de barriles (2,48×109 m3) de crudo (el 44% de las reservas conocidas de EE. UU.) y 9.500 millones de barriles (1,51×109 m3) de líquidos de gas natural. Las refinerías del estado pueden procesar 5,95 millones de barriles (946.000 m3) de petróleo al día. La refinería de Port Arthur, en el sureste de Texas, es la mayor refinería de EE. UU.

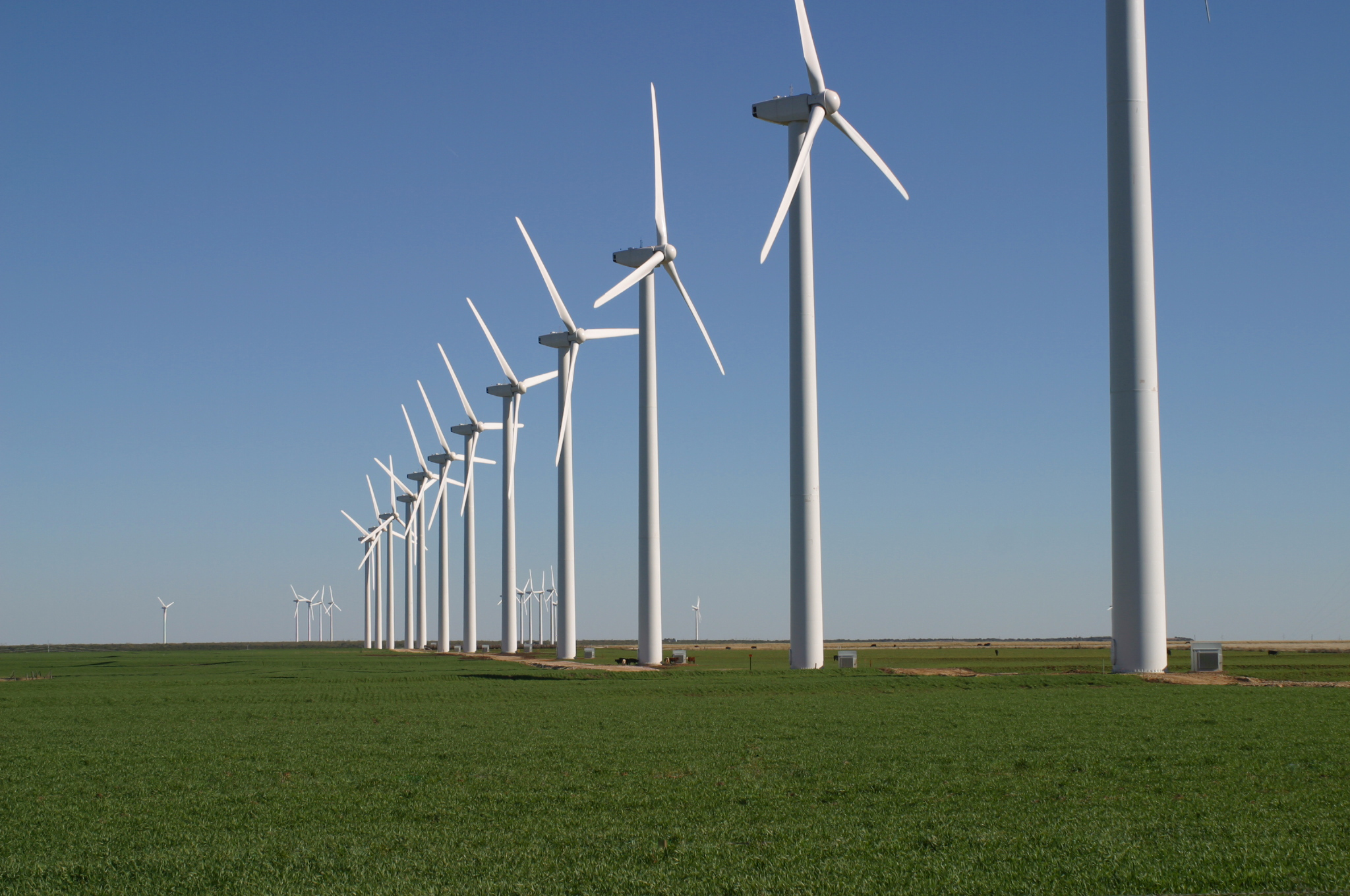
Parque eólico de Brazos, Texas

Texas también es líder en producción de gas natural con 28.800 millones de pies cúbicos (820.000.000 m3) al día, alrededor del 32% de la producción nacional. Texas tiene 102,4 billones de pies cúbicos (2,90×10m12 m3) de reservas de gas, lo que supone el 23% de las reservas de gas del país. Muchas empresas petroleras tienen su sede en Texas, como: ConocoPhillips, EOG Resources, ExxonMobil, Halliburton, Hilcorp, Marathon Oil, Occidental Petroleum, Pioneer Natural Resources, Tesoro, Valero Energy, y Western Refining.
Según la Administración de Información Energética, los tejanos consumen, de media, la quinta mayor cantidad de energía (de todos los tipos) del país per cápita y en su conjunto, por detrás de Wyoming, Alaska, Luisiana, Dakota del Norte y Iowa.

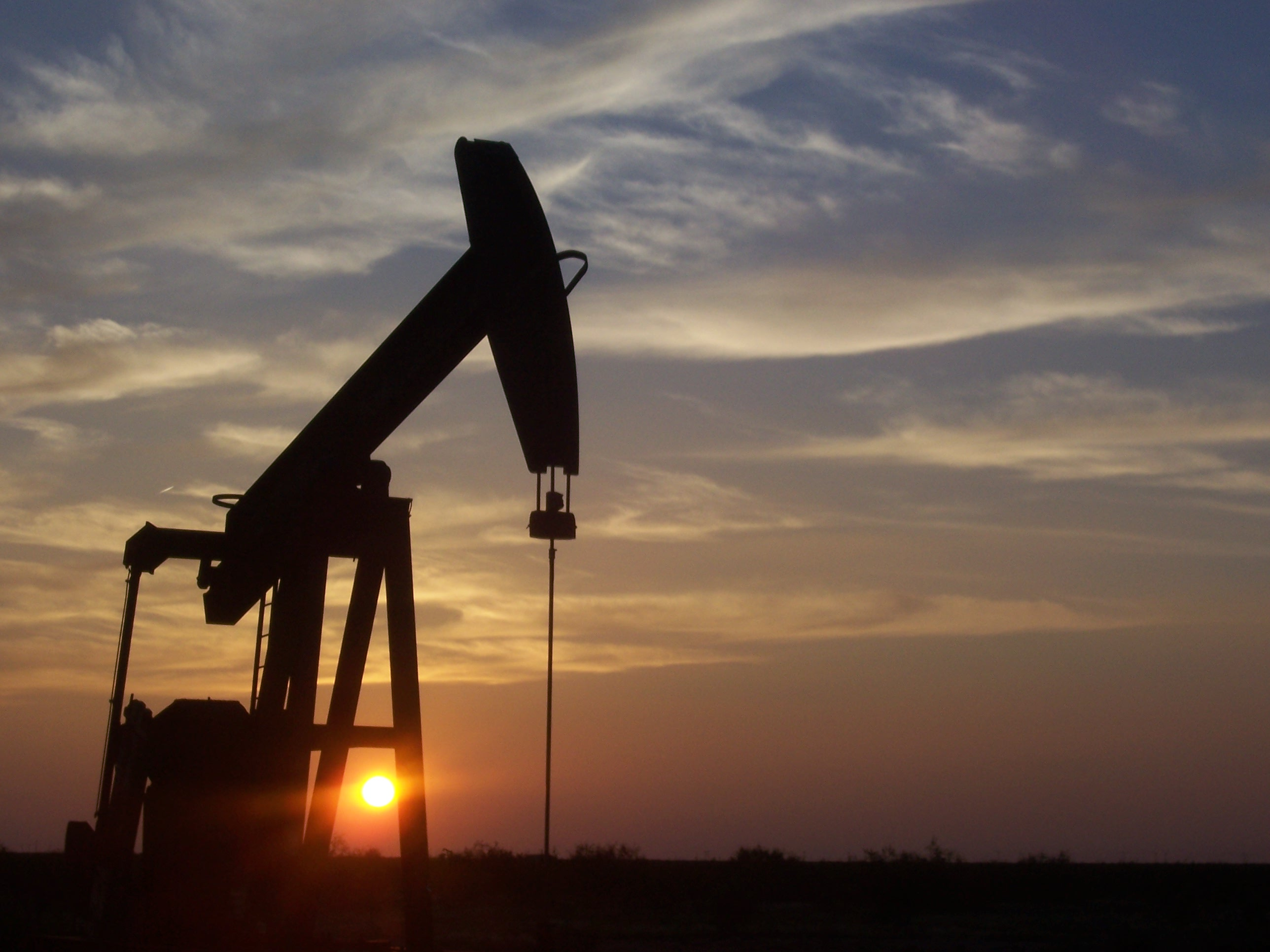
Bomba para extraer petróleo en el Oeste de Texas

A diferencia del resto de la nación, la mayor parte de Texas está en su propia red eléctrica de corriente alterna, la Interconexión de Texas. Texas tiene un servicio eléctrico desregulado. Texas lidera la nación en producción neta total de electricidad, generando 437.236 MWh en 2014, un 89% más de MWh que Florida, que ocupó el segundo lugar. Si fuese una nación independiente, Texas ocuparía el undécimo lugar mundial en producción de electricidad, después de Corea del Sur, y por delante del Reino Unido.
El estado es líder en la comercialización de energías renovables; produce la mayor cantidad de energía eólica del país. En 2014, el 10,6% de la electricidad consumida en Texas procedía de turbinas eólicas. El parque eólico de Roscoe, en Roscoe (Texas), es uno de los mayores del mundo, con una capacidad de 781,5 megavatios (MW). La Administración de Información Energética afirma que las grandes industrias agrícola y forestal del estado podrían proporcionar a Texas una enorme cantidad de biomasa para su uso en biocombustibles. El estado también tiene el mayor potencial de desarrollo de energía solar de EE. UU.

## Delincuencia
En Texas, la tasa de crimen supera la del promedio nacional por 17,3 %.[cita requerida] Los condados con mayor número de crímenes en el estado son:
- Harris
- Bexar
- Hidalgo
- Montgomery
- El Paso

Desde 1976, de las casi 600 ejecuciones anuales en los Estados Unidos, la mitad tienen lugar en Texas, principalmente en la ciudad de Houston.

## Condados
Texas tiene 254 condados, más que cualquier otro Estado estadounidense. Cada condado se gobierna por una corte de comisarios (inglés: commissioners court), y un juez del condado (county judge). Cada condado tiene una capital (county seat), y un palacio de justicia (courthouse).

## Deporte

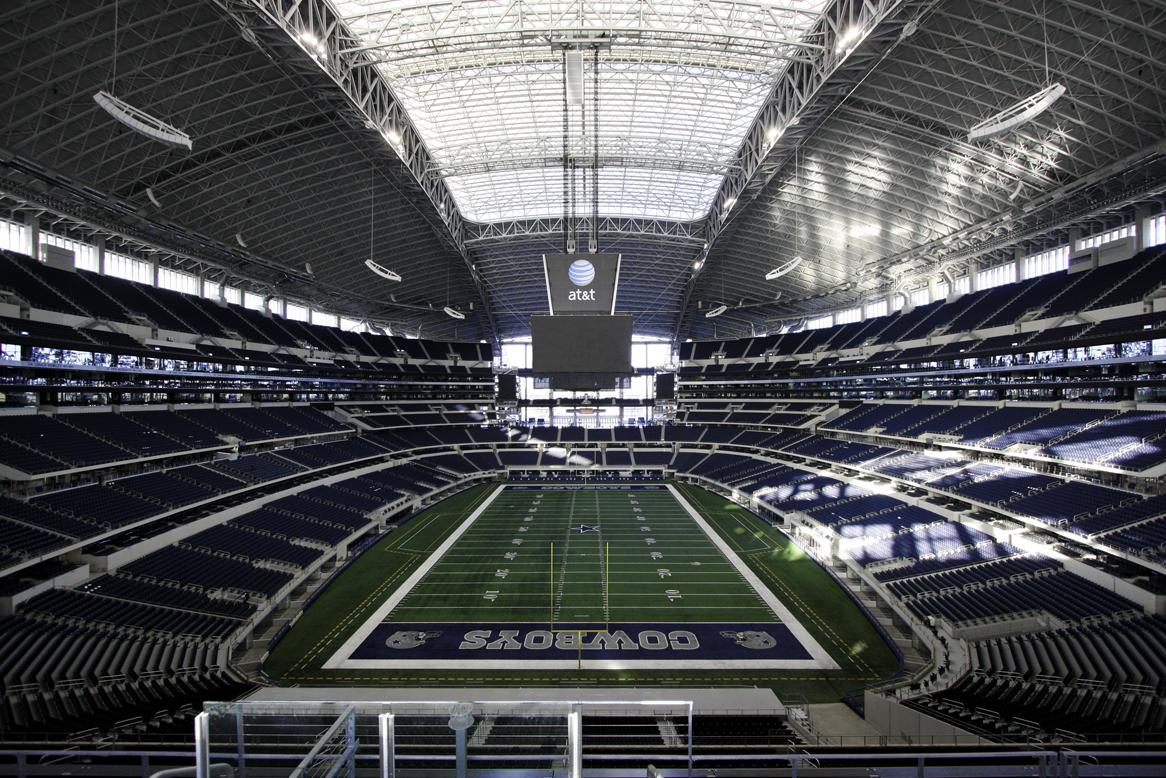
AT&T Stadium, el campo de los Dallas Cowboys.

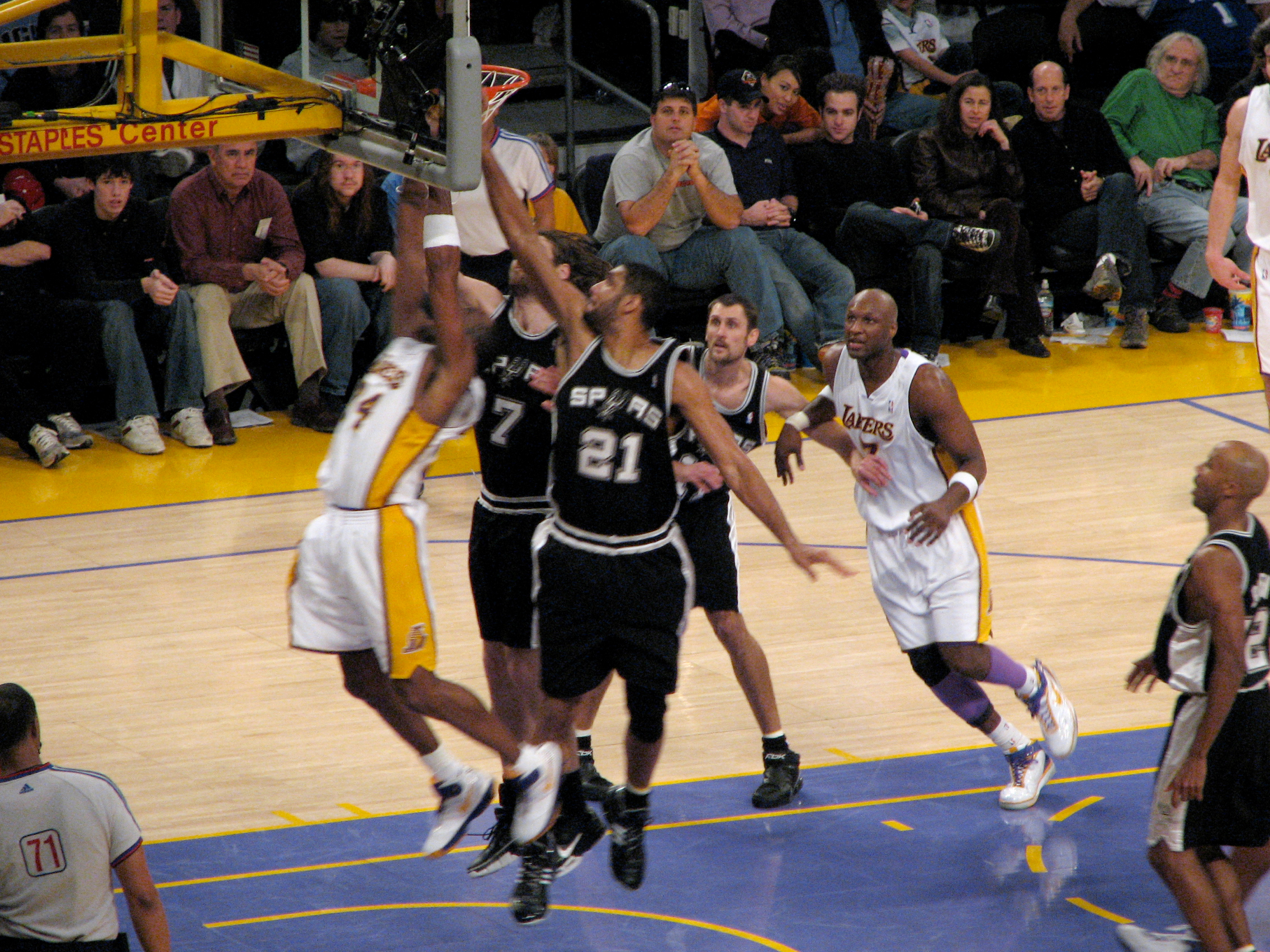
Partido de los playoff entre San Antonio Spurs y Los Angeles Lakers en 2007.

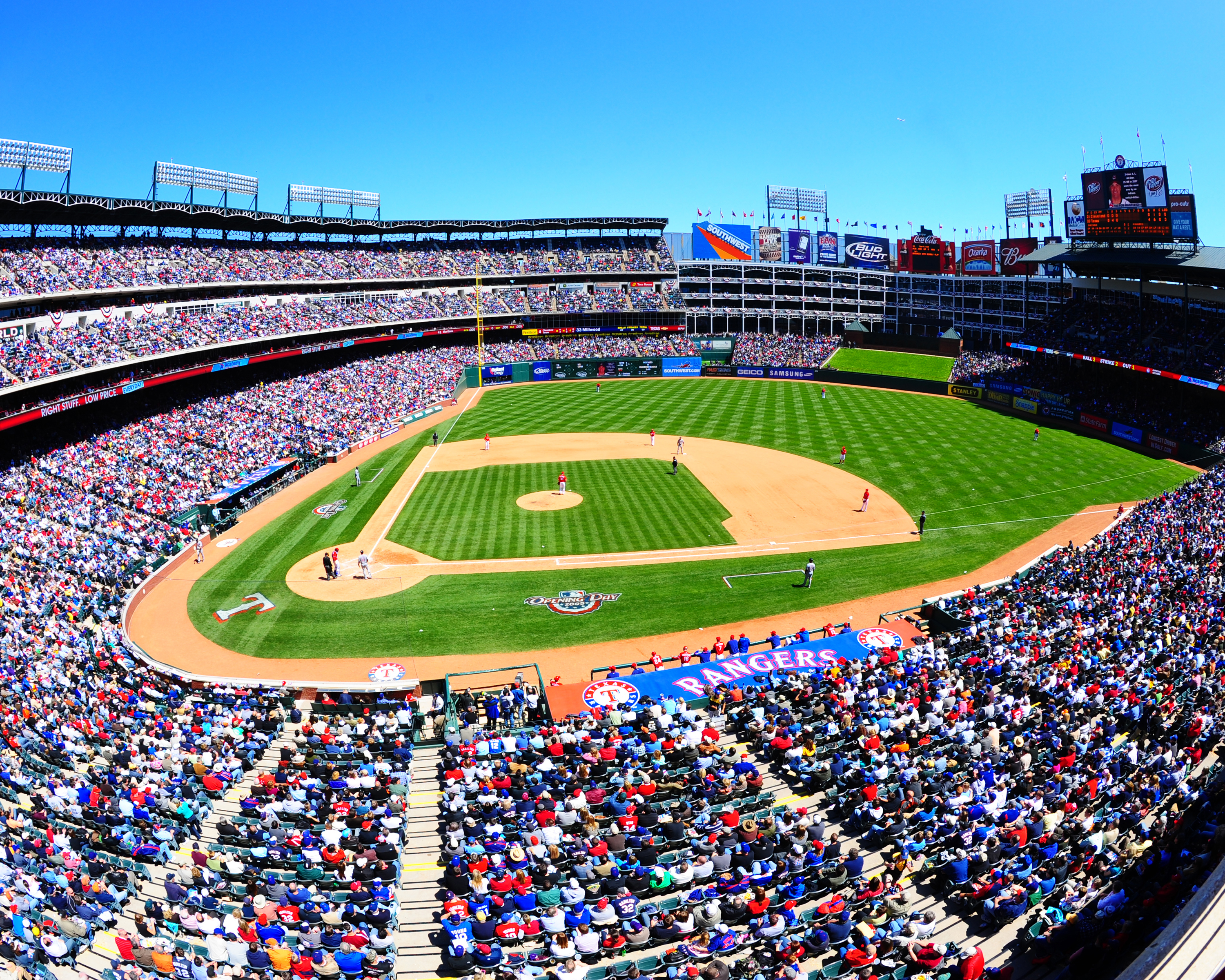
El Rangers Ballpark in Arlington, campo de los Texas Rangers.

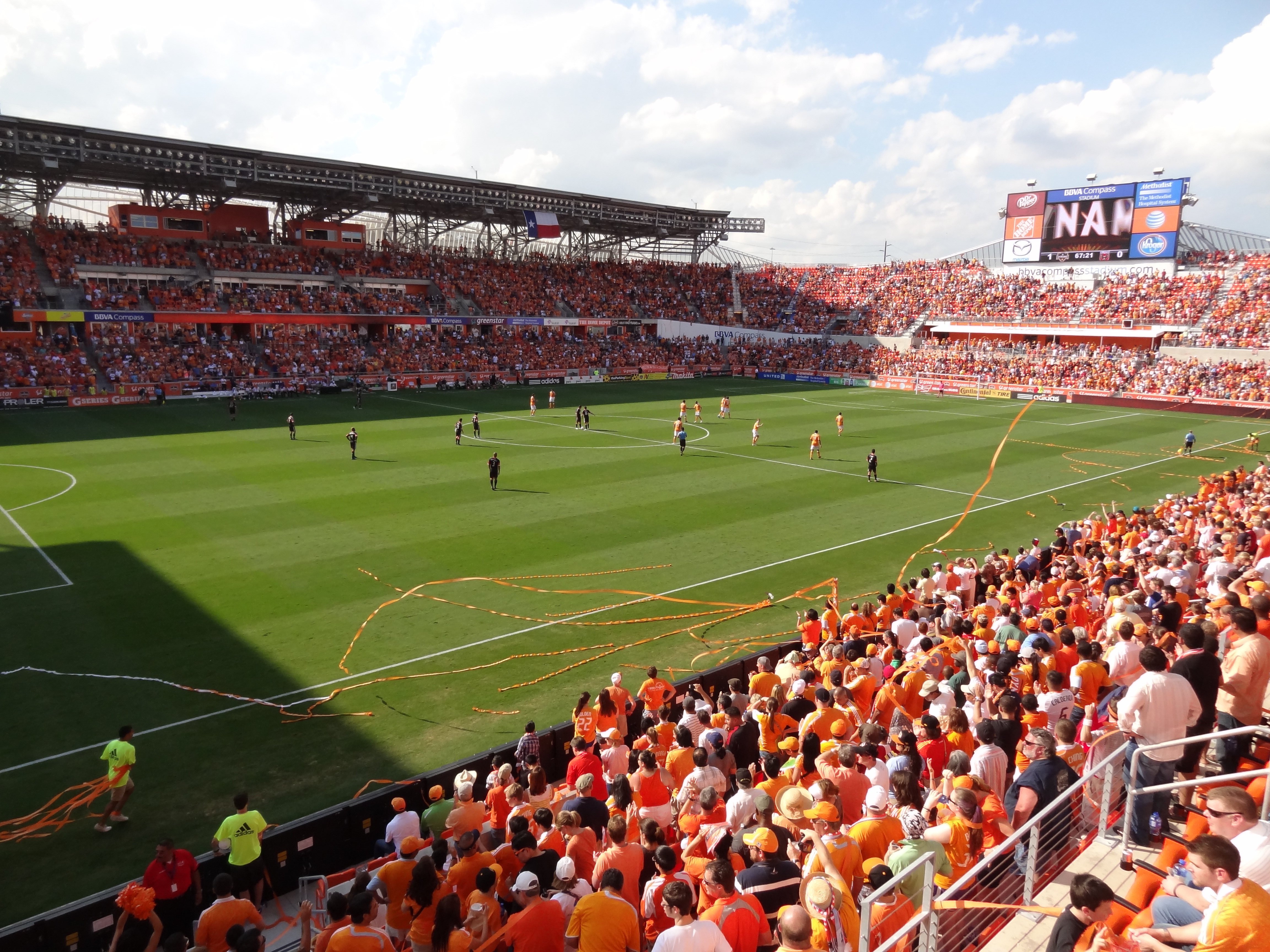
BBVA Compass Stadium, estadio de los Houston Dynamo.

Texas cuenta con dos equipos profesionales de la National Football League, los Dallas Cowboys y Houston Texans; dos de las Grandes Ligas de Béisbol, los Texas Rangers y Houston Astros; tres equipos de la National Basketball Association, los Dallas Mavericks, Houston Rockets y San Antonio Spurs; uno en la National Hockey League, los Dallas Stars; y tres de la Major League Soccer, los FC Dallas, Houston Dynamo y Austin FC.
El Estado cuenta con numerosos equipos universitarios de fútbol americano, entre ellos los Texas Longhorns, Texas A&M Aggies, TCU Horned Frogs, SMU Mustangs, Baylor Bears, Texas Tech Red Raiders y Houston Cougars. En tanto, los Texas Longhorns, Texas A&M Aggies, Texas Tech Red Raiders y UTEP Miners han disputado el campeonato nacional de baloncesto universitario.
El Cotton Bowl es uno de los tazones de fútbol americano universitario más prestigiosos. Se juega actualmente en el Cowboys Stadium, donde se jugó el Super Bowl XLV en 2011 y Wrestlemania 32 en 2016
El óvalo de Texas Motor Speedway alberga carreras de automovilismo de la Copa NASCAR e IndyCar Series desde 1997. Por su parte, el Circuito de las Américas inaugurado en 2012 ha sido sede del Gran Premio de Estados Unidos de Fórmula 1 y carreras del Campeonato Mundial de Motociclismo, Campeonato Mundial de Resistencia y United SportsCar Championship.
En Texas se realizan cuatro torneos de golf del PGA Tour: el Colonial Invitational, el Abierto de Houston, el Abierto de Texas y el Campeonato Byron Nelson.

### Equipos de deporte profesional
| - American Hockey League - Houston Aeros - San Antonio Rampage - Arena Football League - Dallas Desperados - Central Hockey League - Austin Ice Bats - Laredo Bucks - Independent Women's Football League - Dallas Revolution - Grandes Ligas de Béisbol - Texas Rangers - Houston Astros - Major League Rugby - Dallas Jackals - Houston SaberCats - Major League Soccer - FC Dallas - Houston Dynamo - Austin FC - Minor League Baseball (Central Baseball League) - Amarillo Dillas - Edinburg Roadrunners - Fort Worth Cats - Rio Grande Valley White Wings - San Angelo Colts - Minor League Baseball (Texas League) - El Paso Diablos - Frisco RoughRiders - Round Rock Express - San Antonio Missions - Midland RockHounds - National Basketball Association - Dallas Mavericks - Houston Rockets - San Antonio Spurs - National Football League - Dallas Cowboys - Houston Texans - National Hockey League - Dallas Stars - Women's National Basketball Association - San Antonio Silver Stars - Women's Professional Football League - Dallas Diamonds - Houston Energyy |

## Cultura

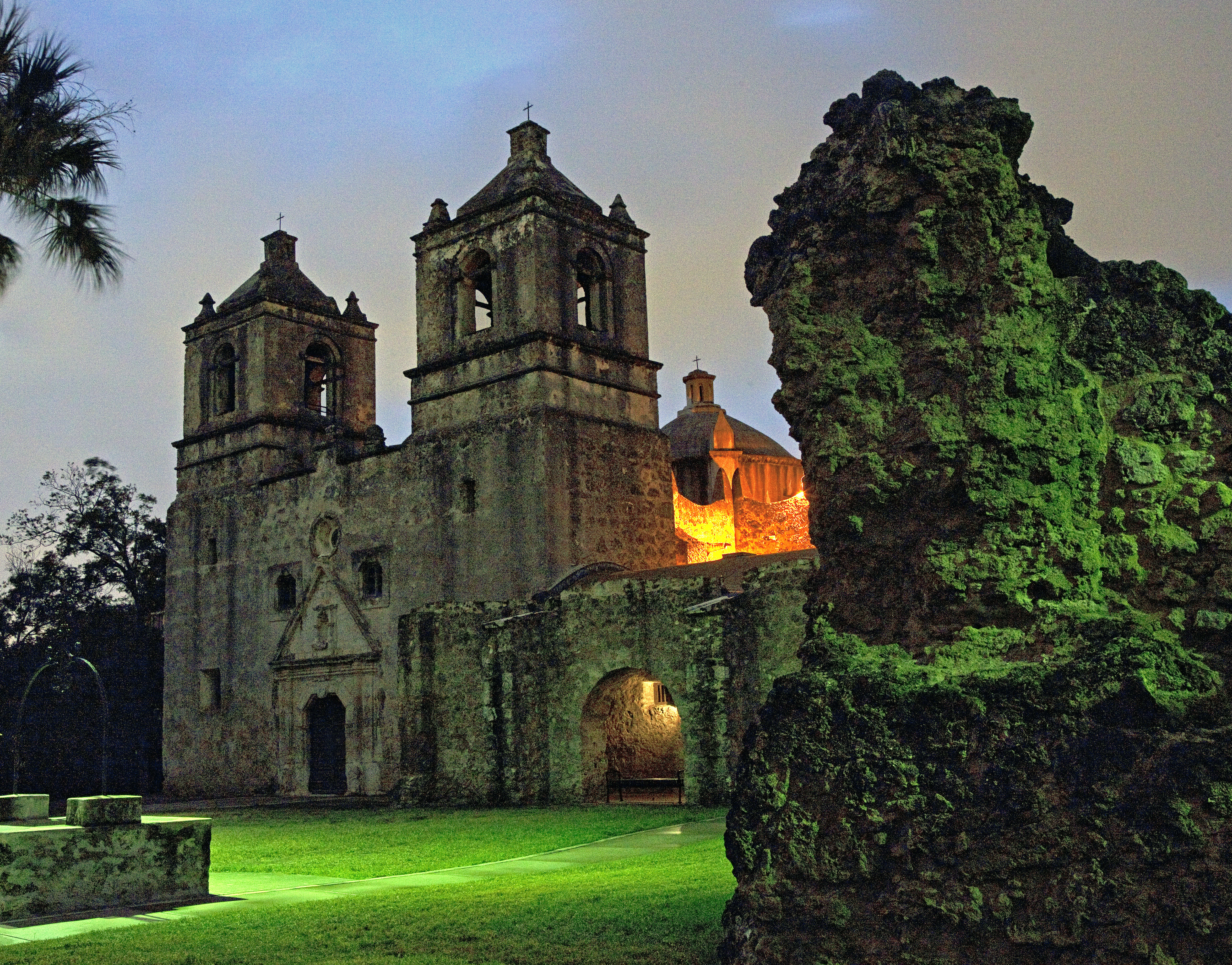
La Misión de Concepción en San Antonio

Históricamente, la cultura tejana procede de una mezcla de influencias sureñas (Dixie), occidentales (frontera) y sudoccidentales (fusión mexicana/anglosajona), que varían en grado de una región intraestatal a otra. La Oficina del Censo de EE. UU. sitúa a Texas en el Sur de EE. UU. Un alimento popular, el burrito de desayuno, se inspira en los tres, con una tortilla de harina blanda envuelta en tocino y huevos revueltos u otros rellenos calientes y cocinados. Además de la cultura tradicional de Texas, establecida en los siglos XVIII y XIX, la inmigración ha hecho de Texas un crisol de culturas de todo el mundo.
Texas ha dejado una fuerte huella en la cultura pop nacional e internacional. Todo el estado está fuertemente asociado a la imagen del vaquero que aparece en las películas del oeste y en la música country western. Los numerosos magnates del petróleo del estado también son un tema popular de la cultura pop, como se ve en la exitosa serie de televisión Dallas. Además de muchas otras referencias al estado en la cultura popular como en Los Simpsons o Bob Esponja.
El eslogan internacionalmente conocido "Don't Mess with Texas" (No te metas con Texas) comenzó como un anuncio contra la basura. Desde el inicio de la campaña en 1986, la frase se ha convertido en "una declaración de identidad, una declaración de la fanfarronería tejana".

### Arquitectura

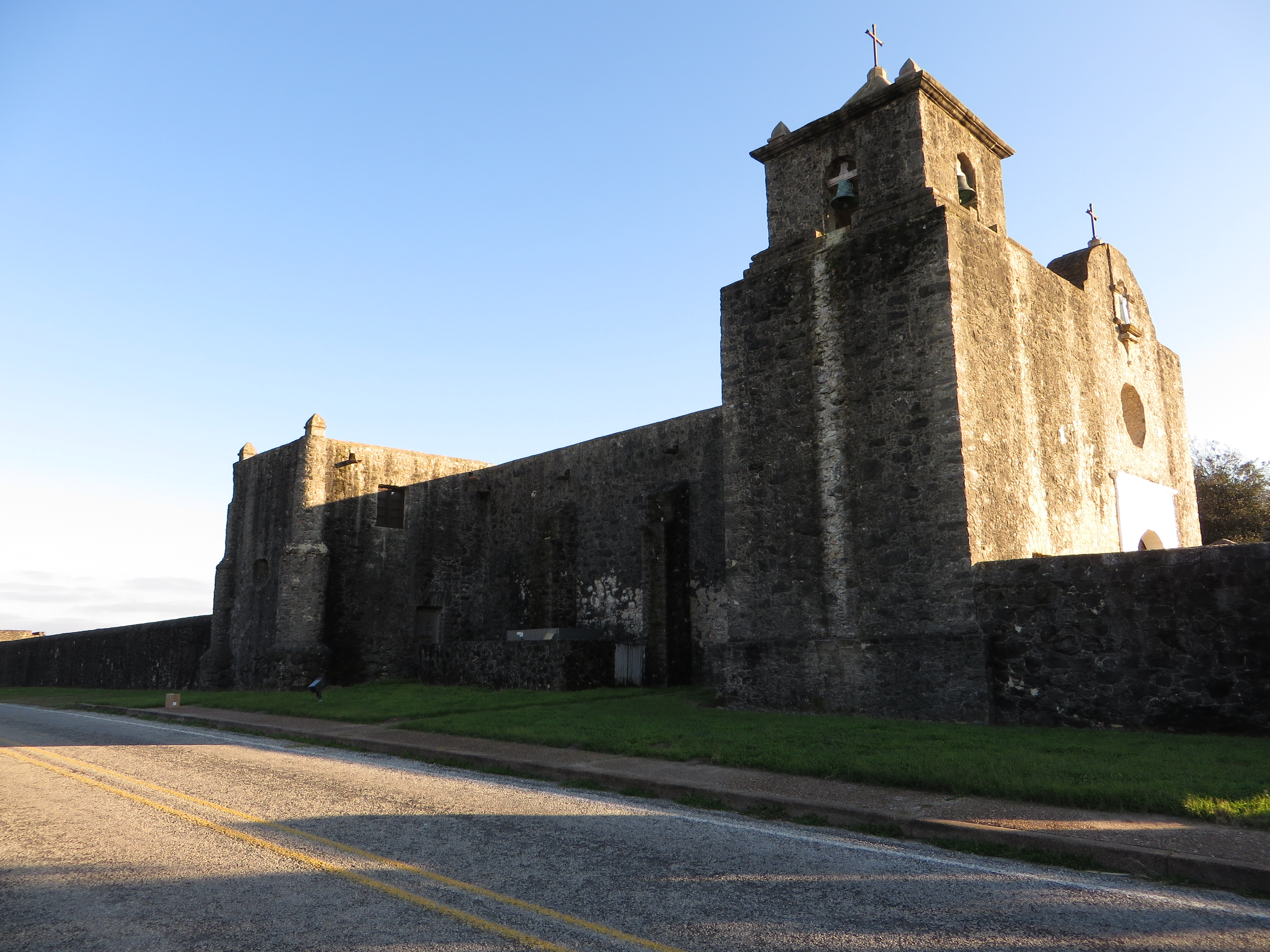
El Presidio de La Bahía

La arquitectura del estado de Texas procede de una gran variedad de fuentes. Muchos de los edificios del estado reflejan las raíces españolas y mexicanas de Texas; además, existe una considerable influencia sobre todo del Sur de Estados Unidos, así como del Suroeste. El rápido crecimiento económico desde mediados del siglo XX ha dado lugar a una gran variedad de edificios de arquitectura contemporánea.
Los primeros edificios europeos en Texas fueron una serie de misiones religiosas españolas establecidas por católicos dominicos, jesuitas y franciscanos para difundir la doctrina cristiana entre los amerindios de la zona y dar a España un punto de apoyo en la tierra fronteriza. Las misiones introdujeron el ganado, las frutas, las verduras y la industria europeos en la región de Texas. Además del presidio (fuerte) y el pueblo (ciudad), la misión era una de las tres principales agencias empleadas por la Corona española para extender sus fronteras y consolidar sus territorios coloniales. En total, veintiséis misiones se mantuvieron durante diferentes periodos de tiempo dentro de los futuros límites del estado. La Misión de San Antonio de Valero, conocida por la Batalla de El Álamo, es un excelente ejemplo de este tipo de arquitectura.

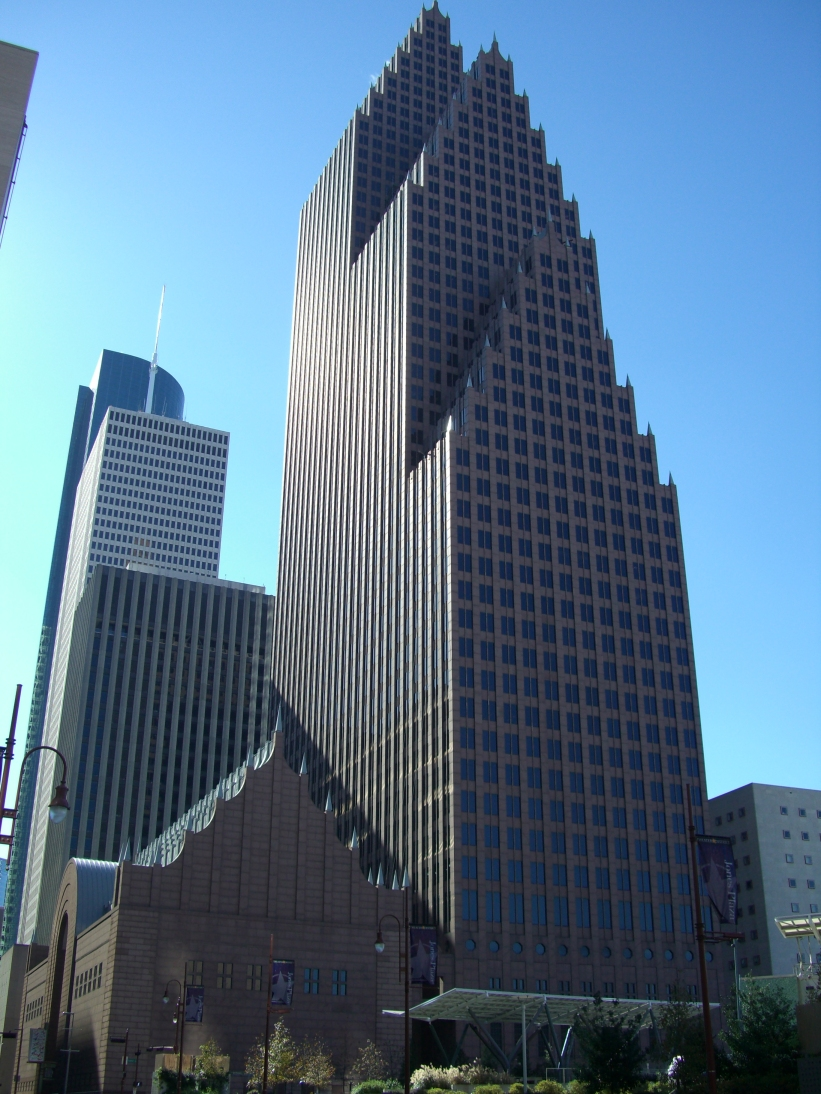
Rascacielos del Bank of America en Houston

Cada condado de Texas tiene un juzgado distinto. Estos edificios reflejan muchos estilos arquitectónicos diferentes.
Además de la arquitectura tradicional de Texas, el estado también cuenta con notables edificios contemporáneos. Muchos arquitectos de talla mundial y ganadores del Premio Pritzker han dejado sus enriquecedoras huellas en las ciudades y paisajes tejanos. Frank Lloyd Wright construyó cuatro edificios en Texas, mientras que el Museo de Arte Moderno de Tadao Ando y el famoso Museo de Arte Kimbell de Louis Kahn son hitos permanentes de la ciudad de Fort Worth. Otros grandes arquitectos como I.M. Pei y Philip Johnson tienen numerosas obras en todo el estado.
Entre sus obras famosas destacan los Jardines Acuáticos de Fort Worth, el Museo Amon Carter, la Capilla de San Basilio, el Centro Sinfónico Morton H. Meyerson y la Plaza de Acción de Gracias. En Austin destaca la Biblioteca y Museo Lyndon Baines Johnson de Gordon Bunshaft (también galardonada con el Premio Pritzker), mientras que Steven Holl, Robert A. M. Stern, Jaime Prize y César Pelli son otras leyendas de la arquitectura que diseñaron edificios que embellecen las zonas de Dallas y Houston. El Dallas Center for the Performing Arts, de Sir Norman Foster, es la última incorporación a estos hitos arquitectónicos de Texas.
Algunas instalaciones albergan incluso la huella de varios arquitectos. El Museo de Bellas Artes de Houston, por ejemplo, fue diseñado por el ganador del premio Pritzker Rafael Moneo, el extraordinario paisajista Isamu Noguchi y el maestro pionero de la arquitectura moderna Mies van der Rohe.
Texas también alberga algunos de los rascacielos más altos de Estados Unidos. El horizonte de Houston ha sido clasificado como el cuarto más impresionante de Estados Unidos en cuanto a amplitud y altura, siendo el tercer horizonte más alto del país y uno de los 10 más altos del mundo; sin embargo, debido a que se extiende a lo largo de varios kilómetros, la mayoría de las fotografías de la ciudad muestran sólo la zona principal del centro. Houston cuenta con un sistema de túneles y pasarelas que unen los edificios del centro. El sistema de túneles también incluye tiendas, restaurantes y tiendas de conveniencia.

### Gastronomía
La comida típica tejana se basa en una mezcla de la cocina estadounidense de herencia anglosajona y la herencia hispano-mexicana, denominada cocina Tex-Mex. Los platos principales son el chili con carne, los burritos, los frijoles, los nachos y la barbacoa o BBQ. Esta consiste en aderezar la carne con una salsa especial agridulce y especiada conocida como salsa barbacoa. Los ingredientes principales son la carne de res, de cerdo, el maíz, el queso, los jalapeños en conserva o la crema agria.

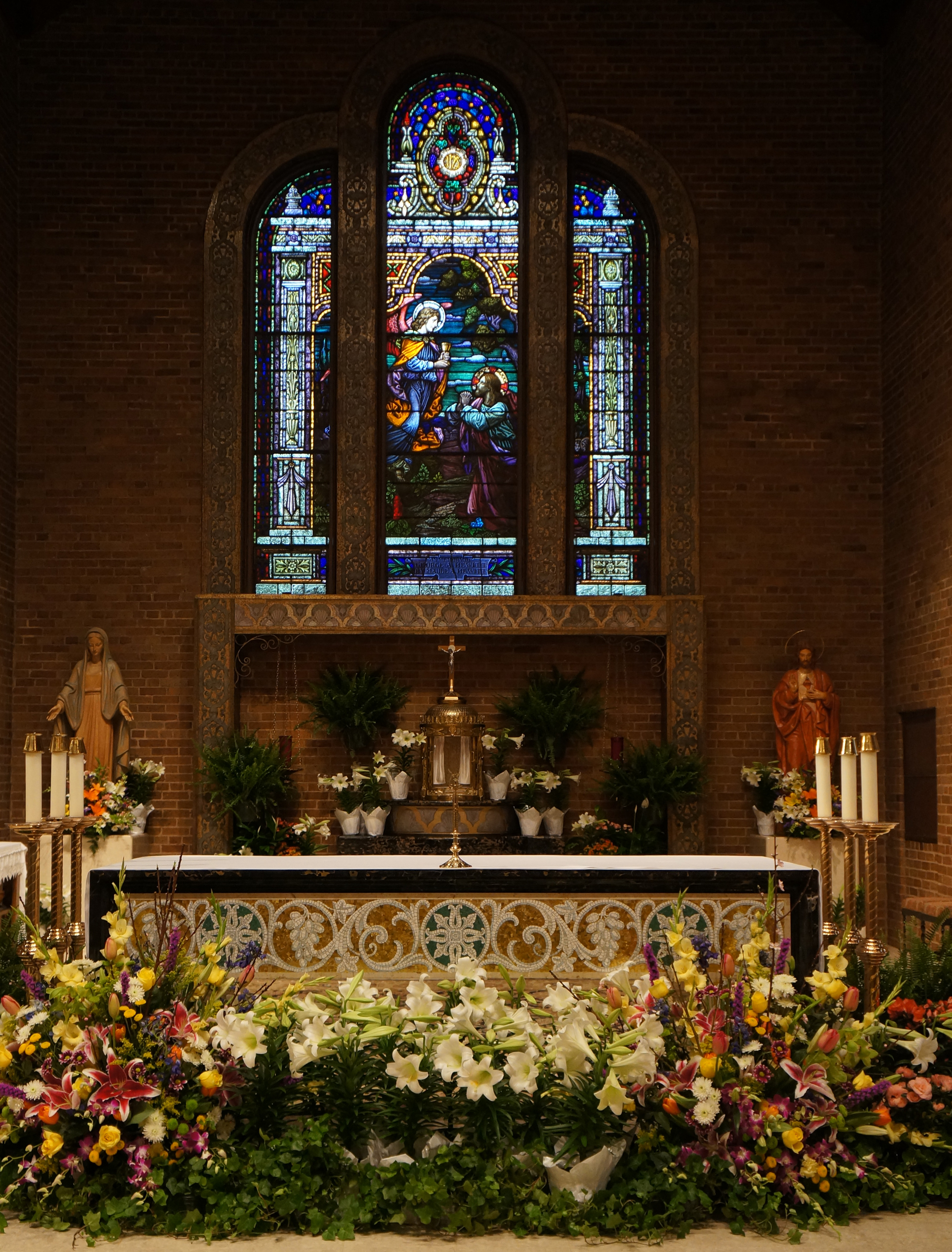
Vista de los vitrales y el altar de la Catedral de la Inmaculada Concepción en Tyler, Texas

### Artes Visuales
Las primeras formas de arte en Texas fueron las que dejaron los nativos americanos. Hay miles de petroglifos (dibujos tallados o pintados en las paredes rocosas) que datan de la época precolombina: 2.000 de estos dibujos están registrados en Hueco Tanks, cerca de El Paso. Los españoles produjeron arte religioso para decorar las misiones tejanas a partir del siglo XVII. El arte pictórico se enriqueció con los dibujos de aventureros como George Catlin en el siglo XIX. En el siglo XX, Harold Dow Bugbee (1900-1963) pintó cuadros sobre la vida de los vaqueros. También pintó numerosos murales que se conservan en la Panhandle-Plains Historic Society. Charles Franklin Reaugh (1860-1945) se interesó por la naturaleza y los animales de Texas y fundó una escuela de arte en Dallas.
El arte moderno estuvo representado por Charles Umlauf y Seymour Fogel (1911-1984), que pintaron murales abstractos en varios edificios públicos del estado en las décadas de 1950 y 1960. Robert Rauschenberg es el artista tejano más conocido del siglo XX, mientras que Cadillac Ranch (1974) es la obra de arte más famosa: esta monumental escultura al aire libre en Amarillo, en la Ruta 66, fue diseñada por Chip Lord, Hudson Marquez y Doug Michels. Consiste en una alineación de diez restos de autos Cadillac, instalados de tal manera que dan la impresión de estar plantados en el suelo.
Los vehículos están alineados de este a oeste y se supone que forman con el suelo el mismo ángulo que las caras de la pirámide egipcia de Keops. El Nasher Sculpture Center es un museo dedicado a la escultura contemporánea situado en el Downtown Arts District de Dallas desde 2003. El jardín alberga una instalación de la serie Sky Space de James Turrell. Complementa el jardín de esculturas del Museo de Arte de Dallas. Por último, el escultor David Adickes ha creado varias obras en Texas, entre ellas una estatua monumental de Samuel Houston (1991, Huntsville) que mide 20 metros